# Metro w Wiedniu
Metro w Wiedniu (niem. U-Bahn Wien) – system metra w Wiedniu, obok sieci S-Bahn, tramwajów, autobusów oraz linii WLB (Wiener Lokalbahn) jest jednym z najważniejszych środków transportu w austriackiej stolicy. Codziennie przewozi 1,25 mln pasażerów, czyli 453,6 mln rocznie. Po próbach testowych linii U4 na odcinku Heiligenstadt – Friedensbrücke w 1976 r., metro oficjalnie otwarto w dniu 25 lutego 1978. Sieć składa się z 5 linii i jest jednym z najstarszych systemów w Europie (patrząc na Stadtbahn w Wiedniu, którego korzenie sięgają roku 1898). Cały układ ma 83,3 km oraz 100/109 stacji. Operatorem sieci jest spółka Wiener Linien GmbH & Co KG, należąca do Wiener Stadtwerke AG, i należąca do związku komunikacyjnego Verkehrsverbund Ost-Region.

## Historia
Po dłuższym planowaniu budowy podziemnej kolei szynowej, pod koniec XIX wieku zaplanowana została sieć kolei miejskich, gdzie linie: Vorortelinie (Heiligenstadt – Ottakring – Hütteldorf, dzisiejsza S45) oraz Verbingdungsbahn (Praterstern – Meidling, dzisiejsza S-Stammstrecke) jeździły na początku w trakcji parowej. W latach 20. XX wieku doprowadzono do zmienienia systemu tzw. premetra na trakcję elektryczną. Od roku 1976 sieć stopniowo była przebudowywana na metro, a ostatecznie w 1989 roku doprowadzono do całkowitego wcielenia kolei miejskich do metra .
Wyróżnia się pięć etapów rozbudowy wiedeńskiego metra :
- Pierwszy etap (1969–1982) – podstawy: U1, U2, U4;
- Drugi etap (1983–2000) – nowe linie: U3, U6;
- Trzeci etap (2001–2010) – wydłużenie U1, U2;
- Czwarty etap (2010–2023) – wydłużenie U1, U2, nowa linia: U5;
- Piąty etap (2023–2028) – wydłużenie U2, U5.

### Niezrealizowane koncepcje

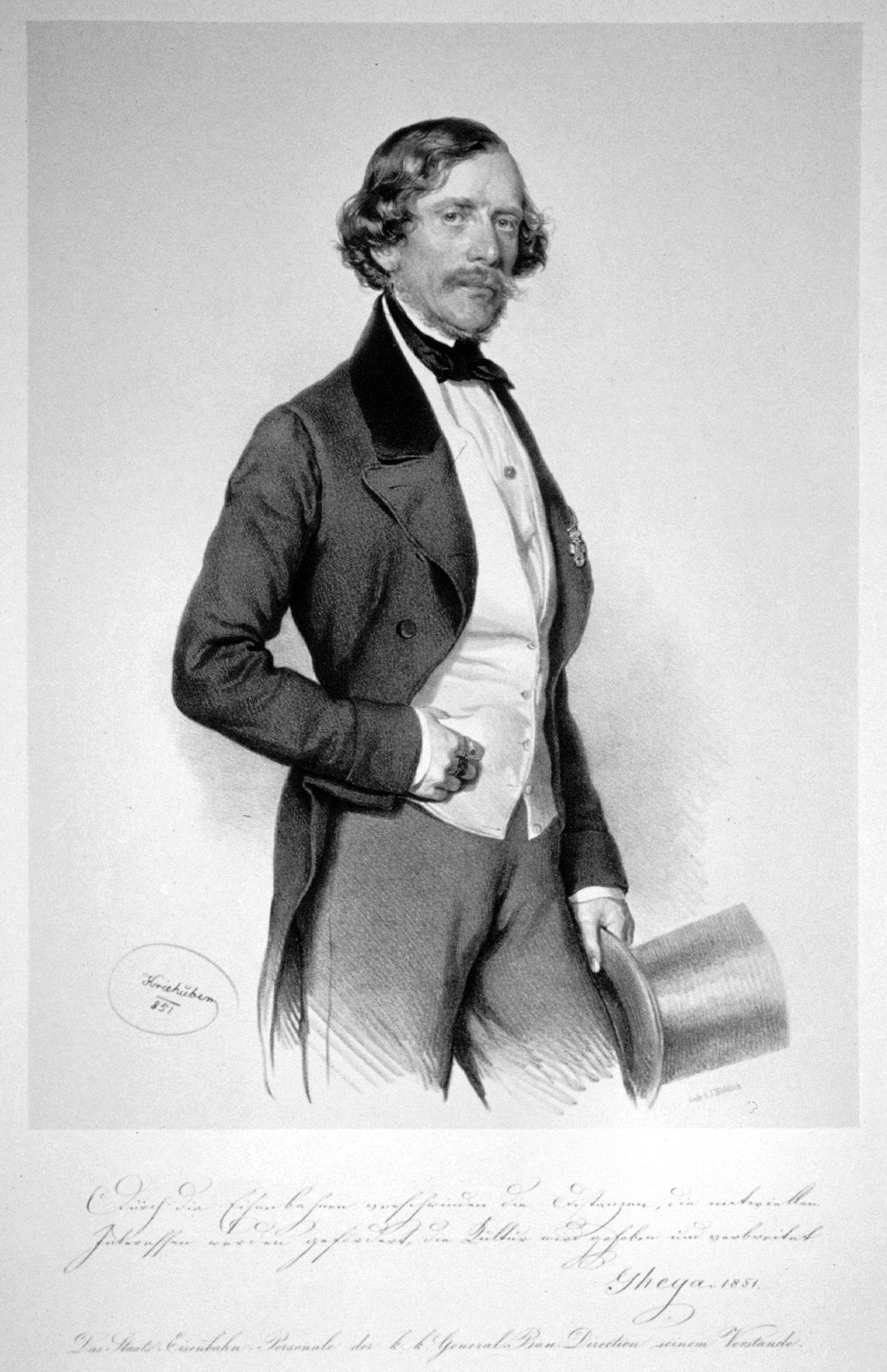
Carl Ritter von Ghega

Pierwsze koncepcje budowy kolei miejskiej w Wiedniu pochodzą z lat 40. XIX wieku. Od tego czasu wielokrotnie zmieniały się koncepcje i plany budowy oraz późniejszego rozwoju tego środka transportu, wraz z rozwojem miasta .
W 1844 roku inżynier Heinrich Sichrowsky złożył wniosek o koncesję dla budowy kolei atmosferycznej na terenie Wiednia. Projekt miał być oparty na systemie Medhurst und Clegg. Pociągi poruszające się w zamkniętej tubie miały być poruszane za pomocą stacjonarnych pomp napędzanych maszyną parową, które wpompowywałyby powietrze do tunelu za pociągiem, a wypompowywały przed nim, tworząc stan zbliżony do próżni. Według planów kolej miała połączyć Lobkowitzplatz przez ścisłe centrum do dzielnicy Hütteldorf. Pomimo iż podobne rozwiązania powstały m.in. w Londynie i Paryżu, w Wiedniu nie znaleziono inwestora i pomysł budowy kolei atmosferycznej upadł. Podobny projekt kolei atmosferycznej w 1849 roku zaprezentował Julius Pollack, jednak on także nie doczekał się realizacji .
Projekt Sichrowskiego stał się podstawą do kolejnych planów budowy systemu kolei miejskiej, które jednak także nie spotkały się z akceptacją władz miasta. W 1858 roku urbanista Ludwig Zettl przedstawił koncepcję wykorzystania dawnej fosy miejskiej jako trasy dla miejskiej kolejki. Według jego projektu, tak powstały tramwaj konny mógłby połączyć dworzec kolejowy z targowiskami. W tym samym roku swój projekt przestawił także Carl Ritter von Ghega, z którego planów wiele przetrwało w kolejnych koncepcjach sieci kolei miejskiej. W 1873 roku powstał pierwszy projekt budowy metra w tunelach pod ziemią autorstwa Emila Winklera. Jego projekt bazował na pierwszych badaniach ruchu wewnątrz miasta .
Kolejna, już trzydziesta koncepcja kolei miejskiej w Wiedniu brytyjskich inżynierów Jamesa Buntona i Josepha Fogerty’ego z 1881 roku, zakładała poprowadzenie linii kolejowej w przeważającej części w podziemnych tunelach, a częściowo na estakadach nad ziemią lub w odkrytych obniżeniach w terenie. Projekt szybko zyskał akceptację władz miasta .
Dwa lata później przedsiębiorstwo Siemens & Halske przedstawiło plan budowy trzech linii „drugorzędnej elektrycznej linii kolejowej” (niem. electrische Sekundärbahn) w Wiedniu. Obawiano się jednak, że budowa negatywnie wpłynie na funkcjonalność centrum miasta, ponieważ pierwszy raz była mowa o budowie tuneli w obrębie ścisłego centrum. Ostatecznie ówczesny prezydent Wiednia Karl Lueger odrzucił tę propozycję .
Plany przygotowane przez Buntona i Fogerty’ego wzbudziły jednak wiele kontrowersji. Głównymi zarzutami wobec projektu było niszczenie miejskiego krajobrazu. Z tego względu budowę kilkukrotnie przekładano, aż w końcu w 1886 roku wygasła koncesja brytyjskich inżynierów. Nadal kontynuowano próby znalezienia projektu, który byłby odpowiedni dla miasta, jednak, głównie ze względów finansowych, bezskutecznie .

### Wiener Stadtbahn
W 1890 roku Erzherzogtum Österreich unter der Enns (późniejszy kraj związkowy Dolna Austria, do którego wówczas Wiedeń należał) powołał komisję ds. budowy systemu komunikacji miejskiej w Wiedniu (niem. Commission für Verkehrsanlagen in Wien). W lutym 1892 roku podjęto decyzję o budowie w Wiedniu sieci kolei miejskiej o łącznej długości ponad 40 km. Początkowo sieć miała być obsługiwana normalnymi pociągami z lokomotywą parową ciągnącą wagony. Plany obejmowały powstanie sześciu linii – trzech głównych i trzech lokalnych. Plany okrojono później do czterech linii, które oddano do użytku w latach 1898–1901. Eksploatacją kolei nazwanej Wiener Stadbahn (Wiedeńska Kolej Miejska) zajęły się Cesarsko-Królewskie Koleje Państwowe .
Kwestie architektoniczne nowych budowli kolei miejskiej powierzono architektowi Ottonowi Wagnerowi, który zaprojektował większość stacji w stylu secesyjnym. Architektura tych stacji zachowała się do dziś i jest swoistym symbolem metra w Wiedniu, a nowoczesne nawiązania do tego stylu są widoczne w wielu stacjach wiedeńskiego systemu metra oraz S-Bahn. Szczególnie reprezentatywne są dwa pawilony na jednej z węzłowych stacji Karlsplatz. W trakcie późniejszych prac związanych z rozbudową metra zostały one rozebrane, odrestaurowane i ponownie postawione na miejscu. Nie są one jednak wykorzystywane jako obiekty metra, a jako kawiarnia oraz filia Muzeum Wiedeńskiego poświęcona Ottonowi Wagnerowi. W jednym z nich znajdują się jedynie schody wejściowe na stację metra, jednak zmieniony został ich układ w stosunku do pierwotnego projektu .
Kolej miejska w pierwszych latach swojego istnienia nie stała się jednak ważnym elementem transportu zbiorowego, takim jak stały się pod koniec XIX wieku tramwaje elektryczne. Po roku 1910 ponownie powrócono do planów stworzenia większego systemu transportu zbiorowego. Powrócono do koncepcji Franza Musila oraz przedsiębiorstwa AEG z 1895 roku i zatwierdzono ją już w 1910 roku. Na jego mocy miał powstać tunel na odcinku Hernals – Stephansplatz – Favoriten. W latach 1910–1911 przeprowadzono szerokie konsultacje społeczne, które miały nakreślić dalszy rozwój transportu miejskiego w Wiedniu. Plany te jednak przerwał wybuch I wojny światowej .
Po 1918 roku, ze względu na trudną sytuację gospodarczą, zaniechano jakichkolwiek planów budowy systemu transportu publicznego w Wiedniu. W 1924 roku miasto wydzierżawiło od kolei państwowych kolej miejską i przeprowadzono jej elektryfikację. W 1925 roku system kolei miejskiej włączono w sieć komunikacji miejskiej w Wiedniu i połączono z siecią tramwajową. Częstotliwość kursowania pociągów wzrosła trzykrotnie. W 1927 roku powrócono do planów budowy metra i rozpoczęto współpracę z przedsiębiorstwem Siemens & Halske. W 1929 roku odbyły się tajne negocjacje, jednak wybuch wielkiego kryzysu położył kres tym projektom .
W kolejnych latach w ramach tzw. „Czerwonego Wiednia” powstały kolejne ambitne plany budowy metra. Były one jednak niemożliwe do zrealizowania ze względów finansowych i tym samym upadły .
Po anschlussie Austrii do III Rzeszy w 1938 roku w granice Wiednia przyłączono nowe tereny, a miasto zostało rozbudowane. Stało się największym miastem Niemiec i szóstym co do wielkości na świecie. W związku z tym znowu pojawiły się plany budowy metra we współpracy z Siemensem. Planowana była także budowa centralnego dworca połączonego z siecią metra oraz rozbudowa sieci transportowej w mieście. Doszło jednak jedynie do próbnych wierceń, a dalsze prace przerwał wybuch II wojny światowej .

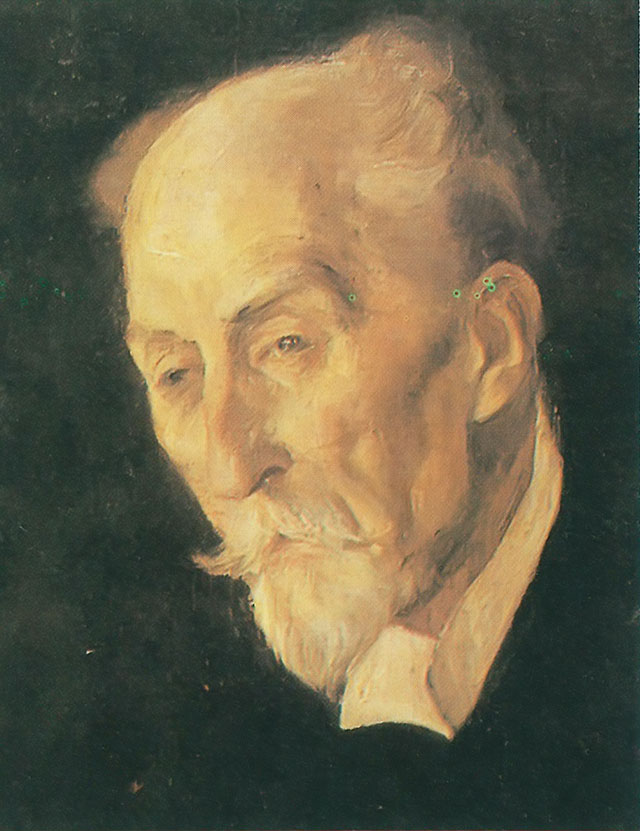
Otto Wagner – architekt wielu stacji Wiener Stadtbahn
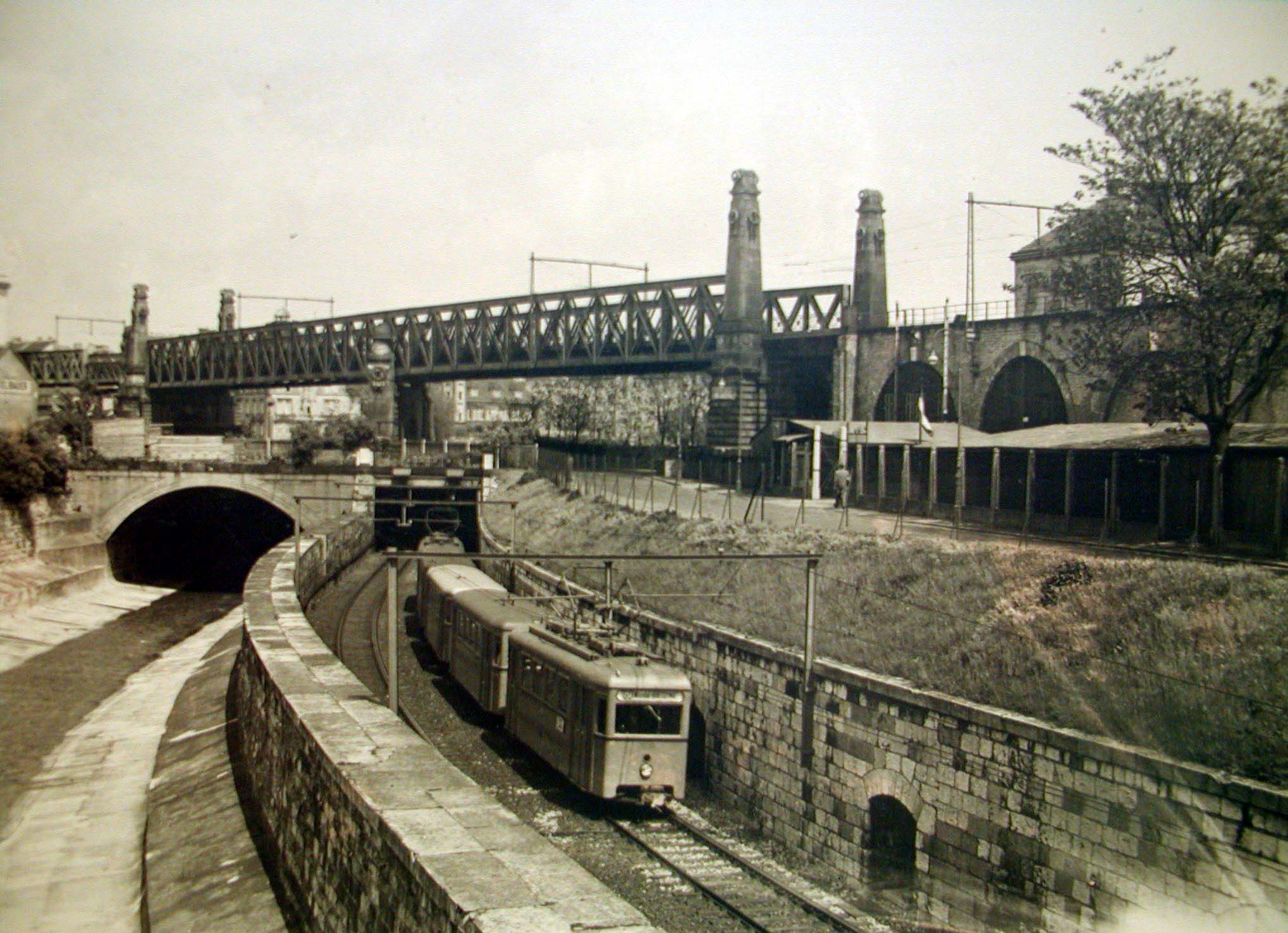
Skrzyżowanie linii Wiener Stadtbahn przy stacji Längenfeldgasse
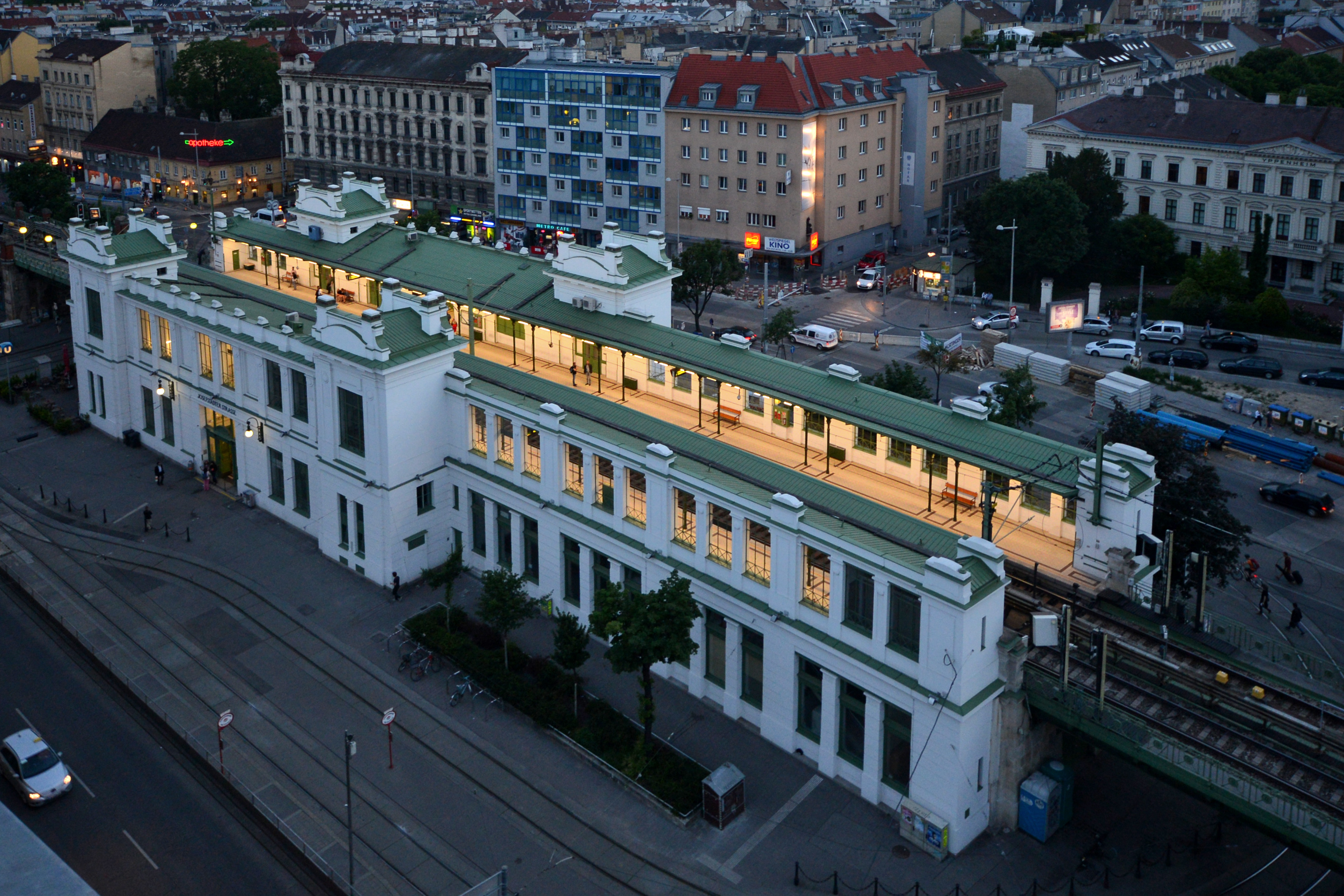
Stacja Josefstädter Straße na tzw. Gürtel-Linie
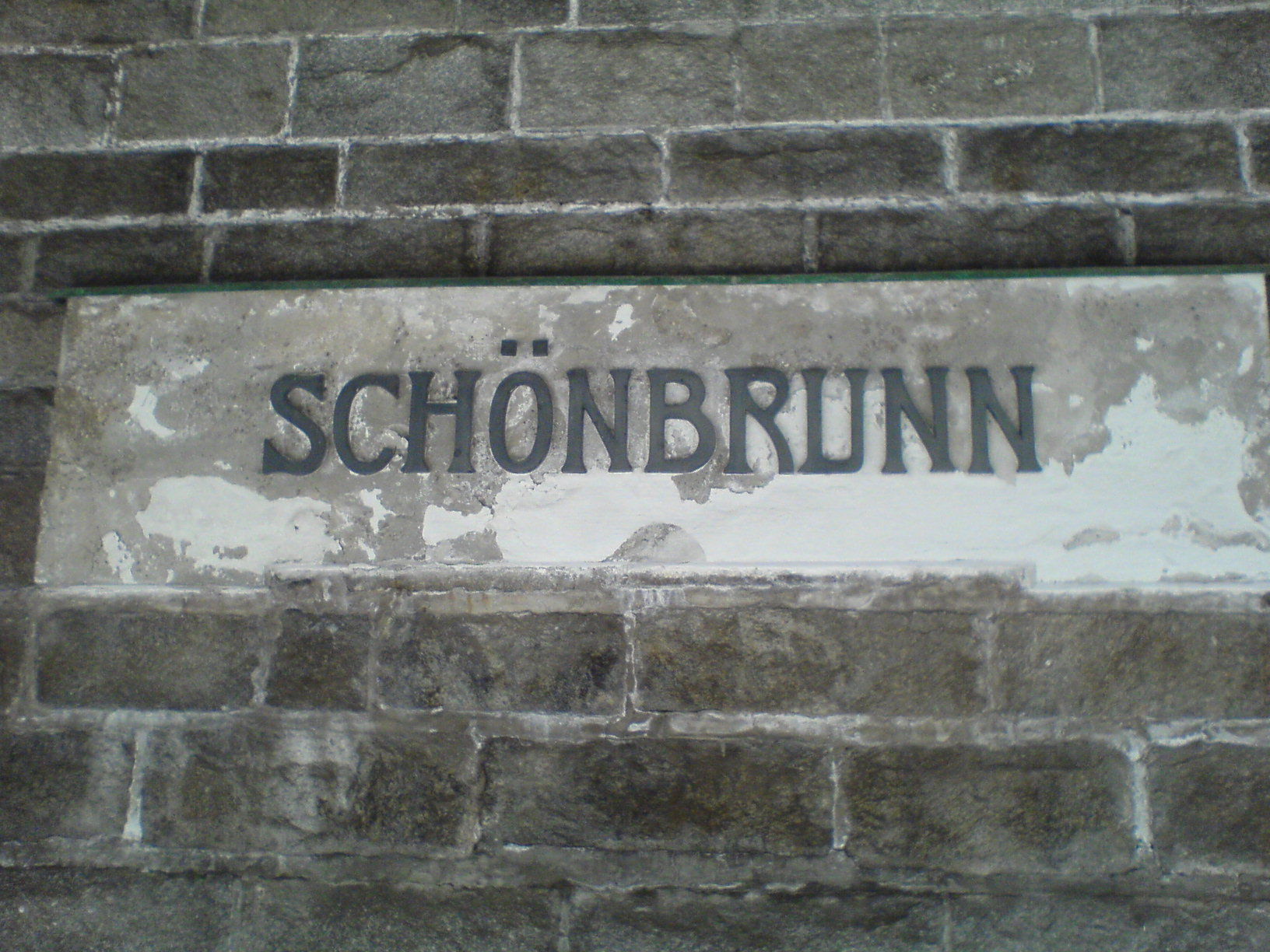
Historyczny napis z nazwą stacji z czasów istnienia Wiener Stadtbahn
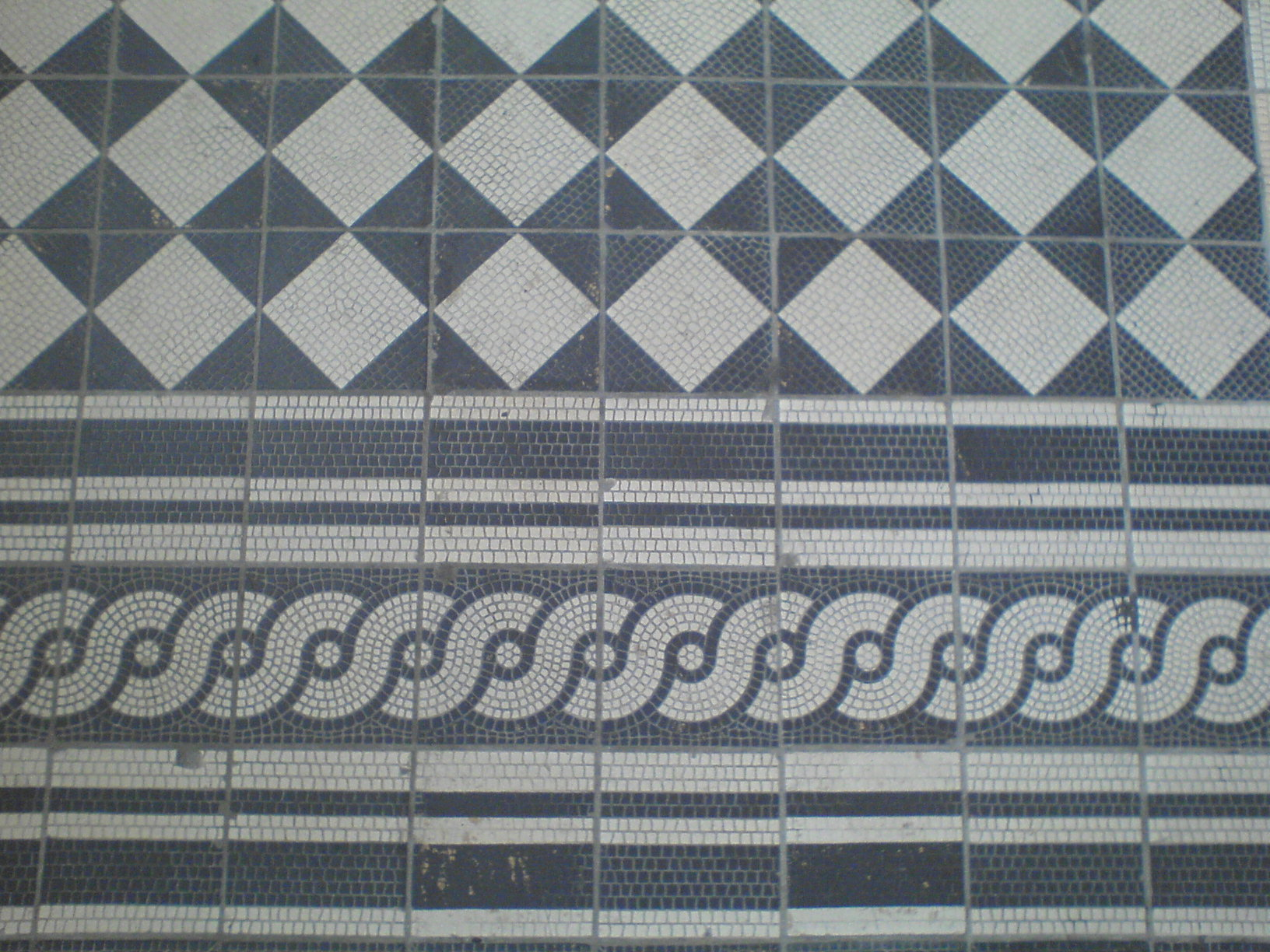
Płytki podłogowe na stacji Hietzing
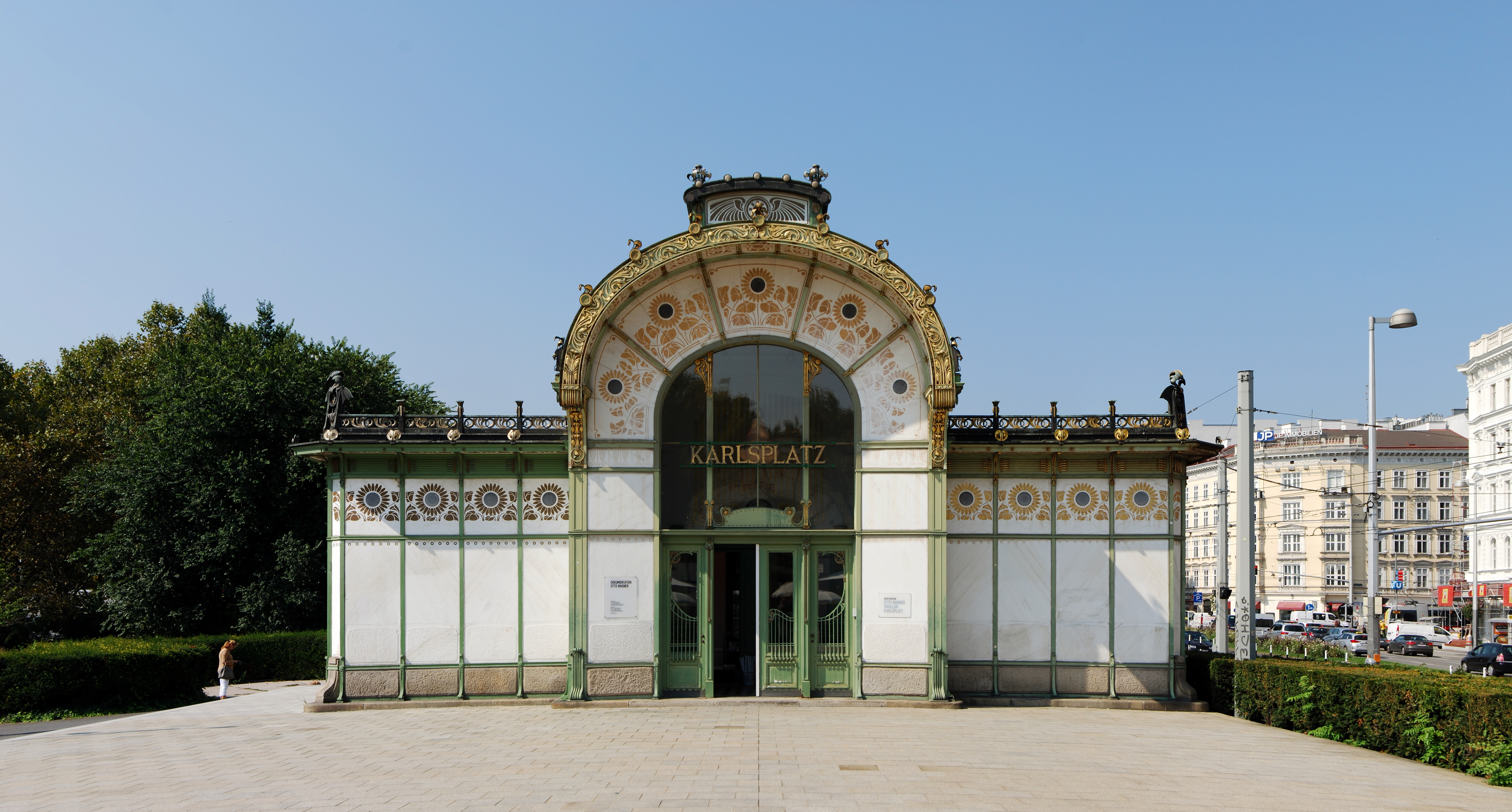
Dawny pawilon przystanku tramwajowego Karlsplatz w stylu secesyjnym, dziś sala wystawowa muzeum w Wiedniu

### Od szybkiego tramwaju do metra
Po zakończeniu II wojny światowej w 1946 roku dwie trzecie terenów przyłączonych do Wiednia zwrócono w granice Dolnej Austrii. Uwarunkowania historyczne związane z okupacją Austrii do 1955 roku oraz pojawieniem się „żelaznej kurtyny” zahamowały prace nad budową metra. Pojawiły się dwie nowe koncepcje systemu kolei miejskiej – Rudolfa Maculana z 1953 oraz Karla Heinricha Brunnera z 1954 roku .
W latach 50. XX wieku mocno wzrósł indywidualny transport samochodowy. W 1958 roku zredukowano liczbę połączeń tramwajowych na rzecz szerszych dróg dla transportu indywidualnego oraz autobusowego. Nowe konserwatywne władze miasta z ramienia Austriackiej Partii Ludowej były przeciwne budowie metra. Panowała opinia, że metro nie jest w Wiedniu potrzebne, a jedynie doprowadzi do nadmiernego rozwoju centrum miasta kosztem pozostałych dzielnic. Taki pogląd przedstawił m.in. Roland Rainer w swojej koncepcji rozwoju miasta z 1961 roku .
Wiedeńska rada miasta w latach 50. i na początku 60. kilkukrotnie opowiedziała się przeciwko budowie metra w Wiedniu. Z drugiej strony, ruch w mieście stale rósł i stało się jasne, że konieczne są inwestycje w system szybkiego transportu zbiorowego. W tym czasie w Niemczech popularne stawały się systemy tzw. premetra (niem. U-Strab, U-Straßenbahn – podziemny tramwaj). Na początku lat 60. ówczesny burmistrz Wiednia Felix Slavik wyraził duże zainteresowanie koncepcją kolei jednoszynowej. Projekty te jednak odrzucono ze względu na zbyt dużą ingerencję w koncepcję urbanistyczną miasta .

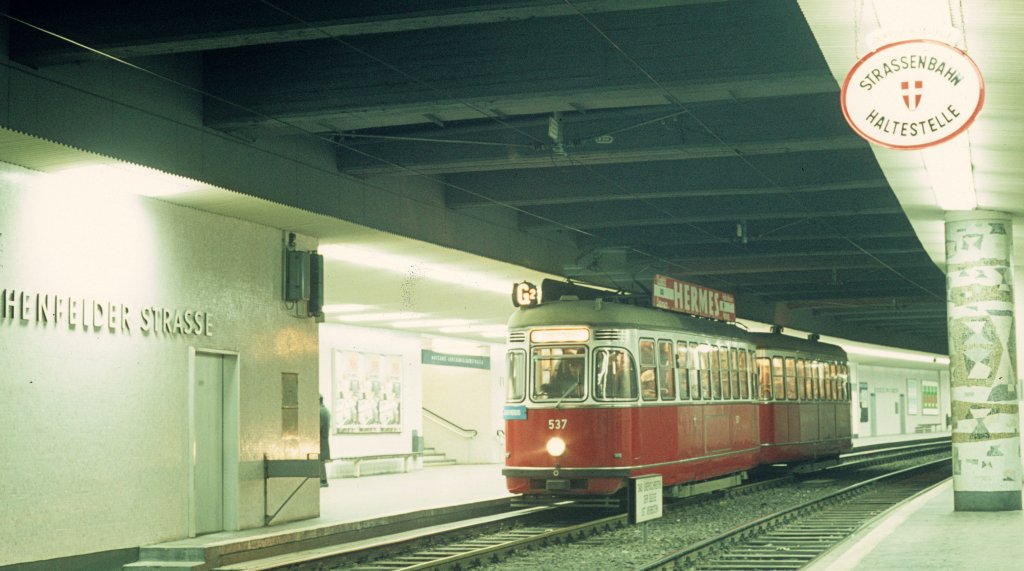
Przystanek tramwajowy Lerchenfelder Straße w 1974 roku, zamieniony w 1978 roku na stację metra (linia U2) i zamknięty w 2003 roku

W 1961 roku rozpoczęto budowę premetra do dzisiejszej stacji Schottentor. W tym czasie nie planowano jeszcze w pełni późniejszej przebudowy systemu U-Straßenbahn na metro. W późniejszych latach otwarte zostały kolejne trasy tego systemu, już z myślą o przebudowie na metro w dalszej perspektywie :
- otwarta w 1966 roku Zweierlinie (nazwaną tak od numeracji tramwajów, które miały w numerze cyfrę 2);
- otwarty w 1969 roku południowy odcinek Wiener Gürtel;
- linia szybkiego tramwaju nr 64 między Philadelphiabrücke a Siebenhirten.

Spośród wybudowanych wówczas tuneli w późniejszym czasie jedynie dwa z nich przebudowano na linie metra (linia U2). Planowane było także niezrealizowane dotychczas rozgałęzienie łączące przez dolinę Wiental tunel Zweierlinie z południową częścią Wiener Gürtel. Nowa stacja metra Schottentor nadal ma podziemną pętle z czasów funkcjonowania premetra, natomiast obecnie wykorzystywana stacja została wybudowana obok podczas rozbudowy linii metra U2 .

### Budowa podstawowej sieci

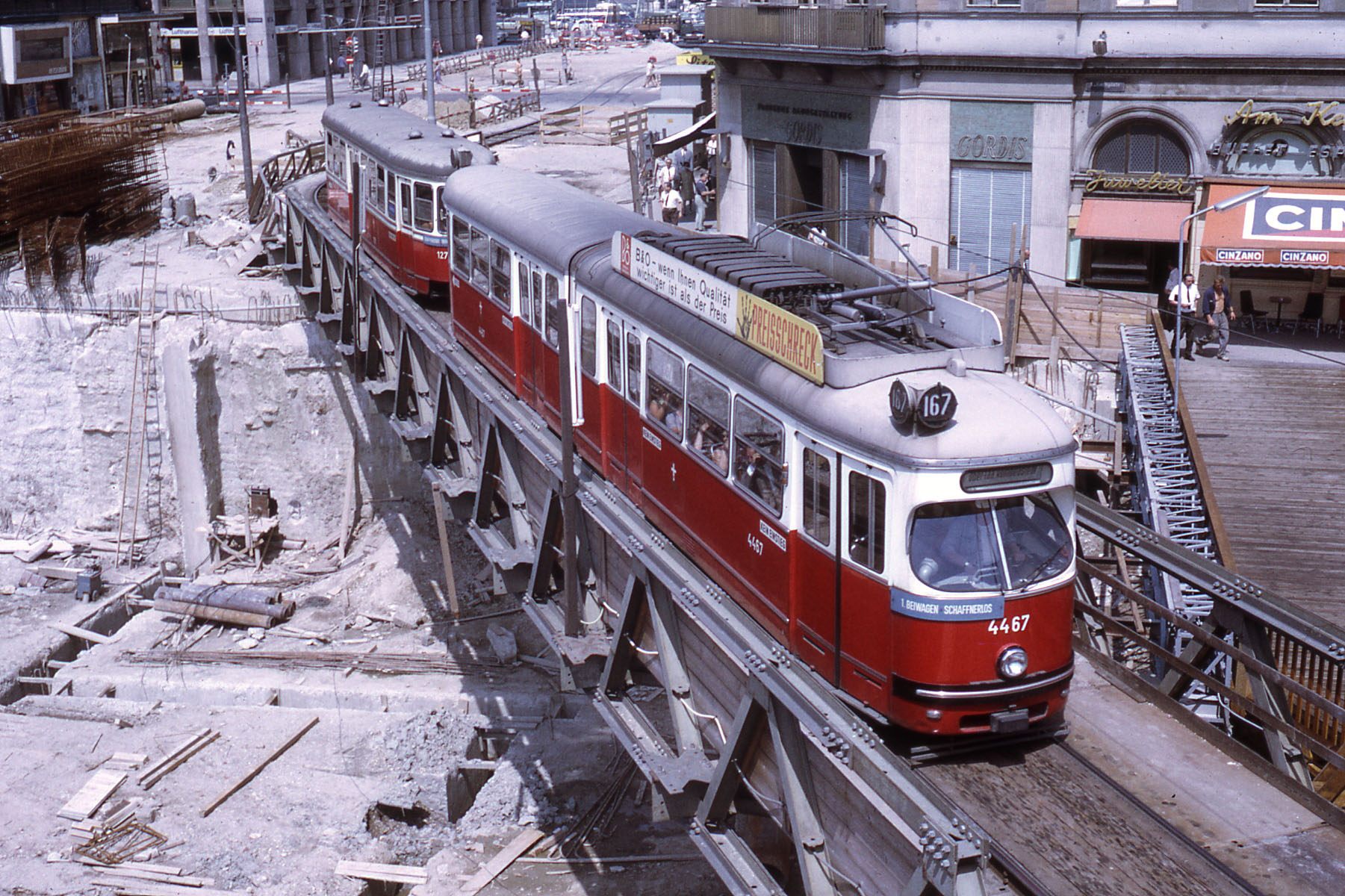
Budowa metra w 1970 roku – okolice stacji Karlsplatz

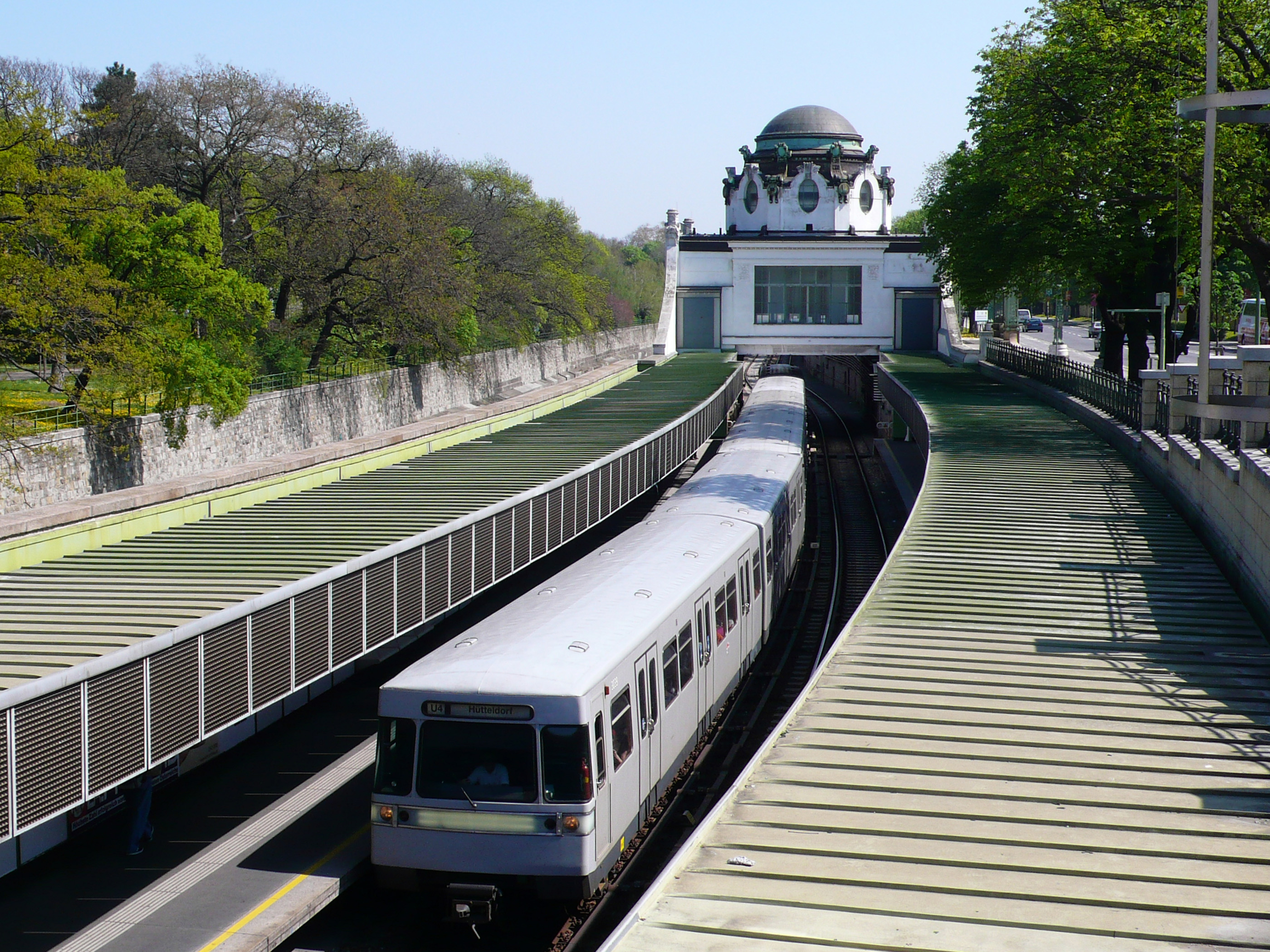
Hietzing – przykład wykorzystania w sieci metra dawnej linii tramwajowej

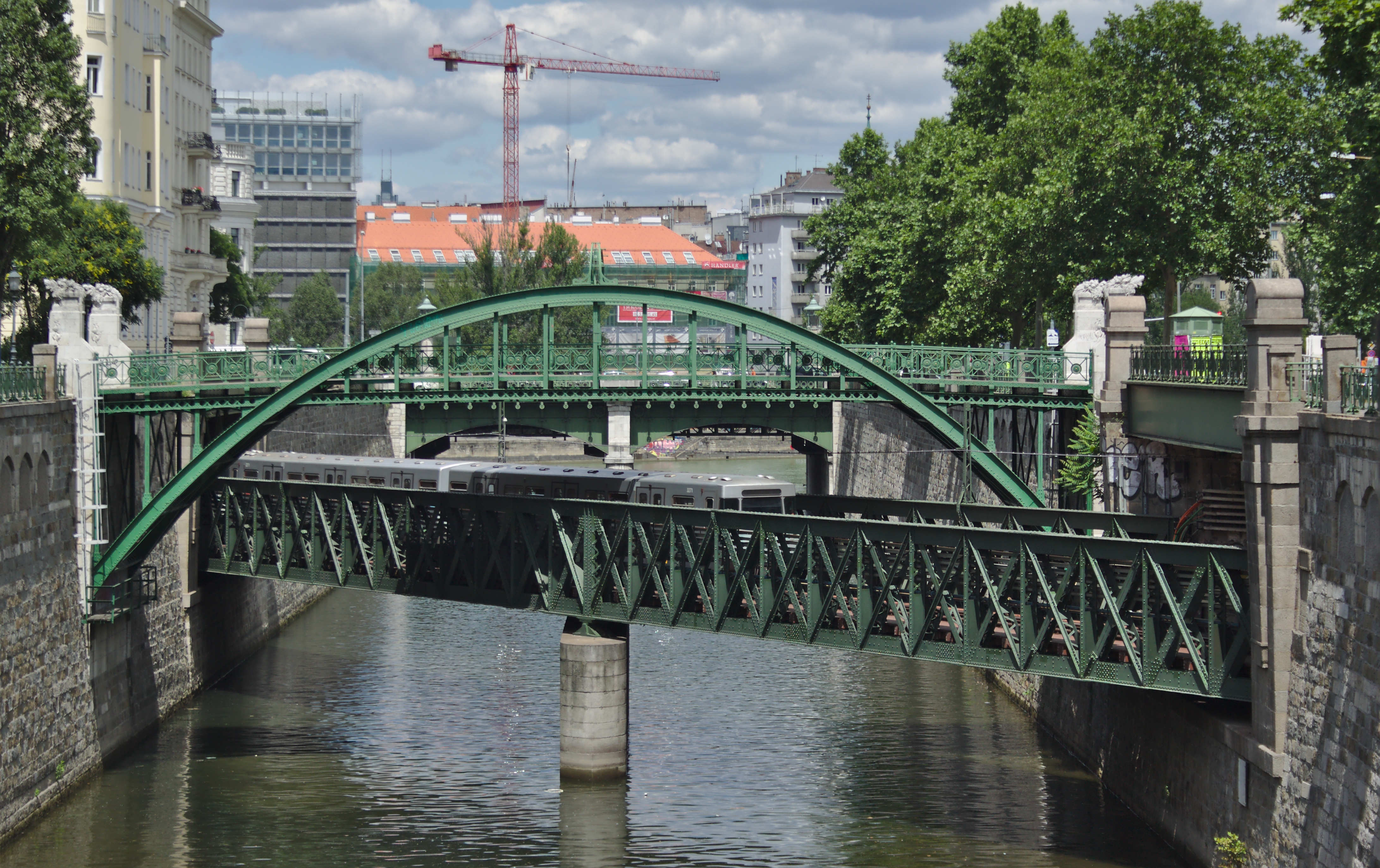
Zollamtsbrücke – część dawnego systemu Wiener Stadtbahn

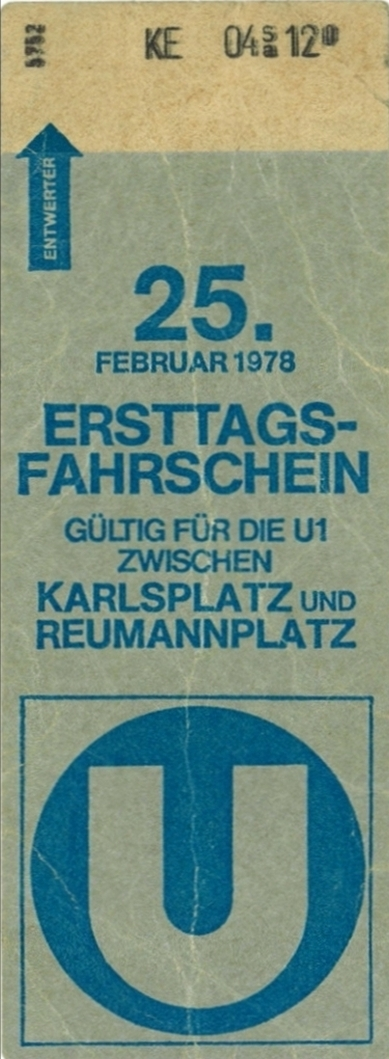
Bilet metra z pierwszego dnia funkcjonowania sieci – 25 lutego 1978

W dniu 26 stycznia 1968 roku zarząd Wiednia zadeklarował budowę sieci U-Bahn, na którą pojawiło się aż 25 projektów przebiegu planowanych linii. Z tych wszystkich projektów został wybrany jeden – 30 km, który stopniowo miał być realizowany. Powstać miały: linia U1 – Reumannplatz – Praterstern, linia U2 – Karlsplatz – Schottenring oraz linia U4 – Heiligenstadt – Hütteldorf. U1 musiała być budowana od podstaw, linia U2 powstała na starym odcinku tramwajowym, a linia U4 na bazie kolei miejskiej .
Prace przy pierwszym etapie rozpoczęły się dnia 3 listopada 1969 przy dzisiejszej stacji Karlsplatz (największym aktualnie węźle przesiadkowym całej sieci), gdzie miały się spotkać wszystkie trzy linie .
- U1 – tunele zostały wybudowane, przy czym linia U1 na Südtiroler Platz miała się krzyżować ze stacją S-Bahn, na Karlsplatz z U2 oraz U4 i miała jechać pod Wienfluss, przy Schwedenplatz miała się krzyżować z U4 i przejeżdżać pod Kanałem Dunajskim (Donaukanal), a na Praterstern miała z powrotem łączyć się z siecią S-Bahn. Początkowo U1 miała jeździć na Kagran, ale plany zaprzepaścił upadek mostu Reichsbrücke, którego plany odbudowania ponowiły myśl budowy pod nim stacji metra[1] .
- U2 – 1,8-kilometrowy podziemny odcinek trasy linii tramwaju Zweierlinie od stacji Rathaus do stacji Babenbergerstraße został przyłączony do linii U2, co oznaczało, że od Babenbergerstraße do Karlsplatz oraz od Rathaus do Schottenring trzeba było zbudować zupełnie nowe tunele o łącznej długości 3,5 km[1] .
- U4 – powstała całkowicie dzięki liniom kolei miejskich – Donaukanallinie oraz Wientallinie, ale trzeba było podwyższyć perony, aby spełniały wymogi pociągów metra. Eksploatacja tej linii była pierwszym przejazdem systemu U-Bahn w Wiedniu, który nastąpił 8 maja 1976[1] .

25 lutego 1978 po uruchomieniu odcinka Heiligenstadt – Friedensbrücke otworzono pierwszy odcinek linii U1 (Reumannplatz – Karlsplatz). Linia U2 została otworzona w dniu 30 sierpnia 1980 (Karlsplatz – Schottenring). Koniec pierwszego etapu datuje się na 3 września 1982 wydłużeniem linii U1 ze stacji Praterstern-Wien Nord do stacji Zentrum Kagran (nazwaną później Kagran). Tym samym linia U1 była pierwszą linią metra, która połączyła prawobrzeżną z lewobrzeżną częścią Wiednia. Wówczas cała sieć liczyła 31,7 km .

#### Zmiany w funkcjonowaniu U2 i U4
Stosunkowo krótka trasa linii U2 w porównaniu z liniami U1 i U4 była spowodowana projektem stworzenia pierścienia wokół ścisłego centrum Wiednia. W 1981 roku miały miejsce próby przedłużenia linii U2 w ten sposób, że na stacji Schottenring pociągi linii U2 wjeżdżały na tory linii U4 i kontynuowały jazdę, zamykając pętlę wokół centrum i dalej aż do zachodnich dzielnic Wiednia. Problemem okazały się jednak krótsze składy obsługujące linię U2, a także trudności ze zgraniem rozkładów jazdy U2 i U4. Powstawały duże utrudnienia w funkcjonowaniu metra, w związku z czym po trzech tygodniach funkcjonowania zadecydowano o zrezygnowaniu z takiego rozwiązania .

#### Brakujący numer U5 i U3
W procesie planowania wiedeńskiej sieci metra w latach 1966–1973 nadano liniom numery. Numer U5 został nadany trasie, której przebieg był w późniejszych latach kilkukrotnie modyfikowany i z powodu zmian w planach rozwoju metra zarzucany lub zmieniany. Według pierwszych planów linia U5 miała kursować pomiędzy stacją Meidling Hauptstraße a stacją St. Marx. Szybko tę koncepcję odrzucono, a trasę linii U5 wyznaczono od stacji Schottenring w kierunku wschodnich dzielnic miasta w okolice stadionu (w 2008 roku na tej trasie otwarto przedłużenie linii U2). W drugą stronę linia U5 miała kursować do dzielnicy Hernals. Według planów budowy linii U5 w ramach piątego etapu rozbudowy metra, trasa ta będzie się pokrywała częściowo z nową linią U5, a częściowo z istniejącą U2 .
W 2003 roku istniały plany mówiące o rozpoczęciu budowy linii U5, jednak nie zostały one zrealizowane z przyczyn finansowych. Dopiero w marcu 2014 roku podjęto decyzję o finansowaniu budowy linii U5 oraz poinformowano o jej ostatecznym przebiegu. Nowa linia U5 na odcinku Karlsplatz – Rathaus zastąpi przejeżdżającą tą trasą linię U2, a dalej zostanie poprowadzona do stacji Frankhplatz. Z tego względu w 2021 roku wyłączony został odcinek Schottentor – Karlsplatz do 2024 roku. W dalszej kolejności planowana jest rozbudowa linii U5 w kierunku dzielnicy Hernals. Linia U2 będzie natomiast od Ratusza kontynuowała swoją trasę do stacji Matzleinsdorfer Platz, a później dalej do Wienerberg .
Przez długi czas brakowało także linii o numerze U3, jednak było to związane z innymi priorytetami w procesie budowy metra w Wiedniu, a plany przebiegu linii U3 nie uległy większym zmianom .

#### Projekty budowy U7
Według niektórych projektów, planowana była także budowa linii U7 łączącej dzielnice Floridsdorf i Donaustadt przez dzielnice Kagran i Aspern. Plany jednak nie zostały zrealizowane ze względu na stosunkowo niewielki ruch na tej trasie. Zadecydowano o pozostawieniu tańszego i wystarczającego połączenia tramwajowego linią nr 26, której trasa została jedynie zmodernizowana, a nie zastąpiona metrem.

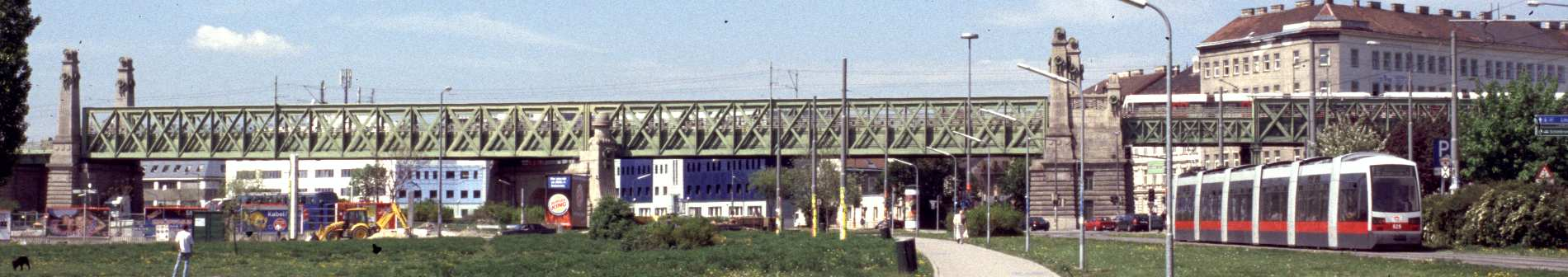
Zabytkowy wiadukt na trasie linii U6 między stacjami Längenfeldgasse a Gumpendorfer Straße; widok na zachód

### Rozszerzenie sieci o U6 i U3

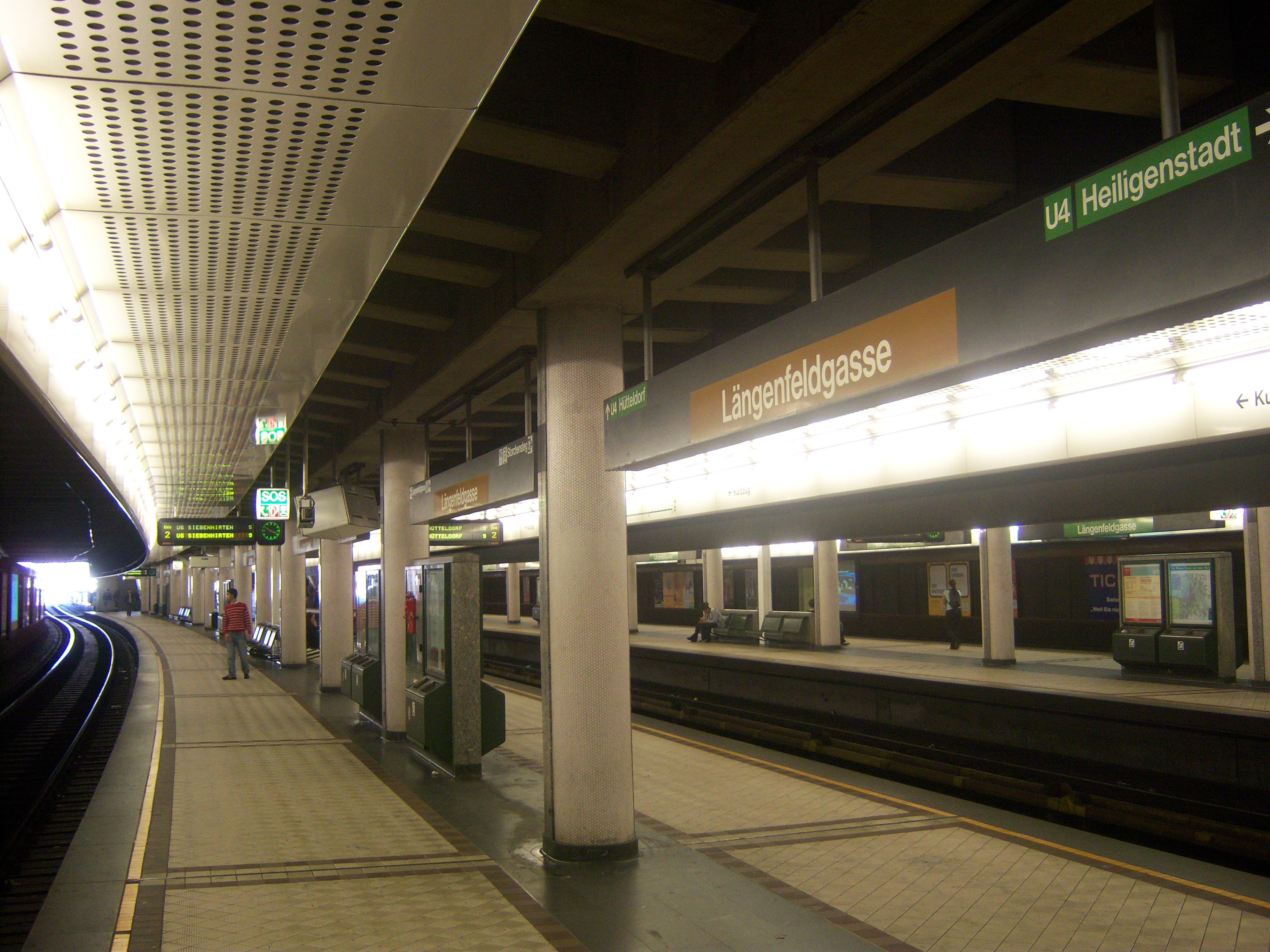
Stacja Längenfeldgasse otwarta w 1989 roku (linie U4 i U6)

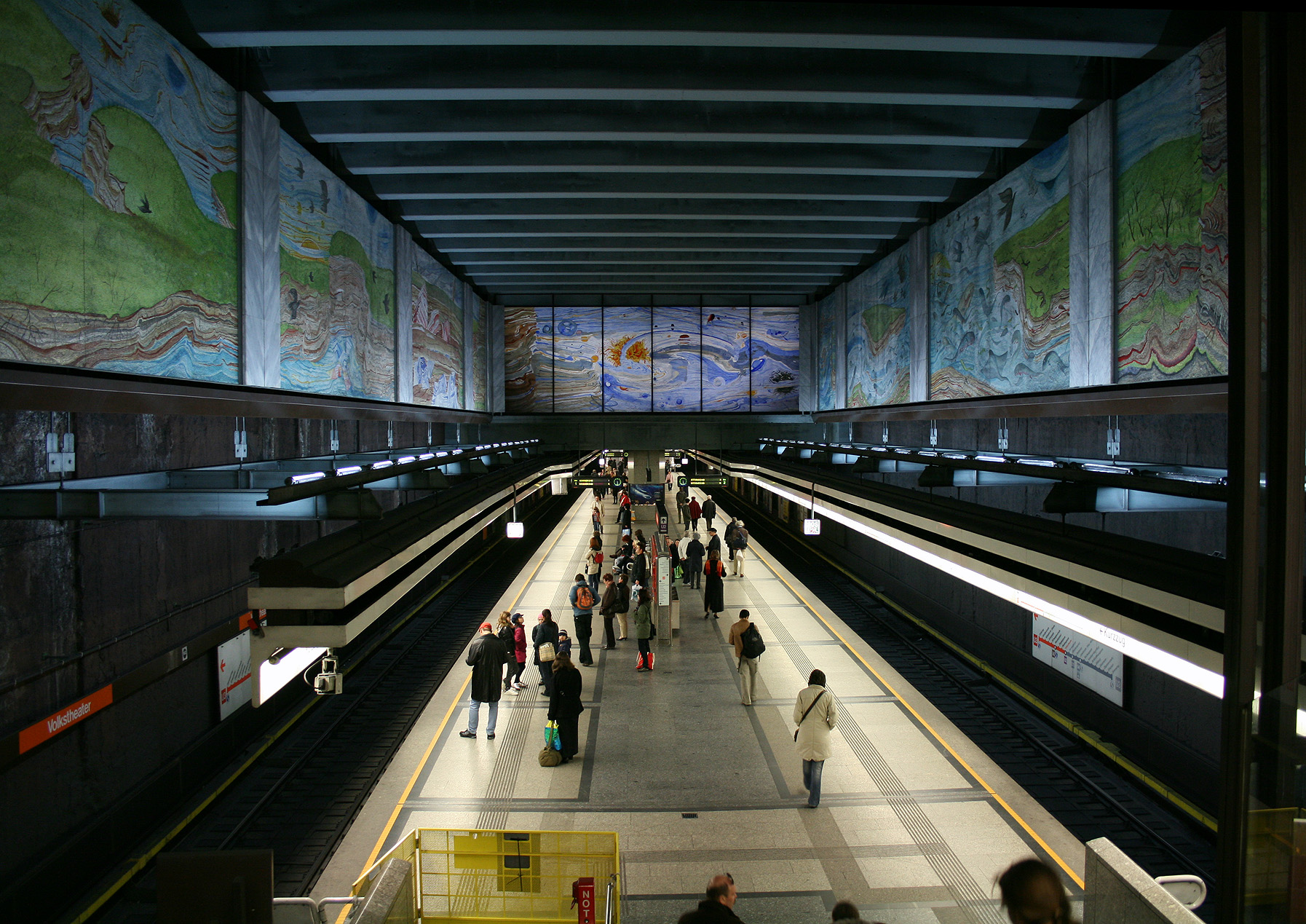
Otwarta w 1991 roku stacja linii U3 Volkstheater

Po zakończeniu budowy podstawowych odcinków metra w 1989 roku zamieniono linię szybkiego tramwaju, tzw. Gürtel-Linie, w linię metra U6 kursującą na 10,6-kilometrowej trasie Philadelphiabrücke – Heiligenstadt. Ze względu na charakter linii i strukturę urbanistyczną miasta, linię U6 poprowadzono nie w tunelach, a w większości na powierzchni. Nie zmieniano także napowietrznej trakcji elektrycznej na zasilanie z trzeciej szyny, jak w przypadku pozostałych linii metra. W 1995 roku po raz pierwszy przedłużono linię U6 o 5,2 km do stacji Siebenhirten. Nowy odcinek powstał ze zmodernizowanej linii szybkiego tramwaju nr 64. Rok później otwarto na północy miasta odcinek do Floridsdorf, a zamknięto odcinek do Heiligenstadt oraz do Friedensbrücke (do tych stacji dojeżdża linia U4). Otwarto także nową stację na skrzyżowaniu linii U4 z U6 Spittelau. Na terenach, gdzie niegdyś przebiegała trasa linii U6, wybudowane zostały ścieżki dla rowerów .
W 1991 roku została otwarta nowa linia U3 na odcinku Erdberg – Volkstheater. W 1998 roku przedłużoną ją na zachód do stacji Ottakring, a w 2000 roku w drugą stronę do stacji Simmering. Łącznie w ramach drugiego etapu rozbudowy metra powiększono sieć metra o 61 km .

### Rozwój po 2000 roku
W 2000 roku rozpoczął się trzeci etap budowy metra. Pierwszym jego efektem było zlikwidowanie w 2003 roku stacji linii U2 Lerchenfelder Straße (patrz: Stacje wyłączone z użytkowania). W 2006 roku rozbudowano linię U1 w kierunku północnym na 4,6-kilometrowym odcinku Kagran – Leopoldau. W maju 2008 roku otwarto przedłużenie linii U2 do stacji Stadion ze względu na organizowane Mistrzostwa Europy w Piłce Nożnej. W październiku 2010 roku otwarto dalszą wschodnią część linii U2 do stacji Aspernstraße. Nowy odcinek miał długość 5 km.
W lutym 2010 roku w referendum mieszkańcy Wiednia zadecydowali, że metro powinno działać przez noc przed sobotami, niedzielami oraz dniami ustawowo wolnymi od pracy. Od września tego roku wszystkie linie kursują w te noce w 15-minutowym takcie. W marcu 2020 roku w związku z pandemią COVID-19 zawieszono nocne kursy metra na ponad rok. Od 25 czerwca 2021 roku metro ponownie kursuje nocą.
W październiku 2013 roku otwarte zostało ostatnie przedłużenie na wschodzie linii U2. Był to odcinek o długości 4,2 km do stacji Seestadt. We wrześniu 2017 roku ukończono południowy odcinek linii U1 od stacji Reumannplatz do Oberlaa. Od 2021 r. trwają prace nad budową zachodniego odcinka linii U2 do stacji Matzleinsdorfer Platz oraz linii U5. Od maja 2021 do września 2024 (rok dłużej niż początkowo planowano) zamknięty pozostaje odcinek Schottentor – Karlsplatz z powodu przebudowy i przystosowania do kursowania na nim autonomicznych pociągów na linii U5.
4 marca 2014 roku po raz pierwszy w historii wiedeńskiego metra miała miejsce przerwa w funkcjonowaniu kilku linii. Ze względu na problemy z systemem centralnego sterowania siecią przez dwie godziny wyłączone były linie U3 i U6, a linia U4 nie funkcjonowała na odcinku Hietzing – Hütteldorf.

## Rozwój metra

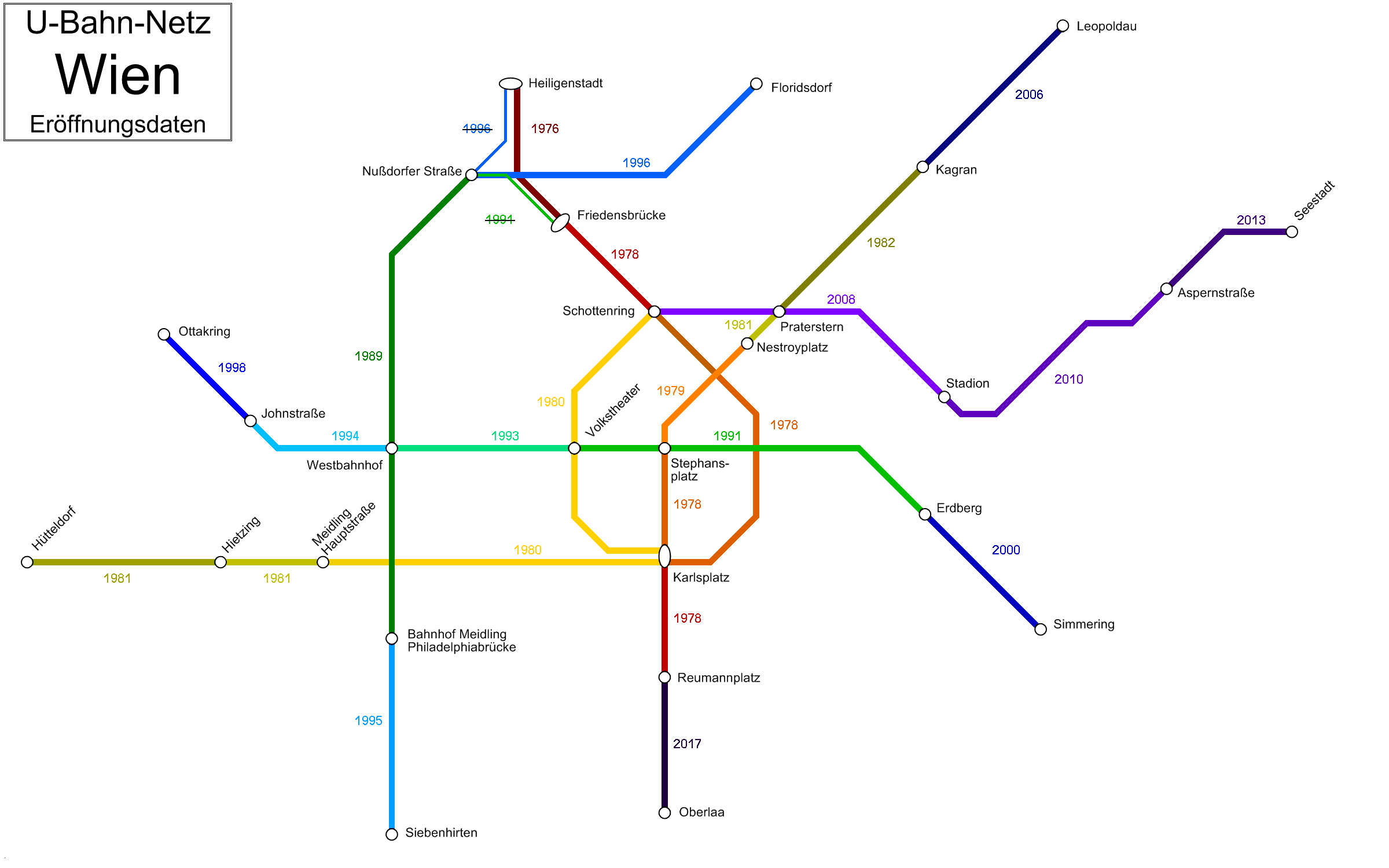
Graficzne przedstawienie sieci metra na przestrzeni lat do czwartego etapu rozwoju

Animacja przedstawiająca rozwój metra na przestrzeni lat

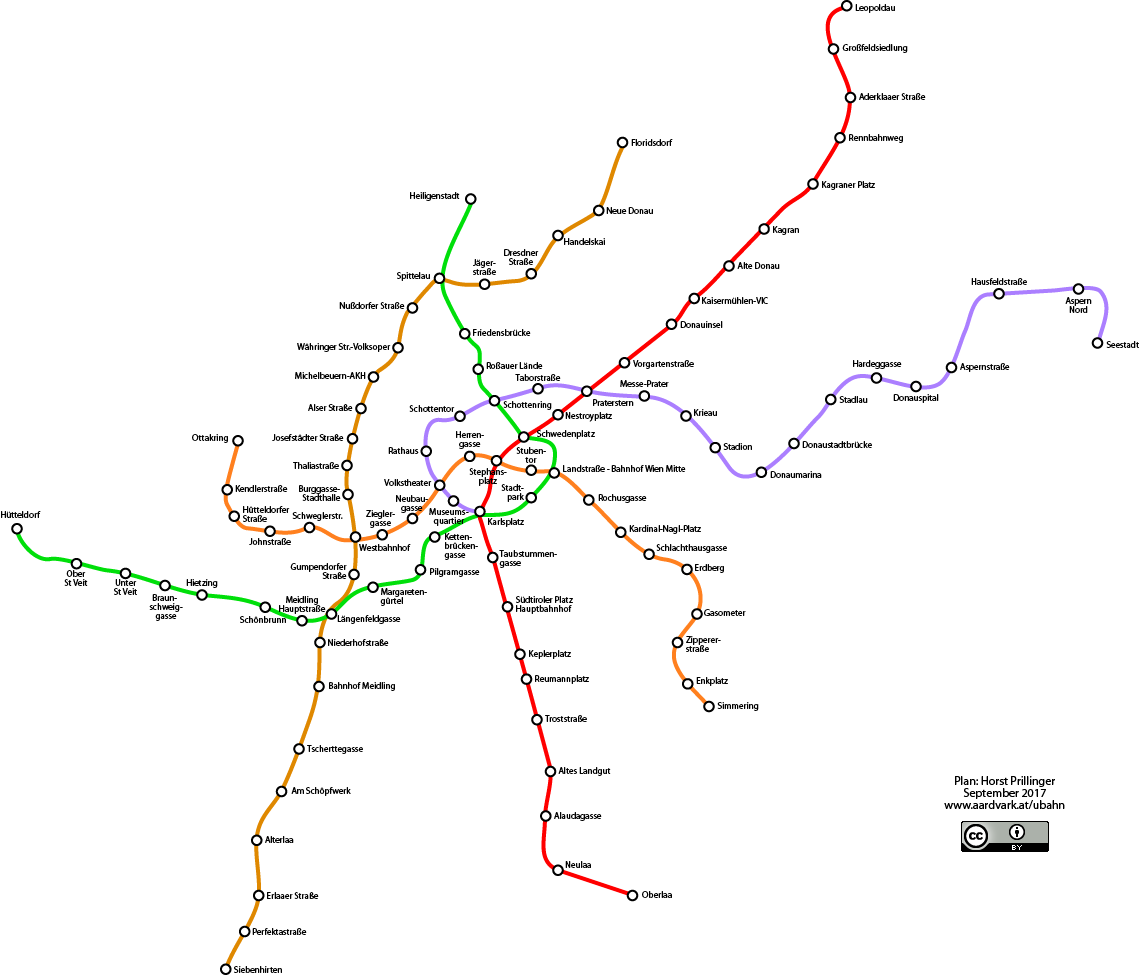
Rzeczywiste geograficzne przedstawienie sieci metra

| Linia | Odcinek                                                          | Rozpoczęcie funkcjonowania |
| ----- | ---------------------------------------------------------------- | -------------------------- |
| U4    | Heiligenstadt – Friedensbrücke                                   | 8 maja 1976                |
| U1    | Reumannplatz – Karlsplatz                                        | 25 lutego 1978             |
| U4    | Friedensbrücke – Schottenring                                    | 3 kwietnia 1978            |
| U4    | Schottenring – Schwedenplatz – Karlsplatz                        | 15 sierpnia 1978           |
| U1    | Karlsplatz – Stephansplatz                                       | 18 listopada 1978          |
| U1    | Stephansplatz – Nestroyplatz                                     | 24 listopada 1979          |
| U2    | Schottenring – Rathaus – Karlsplatz                              | 30 sierpnia 1980           |
| U4    | Karlsplatz – Meidling Hauptstraße                                | 26 października 1980       |
| U1    | Nestroyplatz – Praterstern                                       | 28 lutego 1981             |
| U4    | Meidling Hauptstraße – Hietzing                                  | 31 sierpnia 1981           |
| U4    | Hietzing – Hütteldorf                                            | 20 grudnia 1981            |
| U1    | Praterstern – Kagran                                             | 3 września 1982            |
| U6    | Philadelphiabrücke – Heiligenstadt/Friedensbrücke                | 7 października 1989        |
| U6    | Nußdorfer Straße ↔ Friedensbrücke                                | 4 marca 1991               |
| U3    | Erdberg – Volkstheater                                           | 6 kwietnia 1991            |
| U3    | Volkstheater – Westbahnhof                                       | 4 września 1993            |
| U3    | Westbahnhof – Johnstraße                                         | 3 września 1994            |
| U6    | Philadelphiabrücke – Siebenhirten                                | 15 kwietnia 1995           |
| U6    | Nußdorfer Straße – Floridsdorf; Nußdorfer Straße ↔ Heiligenstadt | 4 maja 1996                |
| U3    | Johnstraße – Ottakring                                           | 5 grudnia 1998             |
| U3    | Erdberg – Simmering                                              | 2 grudnia 2000             |
| U1    | Kagran – Leopoldau                                               | 2 września 2006            |
| U2    | Schottenring – Stadion                                           | 10 maja 2008               |
| U2    | Stadion – Aspernstraße                                           | 2 października 2010        |
| U2    | Aspernstraße – Seestadt                                          | 5 października 2013        |
| U1    | Reumannplatz – Oberlaa                                           | 2 września 2017            |
| U5    | Karlsplatz – Frankhplatz                                         | planowane na 2026          |
| U2    | Rathaus ↔ Karlsplatz Rathaus – Matzleinsdorfer Platz             | planowane na 2028          |
| U2    | Matzleinsdorfer Platz – Wienerberg                               | planowane na 2032          |
| U5    | Frankhplatz – Hernals                                            | planowane na 2032          |

Źródła:  

### Etap I: 1969–1982

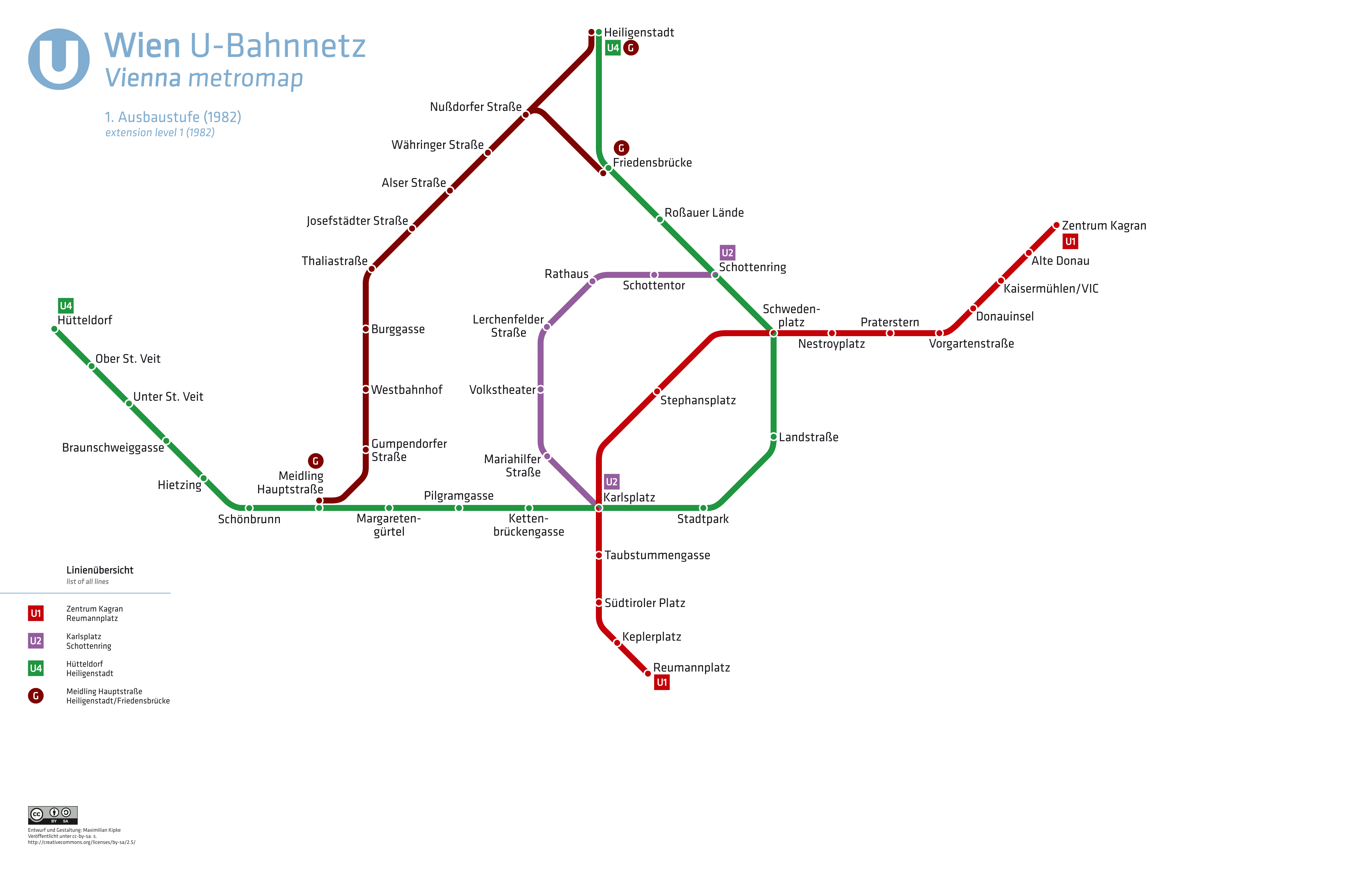
Plan sieci metra w 1982 roku (po pierwszym etapie rozwoju)

W ramach pierwszego etapu budowy metra w Wiedniu stworzona została podstawowa sieć metra obejmująca kluczowe i najbardziej potrzebne odcinki. Etap ten obejmował :
- stopniową przebudowę szybkiego tramwaju (Stadtbahn Wien) w linię metra U4;
- budowę linii U1 na odcinku Reumannplatz – Kagran;
- budowę linii U2 na centralnym odcinku, tj. Schottenring – Karlsplatz.

Linia tzw. Gürtel-Linie (późniejsza U6) została pozostawiona jako linia szybkiego tramwaju .

### Etap II: 1982–2000

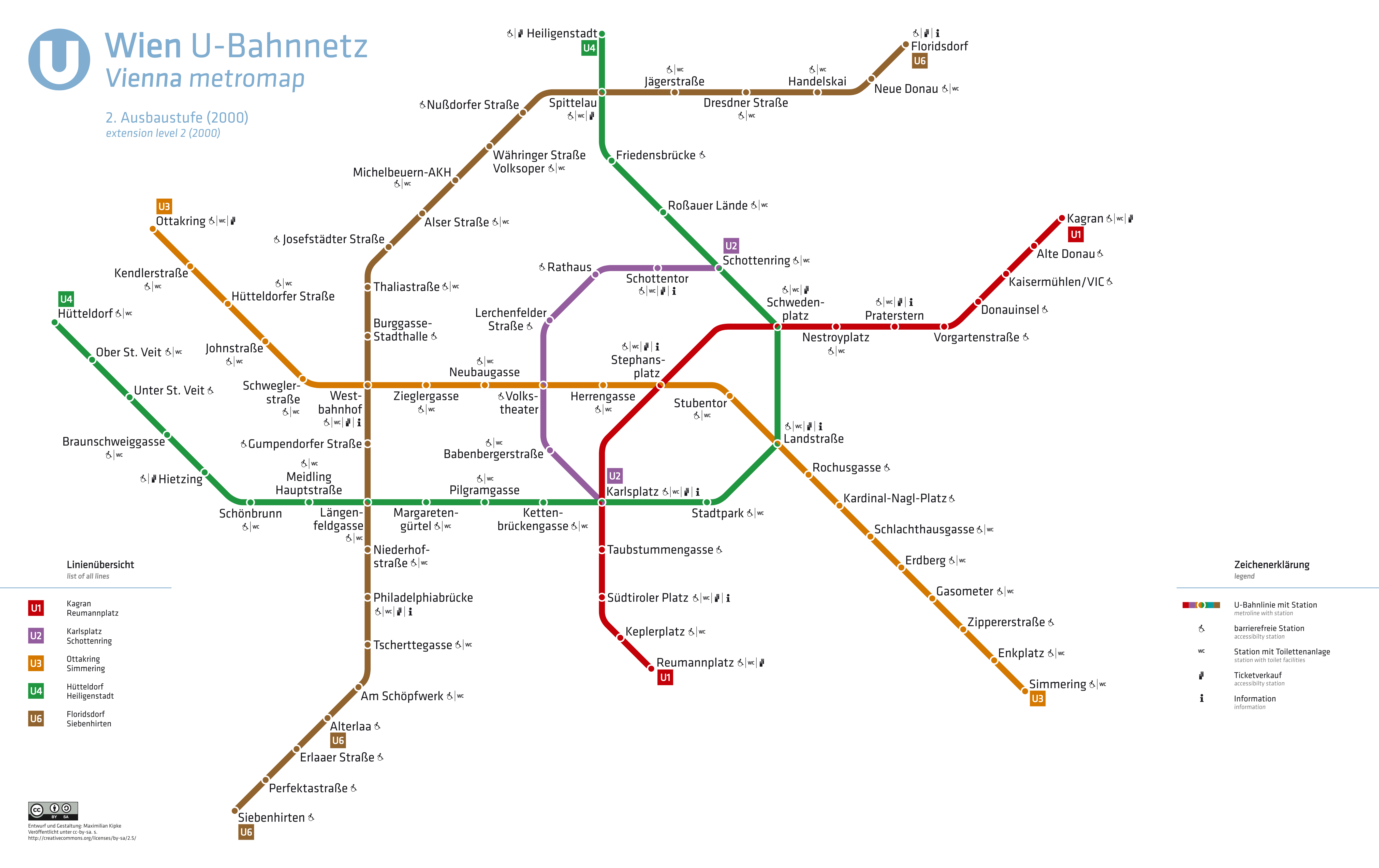
Plan sieci metra w 2000 roku (po drugim etapie rozwoju)

W ramach drugiego etapu budowy sieci metra powstały dwie nowe linie. Etap obejmował :
- przebudowę Gürtel-Linie w linię metra U6;
- przedłużenie linii U6 Gumpendorfer Straße – Siebenhirten oraz Nußdorfer Straße – Floridsdorf, wyłączenie z eksploatacji odcinków tej linii Nußdorfer Straße – Heiligenstadt oraz Nußdorfer Straße – Friedensbrücke;
- stopniową budowę linii U3 na trasie Ottakring – Herrengasse, a także jej stopniowe przedłużanie do stacji Stephansplatz, później do Stubentor, a ostatecznie na całej trasie aż do Simmering.

### Etap III: 2001–2010

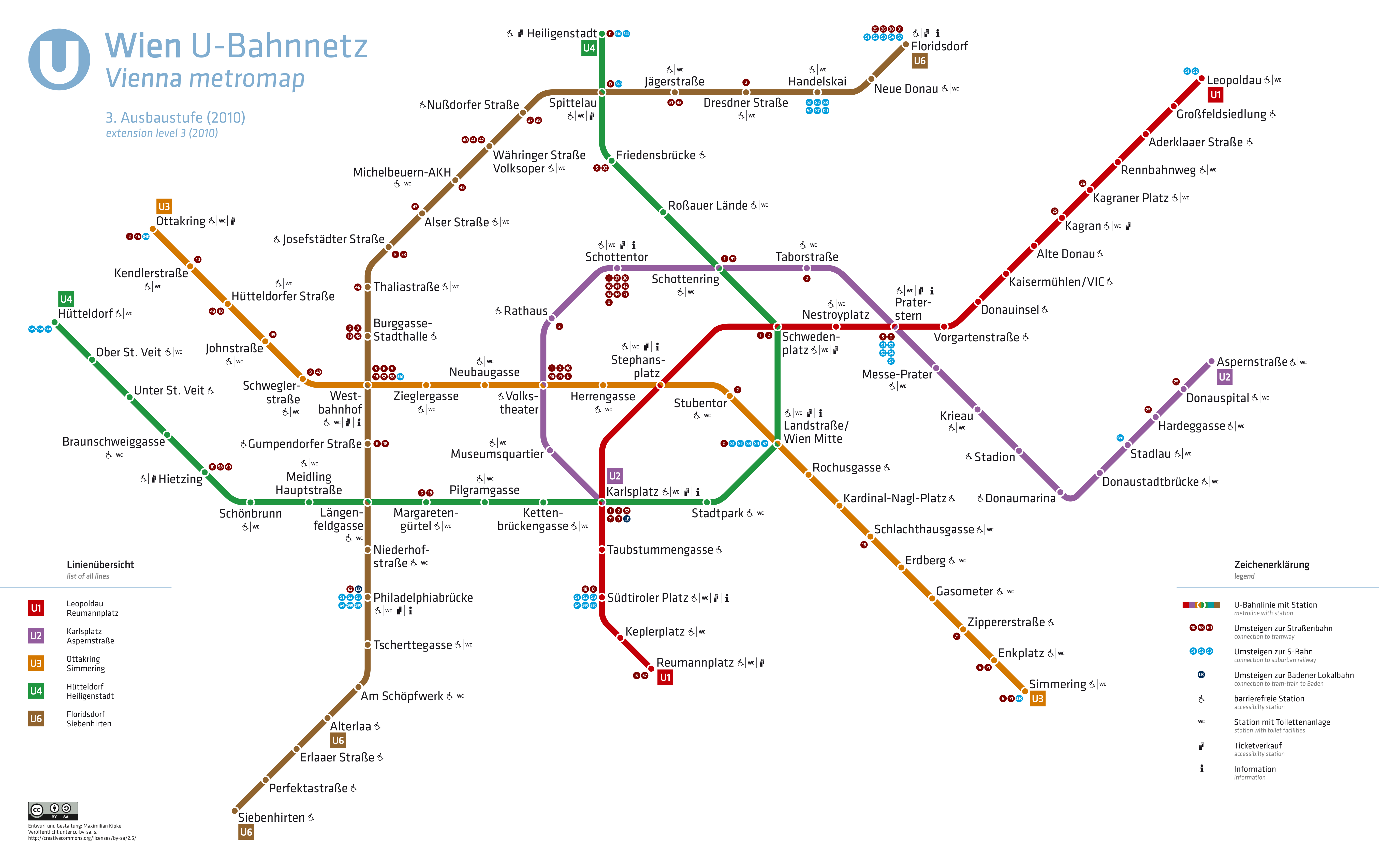
Plan sieci metra w 2010 roku (po trzecim etapie rozwoju)

Trzeci etap rozbudowy metra obejmował :
- przedłużenie linii U1 na odcinku Kagran – Leopoldau, gdzie na ostatniej stacji istnieje możliwość przesiadki na S-Bahn;
- przedłużenie linii U2 na odcinku Schottenring – Stadion oraz dalej do stacji Aspernstraße.

Rozbudowa linii U2 do wiedeńskiego stadionu początkowo miała się zakończyć w 2006 r., jednak ze względu na problemy techniczne w budowie tunelu w dzielnicy Leopoldstadt wystąpiło duże opóźnienie. Istniało ryzyko, że linia nie zostanie ukończona do organizowanych w Austrii i Szwajcarii Mistrzostw Europy w Piłce Nożnej w 2008 roku. Ostatecznie jednak zmieniono nieco harmonogram budowy i w maju 2008 oddano do użytku odcinek do stadionu. W październiku 2010 roku otwarto ostatni odcinek linii U2 do stacji Aspernstraße .
Na koniec III etapu rozbudowy metra sieć liczyła 74,6 km oraz 5 linii, z czego 3 łączyły prawobrzeżną z lewobrzeżną częścią Wiednia .

### Etap IV: 2010–2023

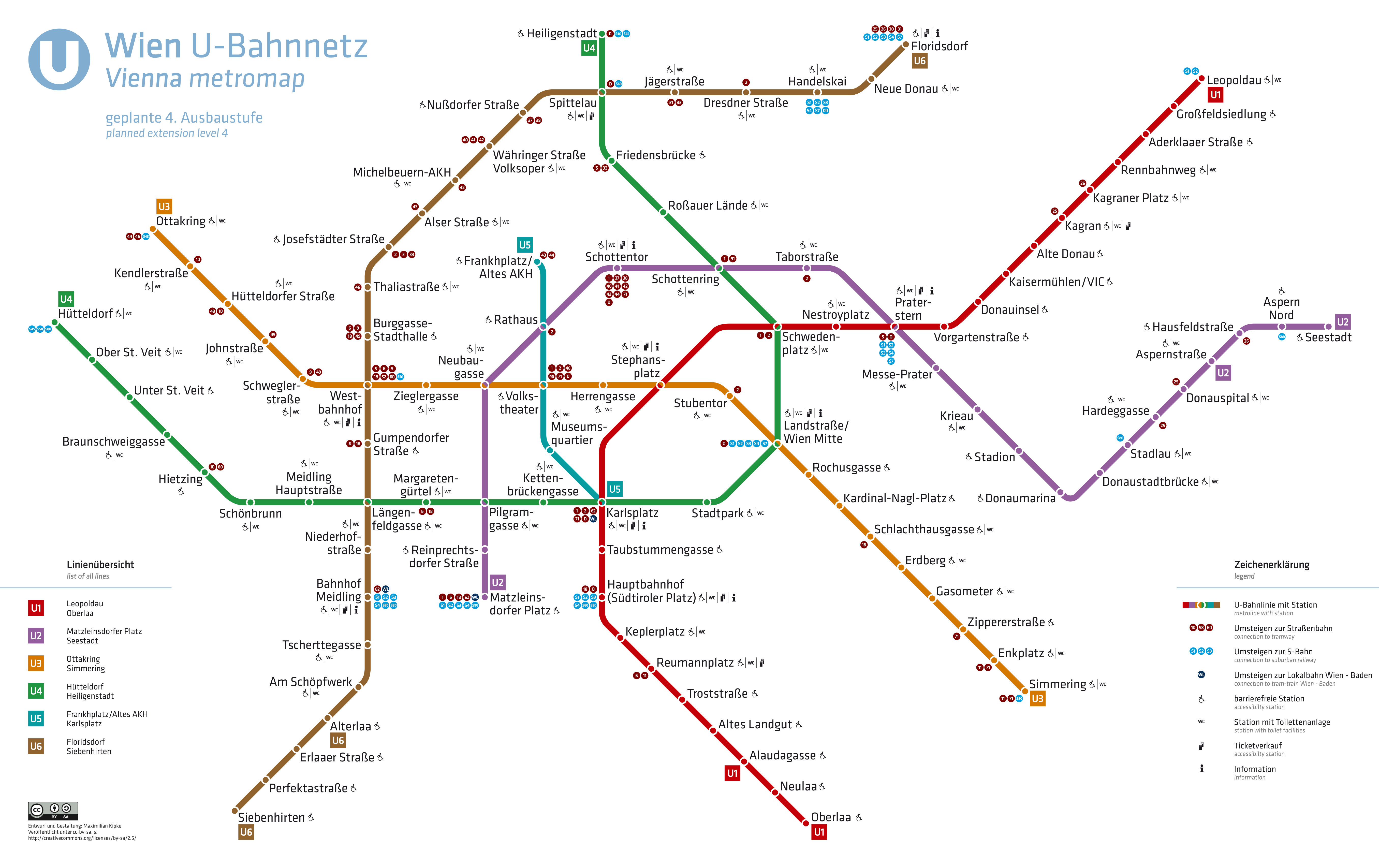
Plan sieci metra w 2023 roku (po czwartym etapie rozwoju)

#### Plan rozbudowy metra z 2007 roku
Wiosną 2007 roku przedstawiono następujący plan rozbudowy sieci metra w Wiedniu :
- przedłużenie linii U2 ze stacji Aspernstraße do stacji Seestadt (wg planów oddanie do użytku miało nastąpić w 2013 roku);
- przedłużenie linii U1 ze stacji Reumannplatz do stacji Rothneusiedl (wg planów oddanie do użytku w 2015 roku);
- przedłużenie linii U2 ze stacji Karlsplatz do dzielnicy Gudrun (wg planów oddanie do użytku w 2019 roku).

#### Zmiany z 2012 roku
W marcu 2012 roku ogłoszono, iż południowy odcinek linii U1 nie zostanie przedłużony do stacji Rothneusiedl, jak wcześniej planowano, lecz w ramach modernizacji istniejącej linii tramwajowej 67, powstanie do stacji Oberlaa. Odcinek ten został oddany do użytku 2 września 2017 roku i obejmował pięć stacji na odcinku 4,6 km. Dodatkowo w okolicy stacji Alaudagasse została przewidziana możliwość budowy odgałęzienia linii U1 do stacji Rothneusiedl wg planów z 2007 roku.

#### Zmiany z 2014 roku
Pierwotnie planowany południowy odcinek linii U2 do stacji Gudrunstraße został wykreślony z planu budowy metra, gdyż nie ma już potrzeby budowy na tym odcinku metra linii U2. Według nowych planów końcowy odcinek linii U2 zostanie zmieniony, tj. linia ta będzie dojeżdżała po nowym odgałęzieniu ze stacji Schottentor do stacji Matzleinsdorfer Platz, natomiast obecny odcinek linii U2 Rathaus (stacja metra w Wiedniu) – Karlsplatz wejdzie w skład linii U5. Ta natomiast zostanie dodatkowo przedłużona w kierunku północnym do stacji Frankhplatz. Na linii U5 wykorzystywane mają być w pełni autonomiczne pociągi metra typu X.

### Etap V: 2023–2028

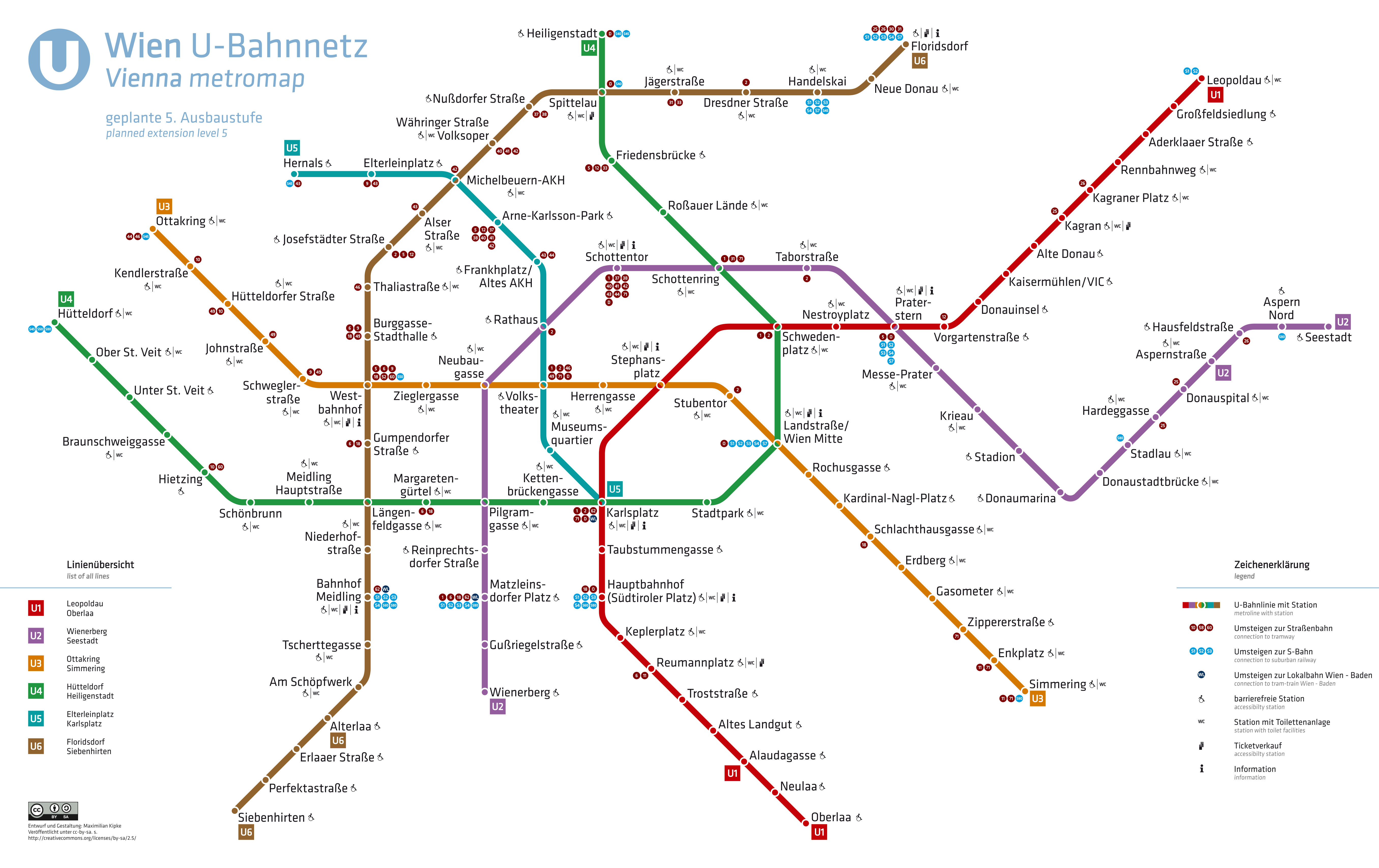
Plan sieci metra z 2028 roku (po piątym etapie rozwoju)

W ramach piątego etapu rozbudowy metra, który przewidziano na lata 2023–2028 planowanie jest przedłużenie linii U2 do stacji Wienerberg oraz rozbudowa linii U5 do stacji Elterleinplatz.

### Dalsze plany rozwoju

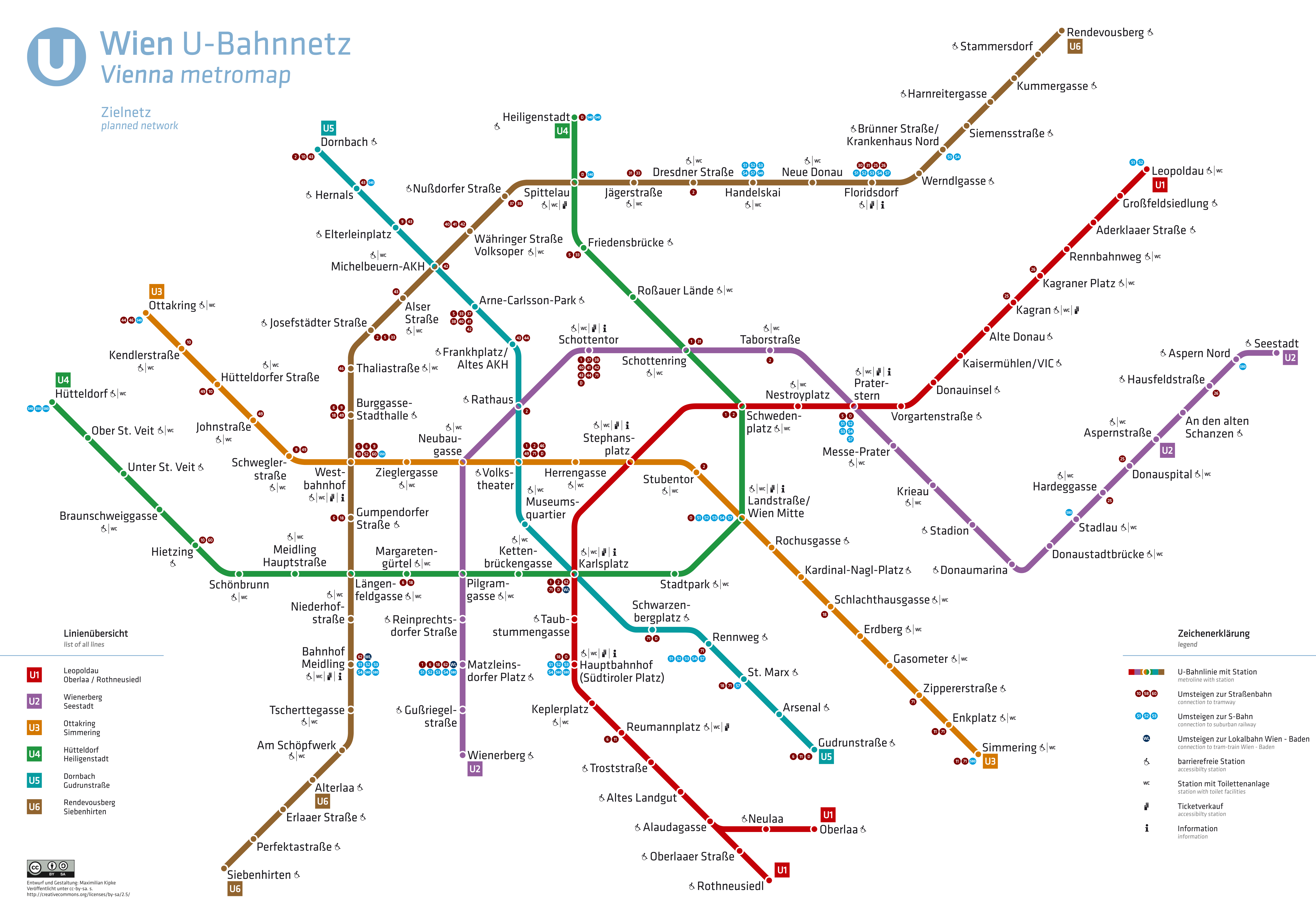
Możliwy plan dalszego rozwoju sieci metra

Przyszłe plany kolejnych etapów rozbudowy w bliżej nieokreślonej przyszłości obejmują:
- przedłużenie linii U5 od stacji Elterleinplatz do stacji Hernals lub dalej do Dornbach[27];
- przedłużenie linii U6 od stacji Floridsdorf w kierunku Rendevousberg[28];
- budowa rozgałęzienia linii U1 od stacji Alaudagasse do Rothneusiedl[29];
- Przedłużenie linii U5 przez stację Karlsplatz do 10. dzielnicy do stacji Gudrunstraße[27].

## Sieć metra
Wiedeńska sieć metra składa się obecnie z pięciu linii metra (U1, U2, U3, U4 i U6), ma łączną długość 83,3 km i obejmuje 100 lub 109 stacji. Istnieje dziewięć stacji przesiadkowych, z czego większość umożliwia przesiadki między dwiema liniami. Jedyną stacją, na której umożliwiona jest przesiadka między trzema liniami jest stacja Karlsplatz, gdzie zatrzymują się pociągi linii U1, U2 i U4. Każda linia ma osobne tory i nie koliduje z innymi, dzięki czemu nie ma problemu pierwszeństwa przejazdu pociągów różnych linii na ich skrzyżowaniu. Średnia odległość między stacjami wynosi 769 m, a średnia prędkość podróży metrem ok. 33 km/h.

### Rozkład jazdy
Metro w Wiedniu, podobnie jak większość systemów metra na świecie, nie kursuje wg ściśle określonego rozkładu jazdy. Podane są jedynie odstępy czasu między odjazdami pociągów określonych linii o różnych porach dnia. Pierwsze pociągi metra wyjeżdżają na linie około godziny 5, a ostatnie zjeżdżają ok. 0:30. W godzinach szczytu metro kursuje w 2–5-minutowym takcie. Rano oraz wieczorem, a także w święta takt wynosi ok. 7–8 minut. W nocy z piątku na sobotę i z soboty na niedzielę oraz między dniami świątecznymi metro kursuje co ok. 15 min. W dni robocze kursują nocne linie autobusowe w 30-minutowym takcie.
Metro w nocy kursuje także m.in. w sylwestra. Godziny pracy metra są także okazyjnie przedłużane ze względu na organizowane imprezy, np. coroczny festiwal Donauinselfest.

### Linie metra
| Nr | Stacja                        | Dzielnica                    | Oddanie do użytku |
| -- | ----------------------------- | ---------------------------- | ----------------- |
| 1  | Oberlaa                       | Favoriten (10)               | 2 września 2017   |
| 2  | Neulaa                        | Favoriten (10)               | 2 września 2017   |
| 3  | Alaudagasse                   | Favoriten (10)               | 2 września 2017   |
| 4  | Altes Landgut                 | Favoriten (10)               | 2 września 2017   |
| 5  | Troststraße                   | Favoriten (10)               | 2 września 2017   |
| 6  | Reumannplatz                  | Favoriten (10)               | 25 lutego 1978    |
| 7  | Keplerplatz                   | Favoriten (10)               | 25 lutego 1978    |
| 8  | Südtiroler Platz-Hauptbahnhof | Wieden (4)                   | 25 lutego 1978    |
| 9  | Taubstummengasse              | Wieden (4)                   | 25 lutego 1978    |
| 10 | Karlsplatz                    | Innere Stadt (1), Wieden (4) | 25 lutego 1978    |
| 11 | Stephansplatz                 | Innere Stadt (1)             | 18 listopada 1978 |
| 12 | Schwedenplatz                 | Innere Stadt (1)             | 24 listopada 1979 |
| 13 | Nestroyplatz                  | Leopoldstadt (2)             | 24 listopada 1979 |
| 14 | Praterstern                   | Leopoldstadt (2)             | 28 lutego 1981    |
| 15 | Vorgartenstraße               | Leopoldstadt (2)             | 3 września 1982   |
| 16 | Donauinsel                    | Donaustadt (22)              | 3 września 1982   |
| 17 | Kaisermühlen-VIC              | Donaustadt (22)              | 3 września 1982   |
| 18 | Alte Donau                    | Donaustadt (22)              | 3 września 1982   |
| 19 | Kagran                        | Donaustadt (22)              | 3 września 1982   |
| 20 | Kagraner Platz                | Donaustadt (22)              | 2 września 2006   |
| 21 | Rennbahnweg                   | Donaustadt (22)              | 2 września 2006   |
| 22 | Aderklaaer Straße             | Floridsdorf (21)             | 2 września 2006   |
| 23 | Großfeldsiedlung              | Floridsdorf (21)             | 2 września 2006   |
| 24 | Leopoldau                     | Floridsdorf (21)             | 2 września 2006   |

| 1     | Karlsplatz              | Innere Stadt (1), Wieden (4)       | 30 sierpnia 1980    |
| 2     | Museumsquartier         | Innere Stadt (1), Neubau (7)       | 30 sierpnia 1980    |
| 3     | Volkstheater            | Innere Stadt (1), Neubau (7)       | 30 sierpnia 1980    |
| 4     | Rathaus                 | Innere Stadt (1), Josefstadt (8)   | 30 sierpnia 1980    |
| 5     | Schottentor-Universität | Innere Stadt (1), Alsergrund (9)   | 30 sierpnia 1980    |
| 6     | Schottenring            | Innere Stadt (1), Leopoldstadt (2) | 30 sierpnia 1980    |
| 7     | Taborstraße             | Leopoldstadt (2)                   | 10 maja 2008        |
| 8     | Praterstern             | Leopoldstadt (2)                   | 10 maja 2008        |
| 9     | Messe-Prater            | Leopoldstadt (2)                   | 10 maja 2008        |
| 10    | Krieau                  | Leopoldstadt (2)                   | 10 maja 2008        |
| 11    | Stadion                 | Leopoldstadt (2)                   | 10 maja 2008        |
| 12    | Donaumarina             | Leopoldstadt (2)                   | 2 października 2010 |
| 13    | Donaustadtbrücke        | Donaustadt (22)                    | 2 października 2010 |
| 14    | Stadlau                 | Donaustadt (22)                    | 2 października 2010 |
| 15    | Hardeggasse             | Donaustadt (22)                    | 2 października 2010 |
| 16    | Donauspital             | Donaustadt (22)                    | 2 października 2010 |
| 17    | Aspernstraße            | Donaustadt (22)                    | 2 października 2010 |
| 18    | An den Alten Schanzen   | Donaustadt (22)                    | b.d.                |
| 19    | Hausfeldstraße          | Donaustadt (22)                    | 5 października 2013 |
| 20    | Aspern Nord             | Donaustadt (22)                    | 5 października 2013 |
| 21    | Seestadt                | Donaustadt (22)                    | 5 października 2013 |
| [ c ] |                         |                                    |                     |

| Nr | Stacja              | Dzielnica                                            | Rozpoczęcie funkcjonowania |
| -- | ------------------- | ---------------------------------------------------- | -------------------------- |
| 1  | Ottakring           | Ottakring (16)                                       | 5 grudnia 1998             |
| 2  | Kendlerstraße       | Ottakring (16)                                       | 5 grudnia 1998             |
| 3  | Hütteldorfer Straße | Penzing (14)                                         | 5 grudnia 1998             |
| 4  | Johnstraße          | Rudolfsheim-Fünfhaus (15)                            | 3 września 1994            |
| 5  | Schweglerstraße     | Rudolfsheim-Fünfhaus (15)                            | 3 września 1994            |
| 6  | Westbahnhof         | Mariahilf (6), Neubau (7), Rudolfsheim-Fünfhaus (15) | 4 września 1993            |
| 7  | Zieglergasse        | Mariahilf (6), Neubau (7)                            | 4 września 1993            |
| 8  | Neubaugasse         | Mariahilf (6), Neubau (7)                            | 4 września 1993            |
| 9  | Volkstheater        | Innere Stadt (1), Neubau (7)                         | 6 kwietnia 1991            |
| 10 | Herrengasse         | Innere Stadt (1)                                     | 6 kwietnia 1991            |
| 11 | Stephansplatz       | Innere Stadt (1)                                     | 6 kwietnia 1991            |
| 12 | Stubentor           | Innere Stadt (1)                                     | 6 kwietnia 1991            |
| 13 | Landstraße          | Landstraße (3)                                       | 6 kwietnia 1991            |
| 14 | Rochusgasse         | Landstraße (3)                                       | 6 kwietnia 1991            |
| 15 | Kardinal-Nagl-Platz | Landstraße (3)                                       | 6 kwietnia 1991            |
| 16 | Schlachthausgasse   | Landstraße (3)                                       | 6 kwietnia 1991            |
| 17 | Erdberg             | Landstraße (3)                                       | 6 kwietnia 1991            |
| 18 | Gasometer           | Simmering (11)                                       | 2 grudnia 2000             |
| 19 | Zippererstraße      | Simmering (11)                                       | 2 grudnia 2000             |
| 20 | Enkplatz            | Simmering (11)                                       | 2 grudnia 2000             |
| 21 | Simmering           | Simmering (11)                                       | 2 grudnia 2000             |

| Nr | Stacja               | Dzielnica                    | Rozpoczęcie funkcjonowania |
| -- | -------------------- | ---------------------------- | -------------------------- |
| 1  | Hütteldorf           | Penzing (14)                 | 20 grudnia 1981            |
| 2  | Ober St. Veit        | Hietzing (13)                | 20 grudnia 1981            |
| 3  | Unter St. Veit       | Hietzing (13)                | 20 grudnia 1981            |
| 4  | Braunschweiggasse    | Hietzing (13)                | 20 grudnia 1981            |
| 5  | Hietzing             | Hietzing (13)                | 31 sierpnia 1981           |
| 6  | Schönbrunn           | Hietzing (13)                | 31 sierpnia 1981           |
| 7  | Meidling Hauptstraße | Meidling (12)                | 26 października 1980       |
| 8  | Längenfeldgasse      | Meidling (12)                | 1989                       |
| 9  | Margaretengürtel     | Margareten (5)               | 26 października 1980       |
| 10 | Pilgramgasse         | Margareten (5)               | 26 października 1980       |
| 11 | Kettenbrückengasse   | Margareten\|(5)              | 26 października 1980       |
| 12 | Karlsplatz           | Innere Stadt (1), Wieden (4) | 15 sierpnia 1978           |
| 13 | Stadtpark            | Landstraße (3)               | 15 sierpnia 1978           |
| 14 | Landstraße           | Landstraße (3)               | 15 sierpnia 1978           |
| 15 | Schwedenplatz        | Innere Stadt (1)             | 15 sierpnia 1978           |
| 16 | Schottenring         | Innere Stadt (1)             | 3 kwietnia 1978            |
| 17 | Roßauer Lände        | Alsergrund (9)               | 3 kwietnia 1978            |
| 18 | Friedensbrücke       | Alsergrund (9)               | 8 maja 1976                |
| 19 | Spittelau            | Alsergrund (9)               | 1995                       |
| 20 | Heiligenstadt        | Döbling (19)                 | 8 maja 1976                |

| Nr | Stacja             | Dzielnica                        |
| -- | ------------------ | -------------------------------- |
| 1  | Elterleinplatz     | Hernals (17)                     |
| 2  | Michelbuern-AKH    | Alsergrund (9), Währing (18)     |
| 3  | Arne-Carlsson-Park | Alsergrund (9)                   |
| 4  | Frankhplatz        | Alsergrund (9)                   |
| 5  | Rathaus            | Innere Stadt (1), Josefstadt (8) |
| 6  | Volkstheater       | Innere Stadt (1), Neubau (7)     |
| 7  | Museumsquartier    | Innere Stadt (1), Neubau (7)     |
| 8  | Karlsplatz         | Innere Stadt (1), Wieden (4)     |

| Nr | Stacja                     | Dzielnica                                    | Rozpoczęcie funkcjonowania |
| -- | -------------------------- | -------------------------------------------- | -------------------------- |
| 1  | Siebenhirten               | Liesing (23)                                 | 15 kwietnia 1995           |
| 2  | Perfektastraße             | Liesing (23)                                 | 15 kwietnia 1995           |
| 3  | Erlaaer Straße             | Liesing (23)                                 | 15 kwietnia 1995           |
| 4  | Alterlaa                   | Liesing (23)                                 | 15 kwietnia 1995           |
| 5  | Am Schöpfwerk              | Meidling (12)                                | 15 kwietnia 1995           |
| 6  | Tscherttegasse             | Meidling (12)                                | 15 kwietnia 1995           |
| 7  | Bahnhof Meidling           | Meidling (12)                                | 7 października 1989        |
| 8  | Niederhofstraße            | Meidling (12)                                | 7 października 1989        |
| 9  | Längenfeldgasse            | Meidling (12)                                | 7 października 1989        |
| 10 | Gumpendorfer Straße        | Mariahilf (6), Rudolfsheim-Fünfhaus (15)     | 7 października 1989        |
| 11 | Westbahnhof                | Neubau (7), Rudolfsheim-Fünfhaus (15)        | 7 października 1989        |
| 12 | Burggasse-Stadthalle       | Neubau (7), Rudolfsheim-Fünfhaus (15)        | 7 października 1989        |
| 13 | Thaliastraße               | Neubau (7), Ottakring (16)                   | 1980                       |
| 14 | Josefstädter Straße        | Josefstadt (8), Ottakring (16), Hernals (17) | 7 października 1989        |
| 15 | Alser Straße               | Alsergrund (9), Hernals(17)                  | 7 października 1989        |
| 16 | Michelbeuern-AKH           | Alsergrund (9), Währing (18)                 | 1987                       |
| 17 | Währinger Straße-Volksoper | Alsergrund (9), Währing (18)                 | 7 października 1989        |
| 18 | Nußdorfer Straße           | Alsergrund (9), Währing (18)                 | 7 października 1989        |
| 19 | Spittelau                  | Alsergrund (9)                               | 4 maja 1996                |
| 20 | Jägerstraße                | Brigittenau (20)                             | 4 maja 1996                |
| 21 | Dresdner Straße            | Brigittenau (20)                             | 4 maja 1996                |
| 22 | Handelskai                 | Brigittenau (20)                             | 4 maja 1996                |
| 23 | Neue Donau                 | Floridsdorf (21)                             | 4 maja 1996                |
| 24 | Floridsdorf                | Floridsdorf (21)                             | 4 maja 1996                |

Źródła:  .

### Stacje

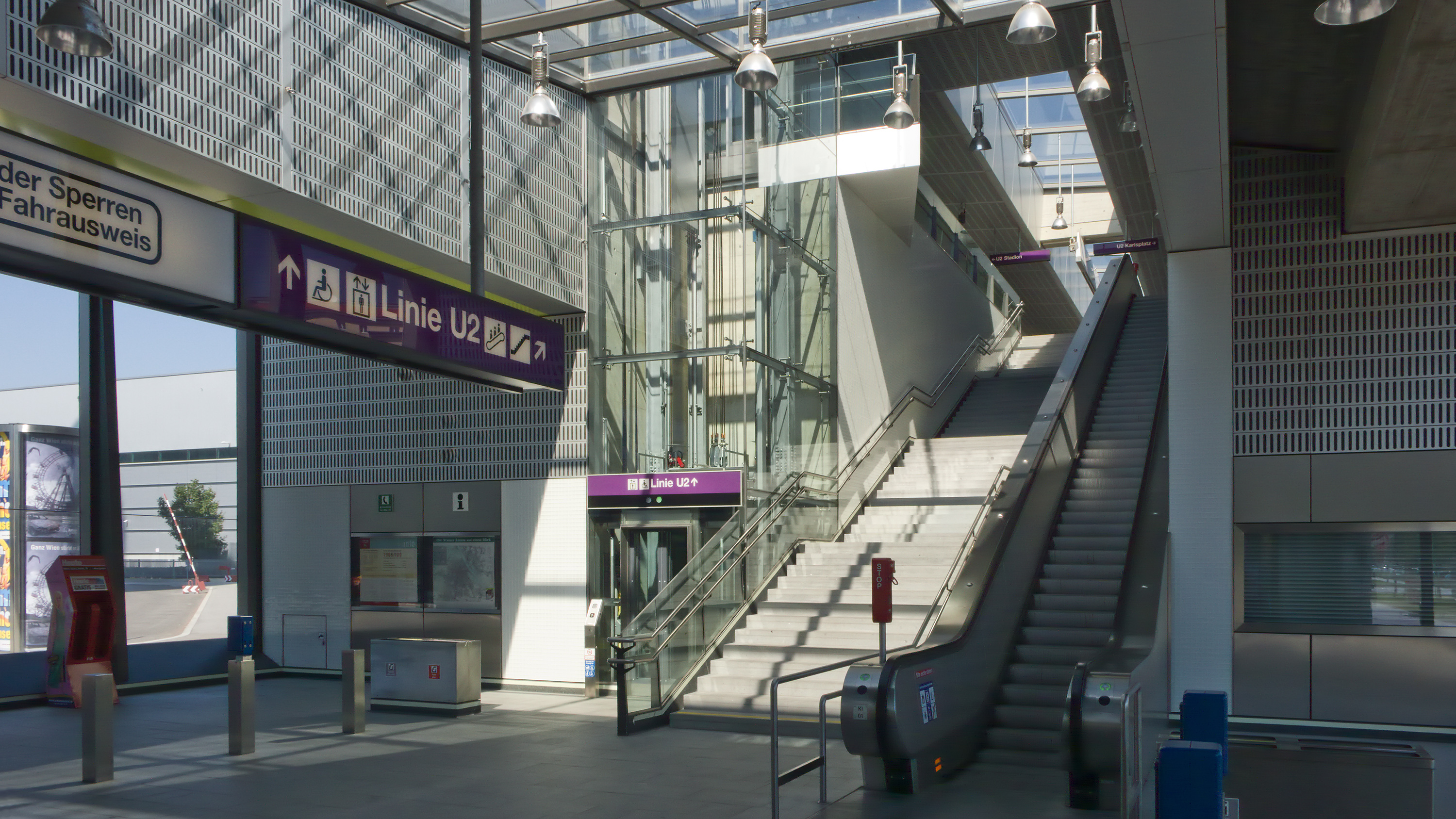
Wyjście ze stacji linii U2 Krieau

Każda linia zatrzymująca się na danej stacji ma swój wyłączny peron, a stacje, na których zatrzymuje się więcej niż jedna linia, mają kilka peronów dla każdej linii osobno. W zależności od stacji, perony są w układzie centralnym (jeden peron dla obydwu kierunków pomiędzy torami, wsiadanie i wysiadanie ze składu po lewej stronie) lub w układzie bocznym (dwa perony, a pomiędzy nimi tory, wsiadanie i wysiadanie po prawej stronie). Ze względu na niewielką liczbę pasażerów na stacjach w stosunku do większości innych systemów metra, nawet w godzinach szczytu, nie ma potrzeby stosowania np. osobnych wejść i wyjść z peronów. Takie rozwiązanie jest wprowadzane jedynie tymczasowo podczas organizacji dużych imprez w pobliżu stacji, np. Donauinselfest. Podobnie nie jest wykorzystywane tzw. rozwiązanie hiszpańskie, poza stacjami Schottenring (w latach 1980–2008) i Stadion (od 2008 r.). Wyjścia z peronów najczęściej prowadzą do sieci przejść podziemnych, a dopiero później na powierzchnię, rzadziej bezpośrednio na nią. Wyjątkiem są stacje, które ze względu na ochronę zabytków nie mogą mieć rozbudowanej sieci korytarzy.
Niektóre linie metra są prowadzone głębiej (jak będące od początku metrem linie U1 i U3), a niektóre bliżej poziomu gruntu (jak będące wcześniej liniami kolejowymi lub tramwajowymi U4, U6 i częściowo U2), stąd są też różnice w poziomach peronów. Najniżej pod poziomem gruntu znajduje się stacja linii U2 Schottenring, której peron znajduje się 21 m pod ziemią pod Kanałem Dunajskim, a wejścia do niej znajdują się na brzegu po obu stronach.

#### Przystosowanie dla osób niepełnosprawnych
Wszystkie stacje są wyposażone w windy lub wejścia z poziomu chodnika, dzięki czemu są one przystosowane dla osób niepełnosprawnych. W 1982 roku jednak, gdy oddawano do użytku pierwszy etap rozbudowy metra, 24 stacje linii U1, U2 i U4 były nieprzystosowane dla niepełnosprawnych. Stacje te zostały wyposażone w windy w latach 1994–2004. Wówczas także na stacji Taubstummengasse zamontowano pierwszą windę z głosowym zapowiadaniem pięter i linii metra z myślą o osobach niewidomych i niedowidzących. Na stacjach znajdują się także oznaczenia w podłodze, które doprowadzają do pociągu niewidomych. Pociągi typu V umożliwiają dodatkowo bezpośredni przejazd wózkiem inwalidzkim z peronu do wagonu metra. Dodatkowo na wszystkich większych stacjach zastosowano schody ruchome z myślą o osobach starszych, a także ze względu na ich większą przepustowość. W sieci całego wiedeńskiego metra znajduje się 296 wind i 352 par schodów ruchomych .

#### Architektura
Początkowo, podczas projektowania sieci metra, nie przywiązywano wagi do projektów architektonicznych stacji. Konkurs architektoniczny na projekt wnętrz pierwszych stacji został ogłoszony dopiero po rozpoczęciu budowy pierwszych odcinków metra. Poszukiwano projektu, który mógłby być podobny dla wszystkich stacji i nawiązywać do siebie stylem, co pozwoliłoby na swego rodzaju jednolitość stacji metra. Z tego względu projekt wszystkich stacji pierwszej fazy budowy miał zostać wykonany przez jednego wykonawcę. Ważne było także zachowanie zabytkowego charakteru stacji dawnej Wiedeńskiej Kolei Miejskiej (Wiener Stadtbahn) projektu Ottona Wagnera .
W 1970 r. wyłoniono zwycięzców konkursu architektonicznego. Ze względu na fakt, iż architekci zajmujący dwa pierwsze miejsca przedstawili podobne koncepcję, postanowiono, że wspólnie przygotują oni docelowe projekty stacji metra. W ten sposób prace zlecono Wilhelmowi Holzbauerowi wraz z zespołem w składzie Heinz Marschalek, Georg Ladstätter i Bert Gantar, którzy utworzyli Architektengruppe U-Bahn (AGU – niem. Grupa Architektów Metra). Zespołowi powierzono przygotowanie projektów stacji pierwszego odcinka linii U1 (kompletny zarys projektowy wszystkich stacji poza stacją Karlsplatz) oraz modernizacji stacji linii U4 z kolei miejskiej do metra (z wyjątkiem zabytkowej stacji Karlsplatz). W 1973 r. ukończono prace projektowe. W efekcie powstał projekt oparty na systemie gotowych paneli naściennych, którymi w różnych konfiguracjach miały być wyłożone stacje metra. W podobny sposób zaprojektowano wszystkie elementy wyposażenia stacji, np. kosze na śmieci, ławki, tablice informacyjne. W razie zniszczenia lub zużycia, można bez przeprowadzania większych prac remontowych wymienić potrzebne elementy.
Kolejny etap budowy stacji objął przedłużenie linii U2 na odcinku Schottenring – Seestadt. Po raz pierwszy zlecenia zaprojektowania stacji powierzono innym architektom niż AGU – Gerhardowi Moßburgerowi i Paulowi Katzbergerowi. Stacje te różnią się nieco bardziej od pozostałych, głównie układem wyjść z peronów .
Czwarty i piąty etap rozbudowy ma dotyczyć linii U5. Projekt stacji nowej linii zlecono biurom architektonicznym Franz&Sue oraz YF .
Wszystkie stacje wiedeńskiego metra mają spójną stylistykę i nawiązują do siebie architektonicznie. Jedynymi odstępstwami są stacje dawnej Wiener Stadtbahn projektu Ottona Wagnera. Zostały one w jak najmniej zmienionej formie, jedynie zmodyfikowane na potrzeby przyjmowania pociągów metra, a nie kolei miejskiej lub tramwaju, a także na potrzeby niepełnosprawnych. Sytuacja ta dotyczy dwóch stacji na linii U4 (Schönbrunn i Stadtpark) oraz stacji linii U2 Volkstheater, Schottentor, a także węzłowej stacji Karlsplatz. Projekty modernizacji tych stacji wykonał Kurt Schlauss .

Stacje wiedeńskiego metra wg wystroju wnętrz
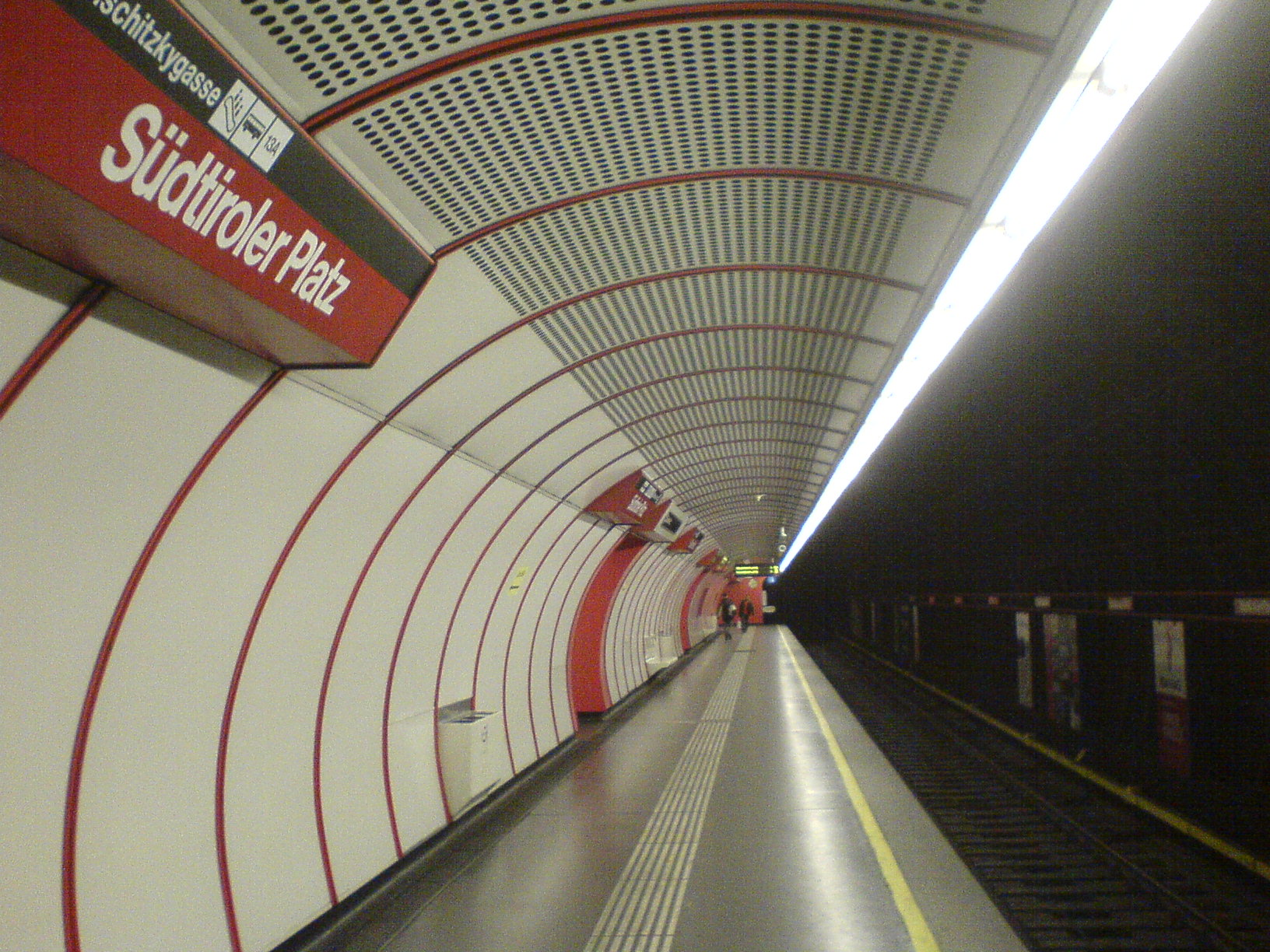
Stacja z pierwszego etapu rozbudowy (Südtiroler Platz – Hauptbahnhof)
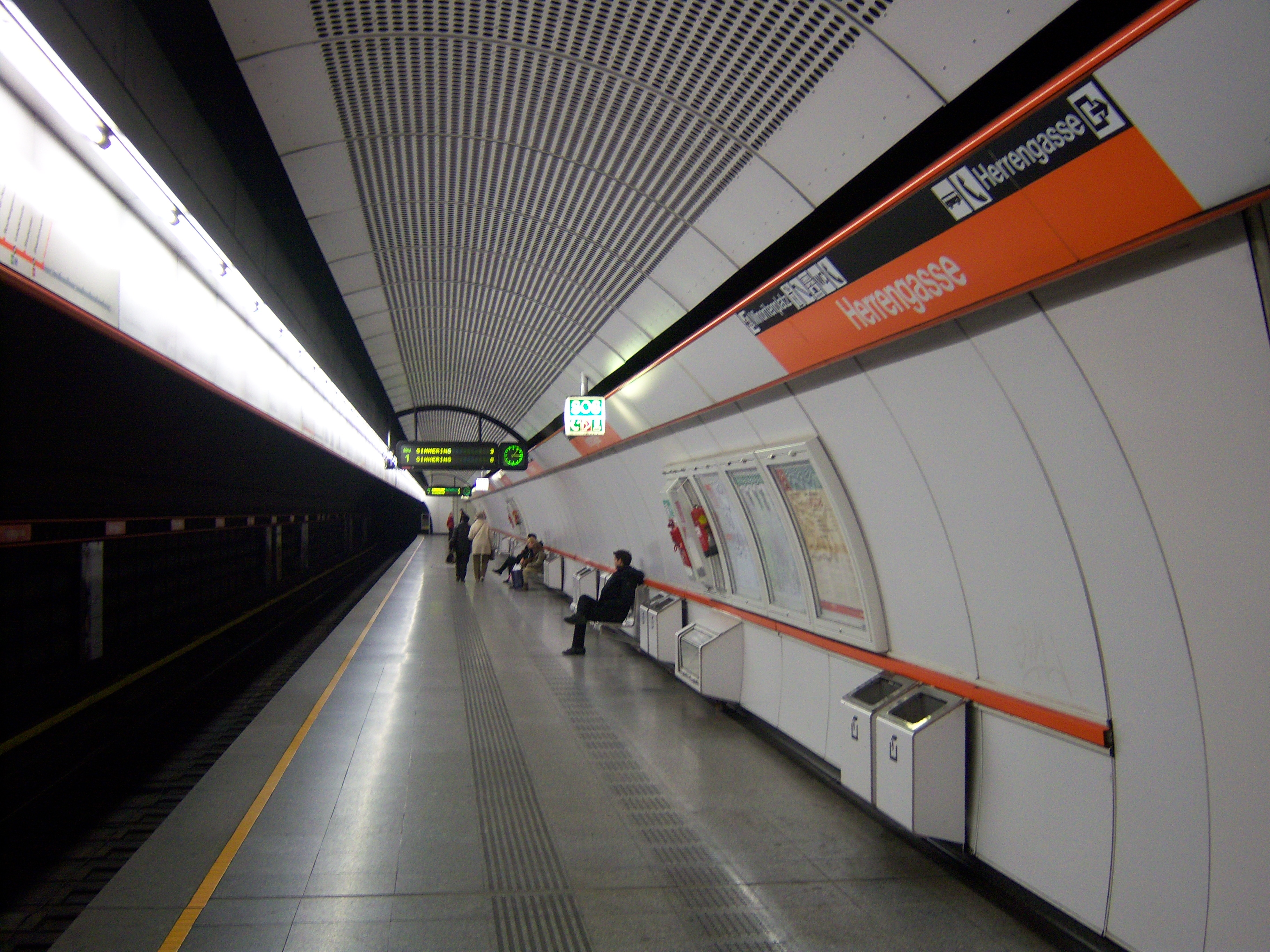
Stacja z drugiego etapu rozbudowy (Herrengasse)
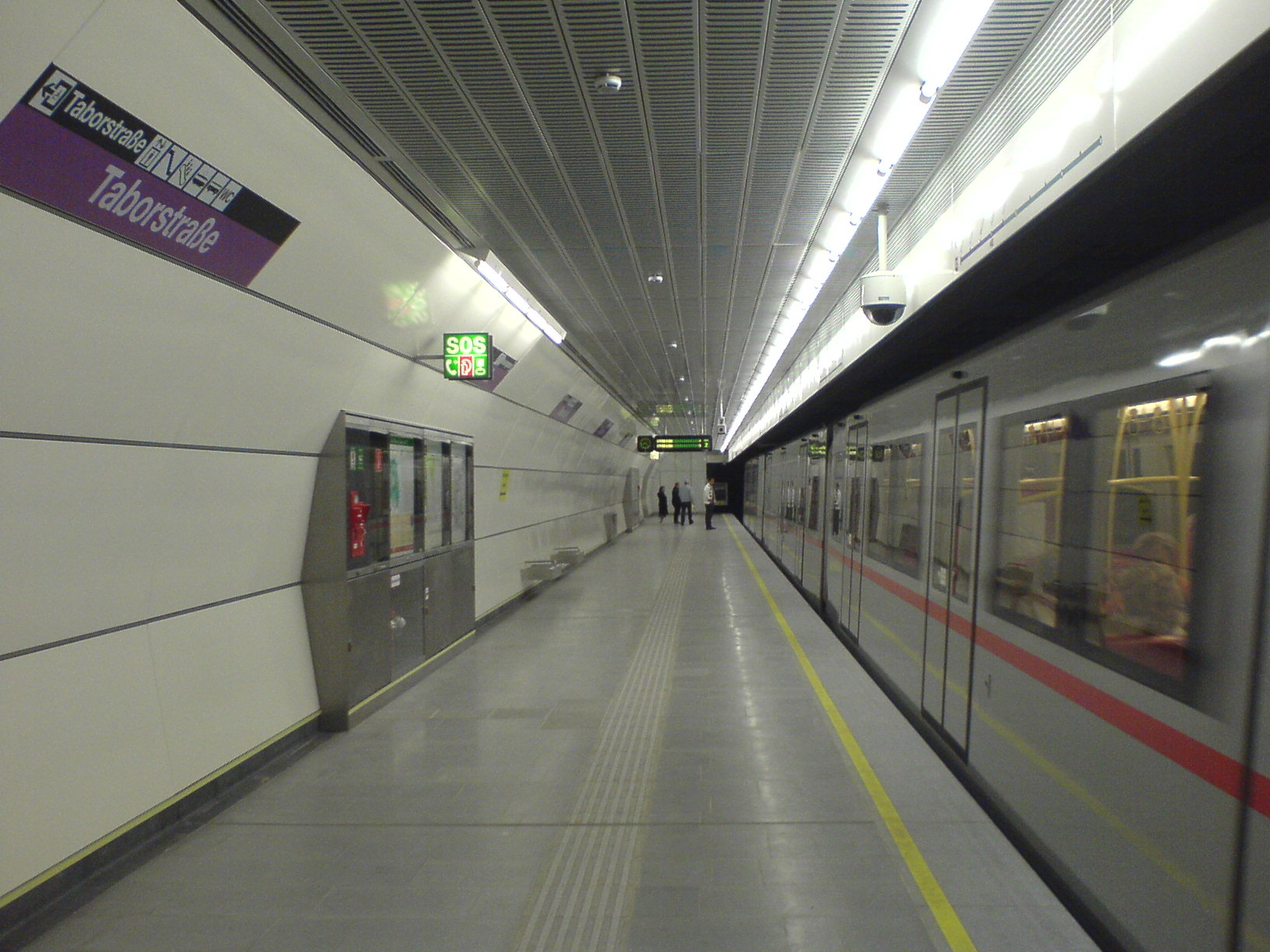
Stacja z trzeciego etapu rozbudowy (Taborstraße)

#### Stacje przesiadkowe
| Stacja          | Linie    |
| --------------- | -------- |
| Karlsplatz      | U1 U2 U4 |
| Landstraße      | U3 U4    |
| Längenfeldgasse | U4 U6    |
| Praterstern     | U1 U2    |
| Schottenring    | U2 U4    |
| Schwedenplatz   | U1 U4    |
| Spittelau       | U4 U6    |
| Stephansplatz   | U1 U3    |
| Volkstheater    | U2 U3    |
| Westbahnhof     | U3 U6    |

Źródło:.

#### Stacje wyłączone z użytkowania
Jedyną zamkniętą stacją metra w Wiedniu, która nie została ponownie otwarta, jest stacja Lerchenfelder Straße na linii U2. Ze względu na przedłużenie peronów z 75 do 115 m zmniejszona została odległość pomiędzy stacjami Lerchenfelder Straße i Volkstheater, w związku z czym podjęto decyzję o zamknięciu tej pierwszej. Ostatni pociąg metra zatrzymał się na tej stacji 19 września 2003 roku, a od 20 września pozostaje ona nieczynna .
W 1991 roku stacja Friedensbrücke została zamknięta dla ruchu pociągów linii U6, a w 1996 roku podobny los spotkał stację Heiligenstadt. Stało się tak za sprawą przedłużenia trasy linii U6 do stacji Floridsdorf i zmienieniu trasy na jej zakończeniu. Obie stacje są nadal obsługiwane przez linię U4, a pomiędzy nimi znajduje się stacja przesiadkowa linii U4 i U6 Spittelau .
W 1991 roku zamknięto stację linii U6 Westbahnhof. Na wschód od starej stacji wybudowano nową, która jest skomunikowana z nowo powstałą stacją linii U3. Podobna sytuacja miała miejsce w 2008 roku na stacji Schottenring, kiedy to na potrzeby przedłużenia linii U2 zamknięta została stacja linii U4 i przeniesiona na nowe perony .

#### Sztuka na stacjach metra
W trakcie budowy linii U3 w 1991 r. zaczęto angażować profesjonalnych artystów w projektowanie stacji metra. Projektanci starali się umieszczać instalacje artystyczne w dobrze widocznych miejscach, które były do tego od początku przeznaczone, tak aby jak najbardziej wyeksponować dzieła sztuki, a nie tylko zapełnić nimi pustą przestrzeń. Od tego czasu większość najbardziej uczęszczanych stacji linii U2 i U3 otrzymało swoje instalacje artystyczne. Łącznie w systemie wiedeńskiego metra znajduje się ponad 30 różnych prac artystycznych w postaci paneli ściennych, instalacji lub rzeźb. Szczególny nacisk kładziono na linię U3, jako tzw. „linię kulturalną”, gdyż przy jej trasie znajduje się wiele instytucji kulturalnych. Na kilku stacjach znajdują się także elementy z wykopalisk archeologicznych, głównie pochodzących z czasów rzymskich. Na stacji Stubentor znajdują się ponadto fragmenty muru miejskiego. Na stacji Stephansplatz znajduje się zabytkowa kaplica św. Wergiliusza, która jest z nią połączona i w ten sposób udostępniona zwiedzającym.

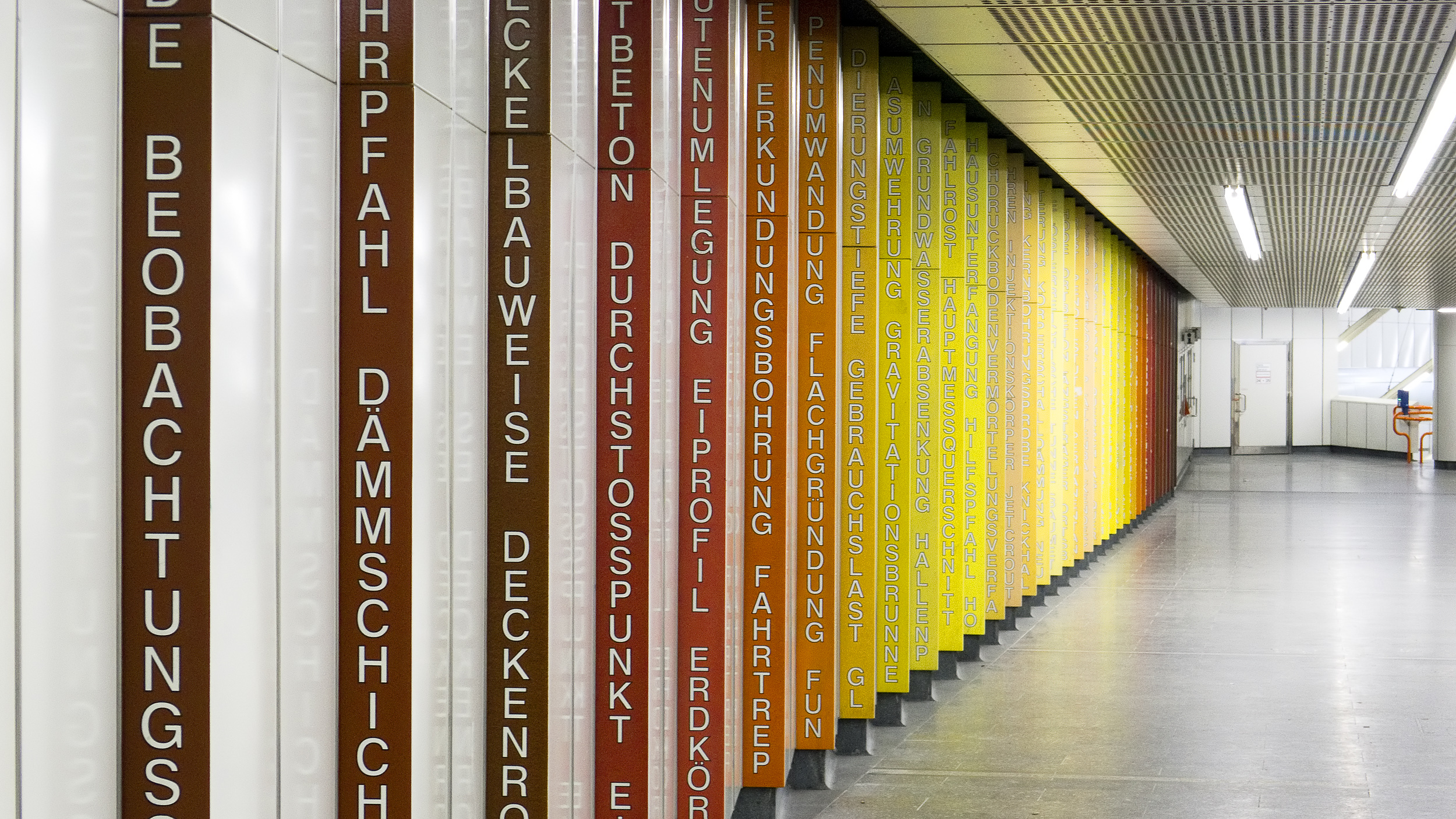
„U-BauAlphabet”, Georg Salner (stacja Hütteldorfer Straße)
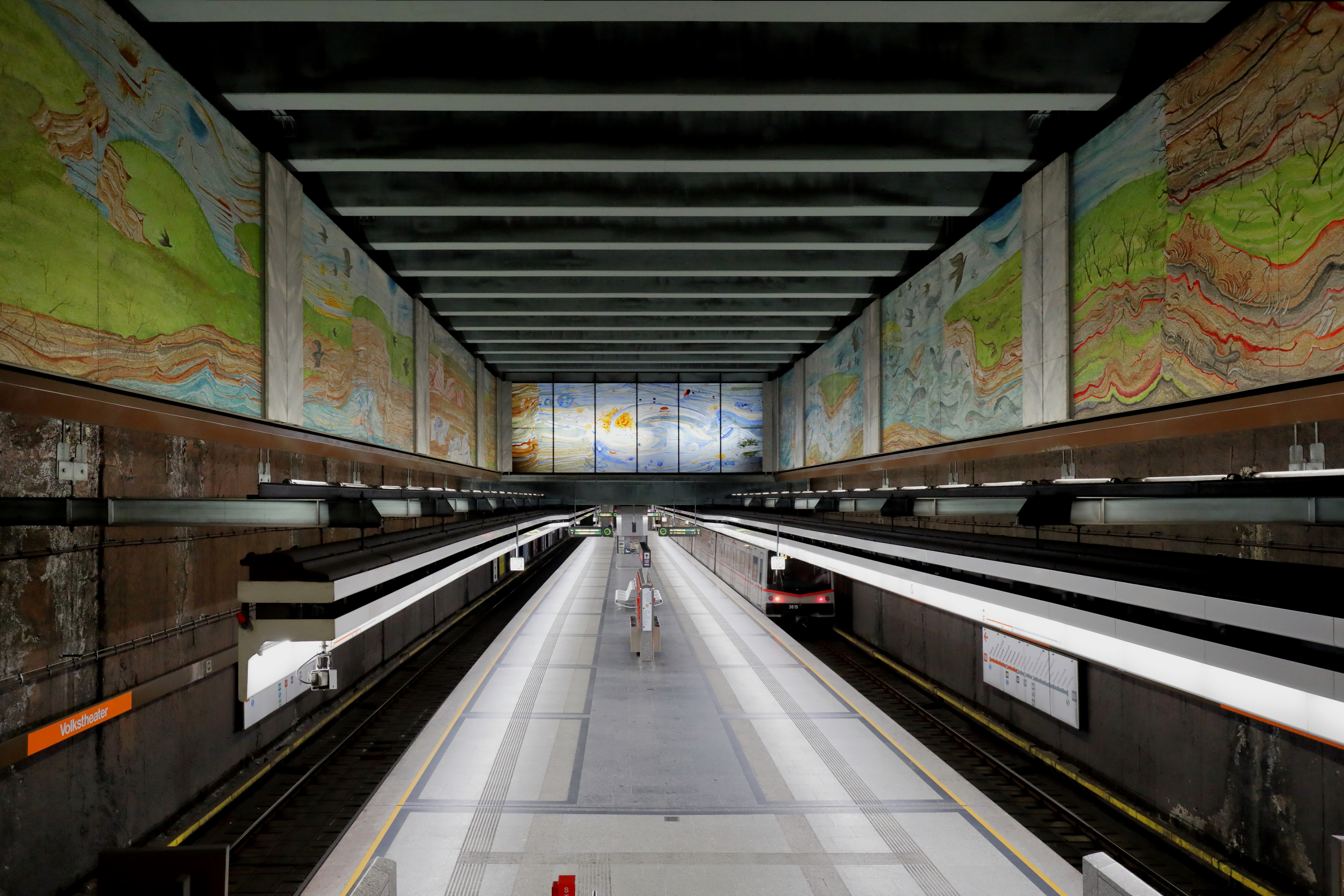
„Das Werden der Natur”, Anton Lehmden (stacja Volkstheater)
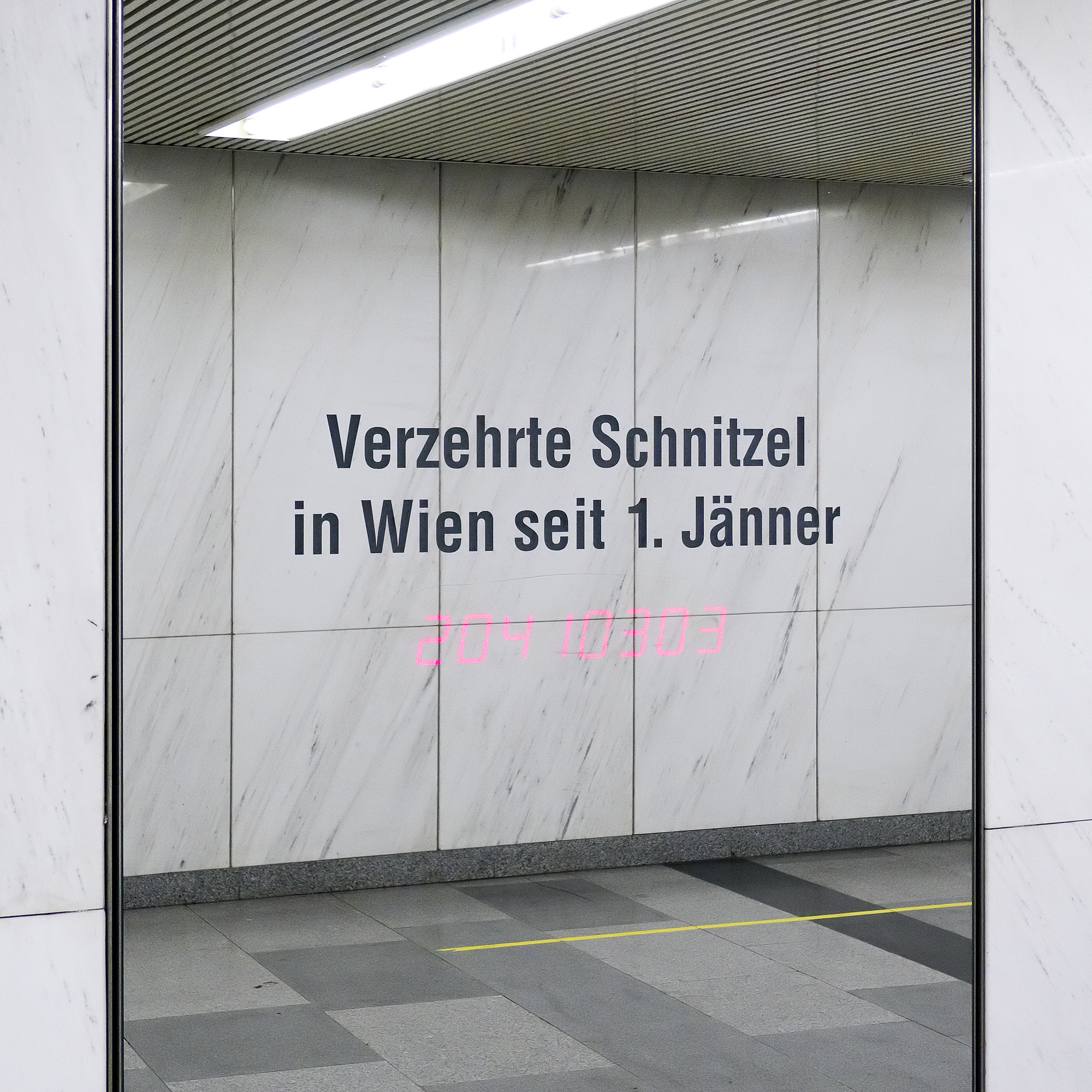
„Factoids” – fragment instalacji, Ken Lum (stacja Karlsplatz)
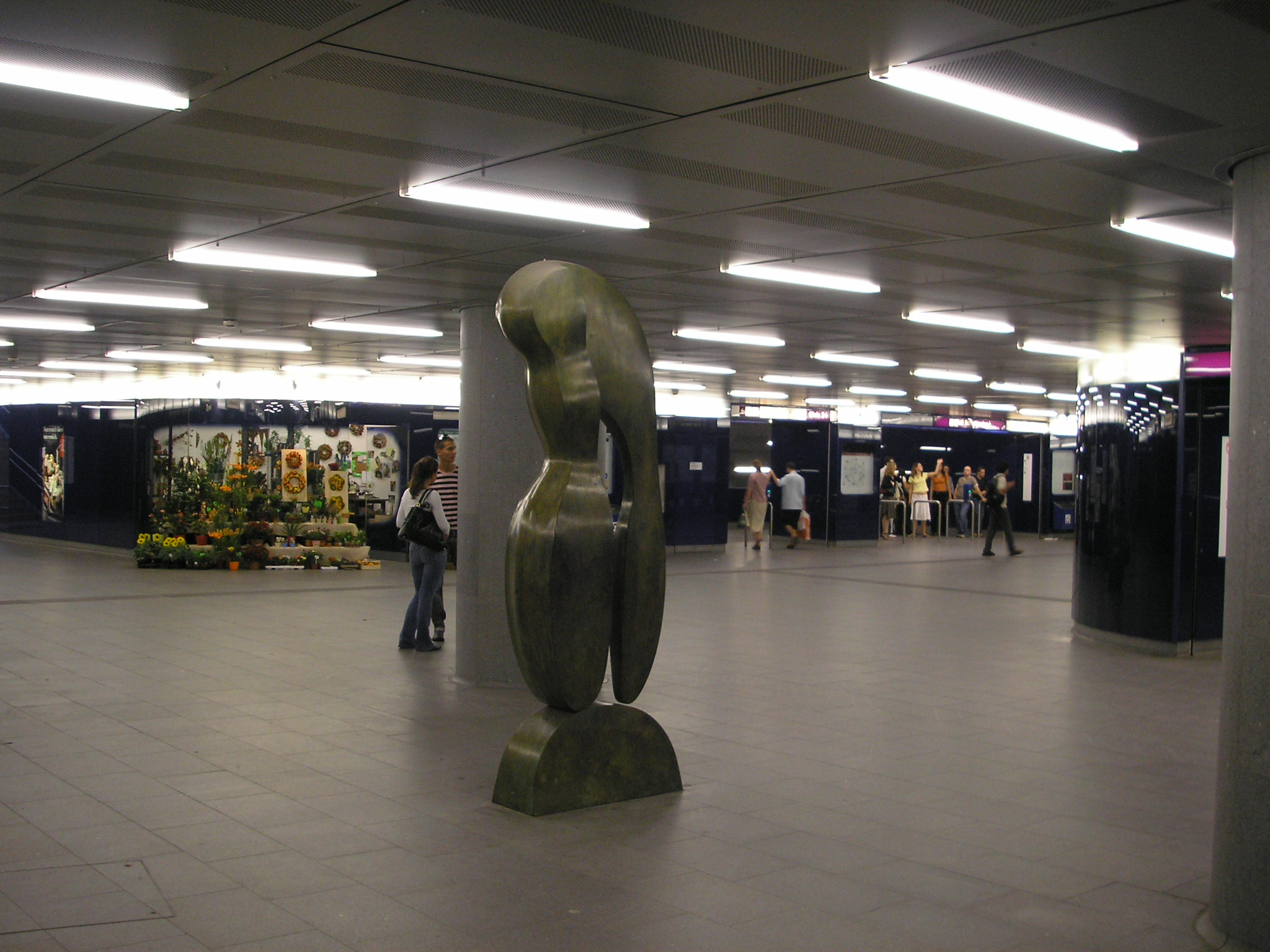
„Lauf der Geschöpfe” – fragment instalacji, Rudi Wach (stacja Museumsquartier)
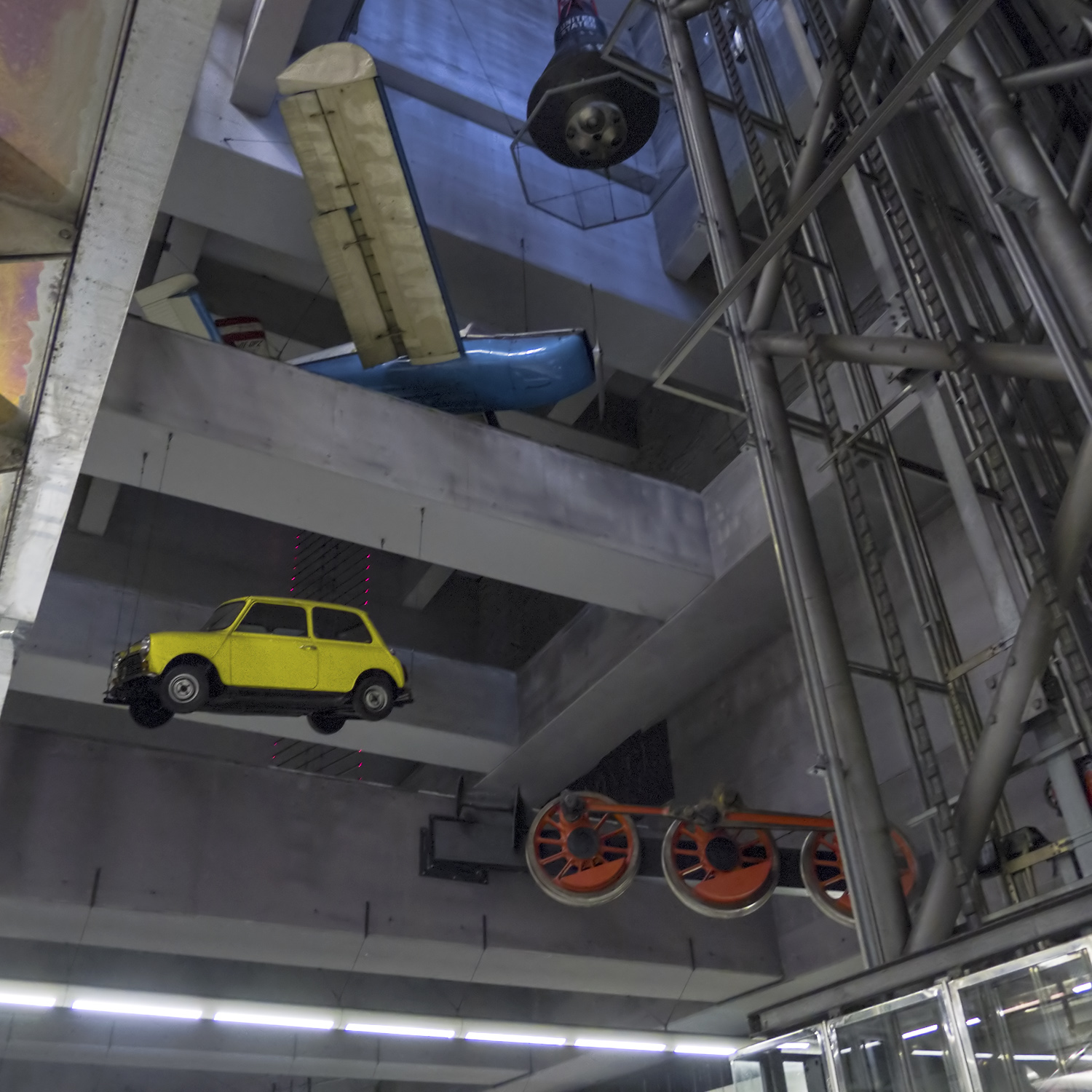
„Kunst der Technik” – fragment (stacja Schweglerstraße)
Kaplica św. Wirgiliusza (stacja Stephansplatz)

### Zaplecze techniczne

#### STP Wasserleitungswiese (U1, U4)

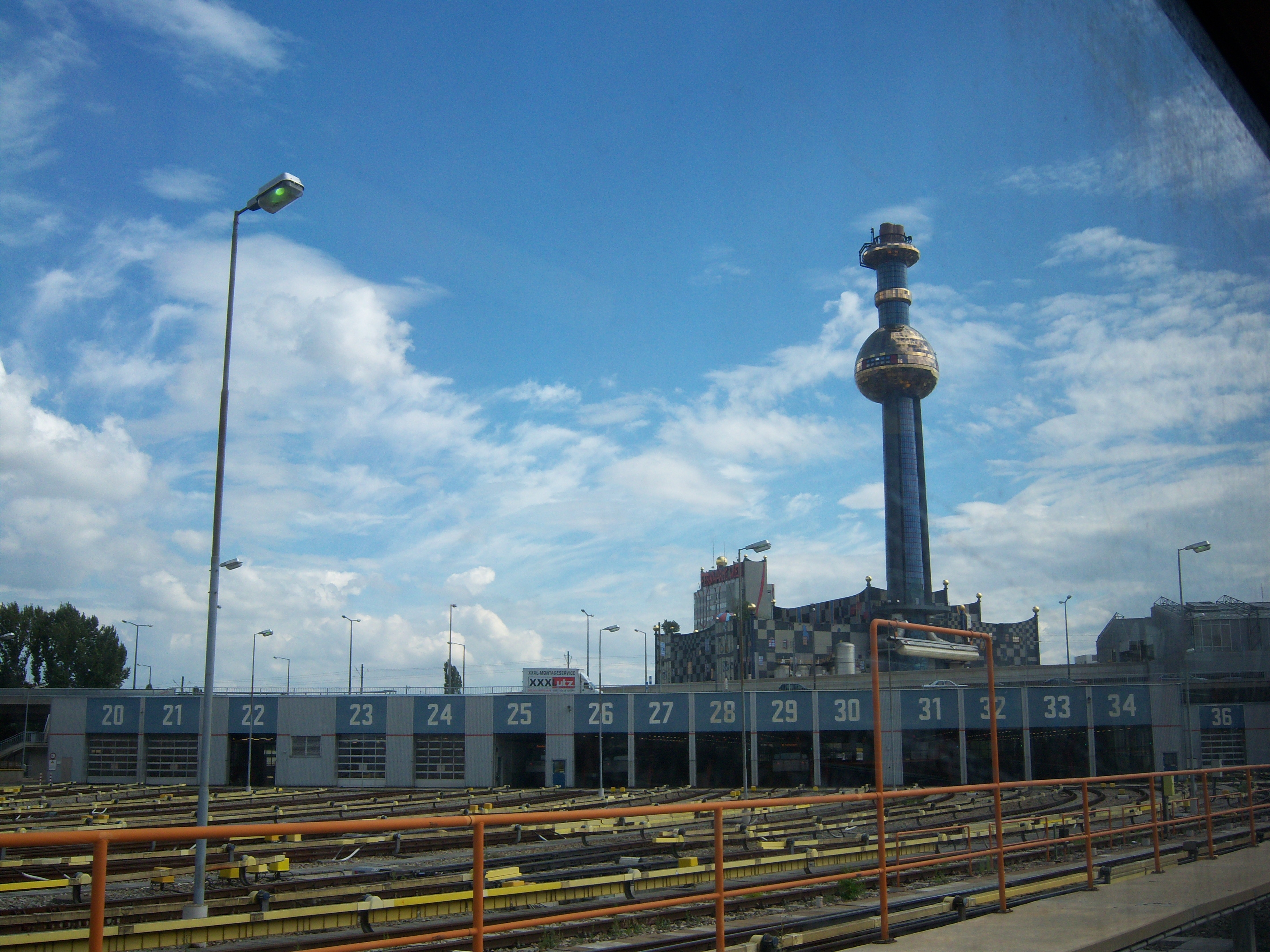
Stacja techniczno-postojowa Wasserleitungswiese

W 1977 roku otwarta została pierwsza stacja techniczno-postojowa metra w Wiedniu Wasserleitungswiese (w skrócie WLW). Stacja znajduje się na północ od stacji linii U4 Spittelau. Początkowo była to jedyna stacja techniczna metra i obsługiwała wszystkie linie, od 1994 r. są to jednak jedynie linie U1 i U4. Pociągi linii U1 wyjeżdżając i zjeżdżając z trasy, korzystają z toru technicznego pomiędzy stacjami Stephansplatz (na linii U1) a Schottenring (na linii U4). W STP Wasserleitungswiese stacjonują pociągi typów U, U1 i V.

#### STP Erdberg (U2, U3)

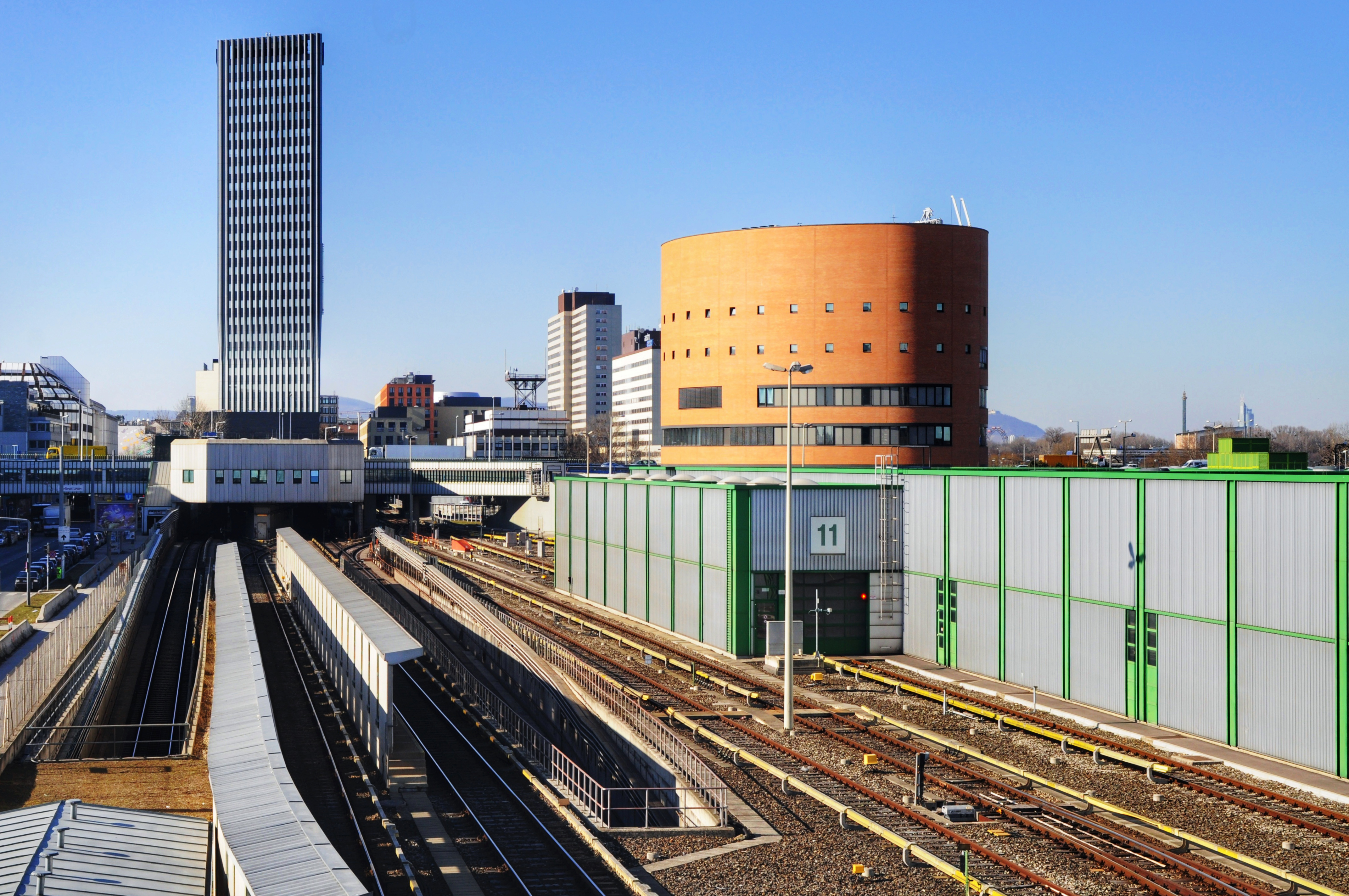
Stacja techniczno-postojowa Erdberg

W trakcie budowy linii metra U3 podjęto decyzję o budowie nowej stacji techniczno-postojowej. Wybór padł na lokalizację w pobliżu stacji Erdberg, głównie ze względu na pobliską autostradę A23 (południowo-wschodnią obwodnicę Wiednia) oraz znajdującą się niedaleko siedzibę Wiener Linien. W stacji techniczno-postojowej Erdberg, oprócz torów odstawczych i technicznych, znajduje się centralna dyspozytornia całego systemu metra w Wiedniu. Stacja ta ma połączenie z siecią kolejową ÖBB. Na stacji Erdberg stacjonują pociągi typów U11, U2 i V, które obsługują linie U2 i U3. Pociągi linii U2 wyjeżdżają na trasę przez tor techniczny pod parkiem Prater bezpośrednio ze stacji na linię w pobliżu stacji Stadion.

##### Centrum zarządzania siecią metra Erdberg

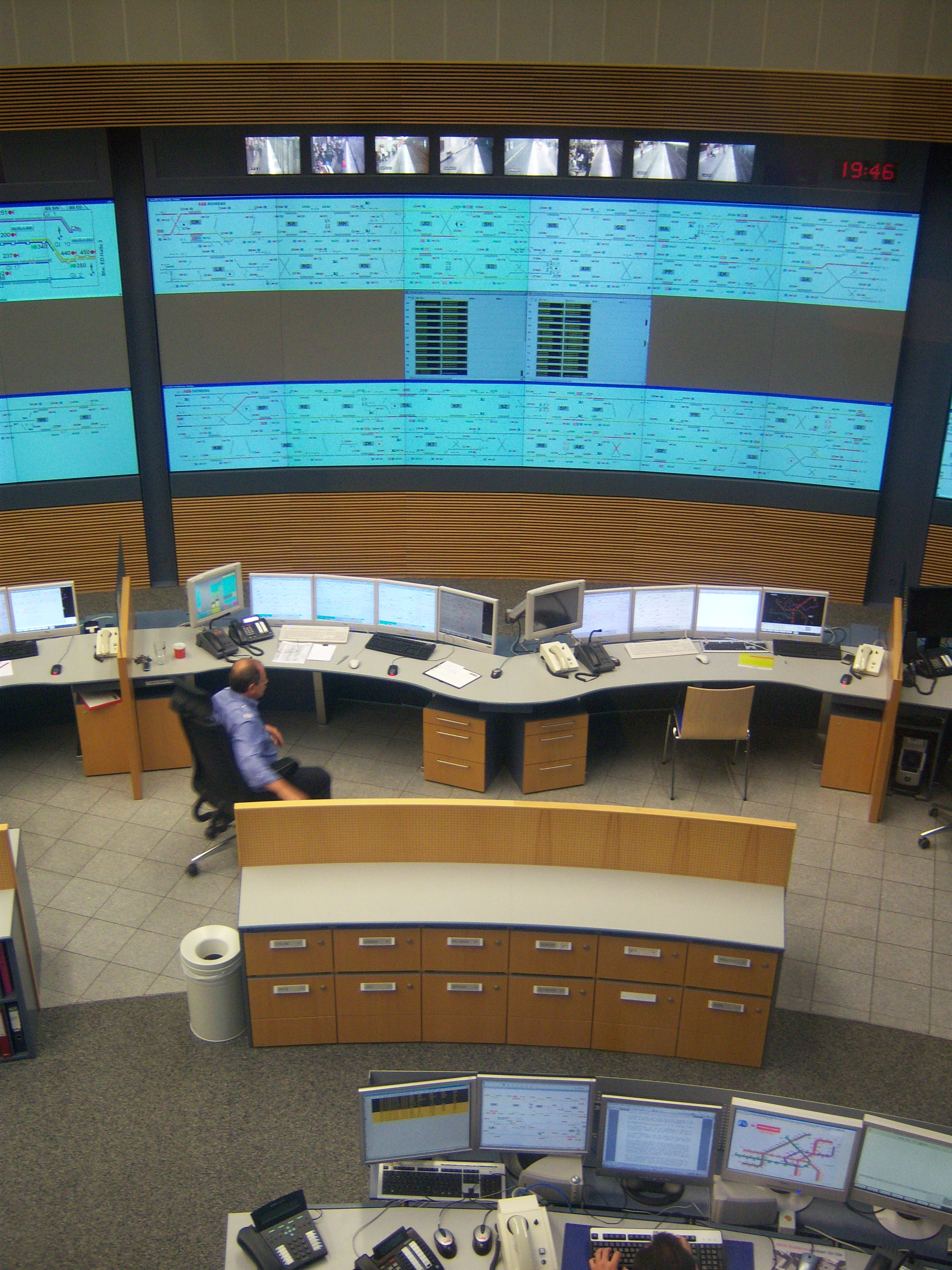
Główna dyspozytornia w centrum zarządzania Erdberg

Na terenie stacji techniczno-postojowej Erdberg znajduje się główna dyspozytornia zarządzająca cała siecią metra w Wiedniu. Znajduje się tam także centrala ochrony, do której przekazywany jest na bieżąco obraz ze wszystkich kamer w całym systemie metra. Centrala została oddana do użytku w 2005 roku, a dwa lata później całkowicie zastąpiła poprzednie centrum na stacji Karlsplatz działające od 1978 roku. Centrum zarządzania siecią metra znajduje się w pięciopiętrowym budynku, w którym około pięćdziesięciu pracowników stale monitoruje wszystkie stacje, kursowanie pociągów na wszystkich liniach, a także zarządza siecią trakcyjną i torami.

#### STP Michelbeuern (U6)

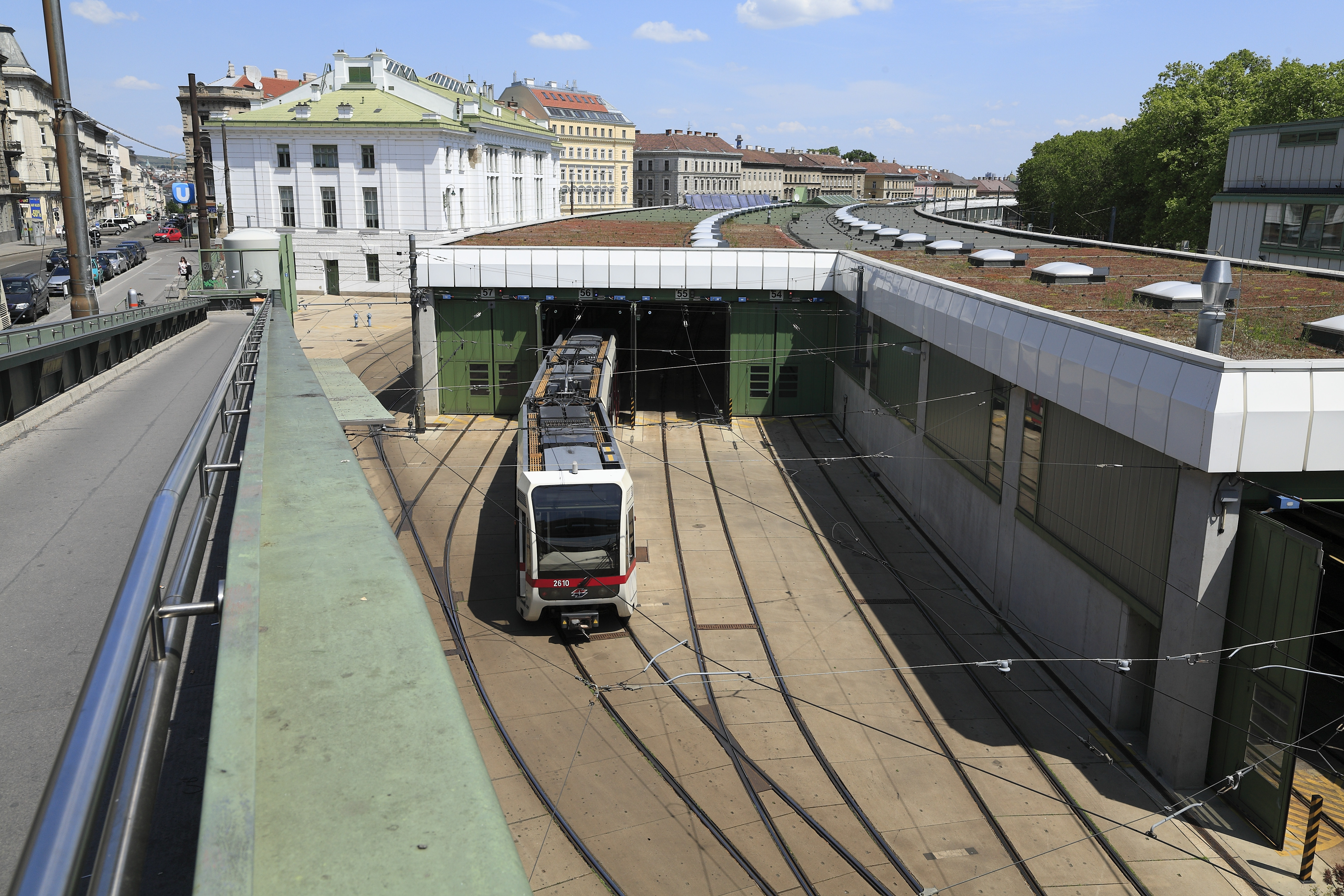
Stacja techniczno-postojowa Michelbeuern z pociągiem typu T

Na stacji Michelbeuern znajduje się stacja techniczno-postojowa dla linii U6. Został on adaptowany z dawnego dworca kolejowego. Stacjonują tu składy obsługujące linię U6, tj. pociągi typu T i T1. Stacja ma połączenie torami z siecią tramwajową.

#### Pozostała infrastruktura techniczna

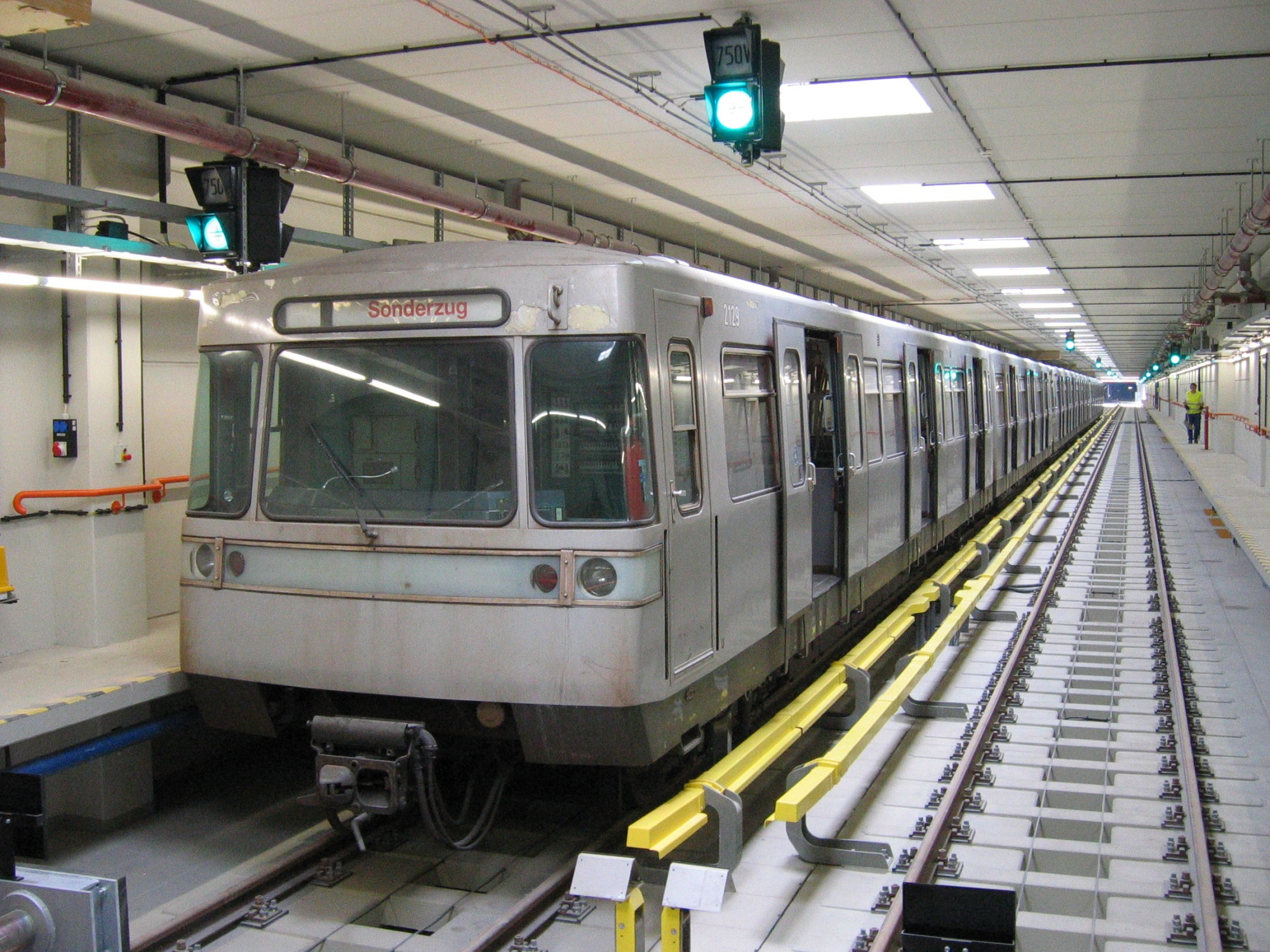
Tory odstawcze metra na stacji Leopoldau

Oprócz wymienionych wyżej stacji techniczno-postojowych, na każdej linii na jednej z końcowych stacji znajdują się tory odstawcze dla taboru. Na linii U1 jest to stacja Leopoldau, na U2 – Seestadt, na U3 – Ottakring, na U4 – Hütteldorf, natomiast na linii U6 – Alterlaa. Wszystkie większe naprawy i remonty taboru metra odbywają się w głównych zakładach naprawczych Wiener Linien w dzielnicy Simmering. Tabor dla linii U1–U4 jest transportowany przez STP Erdberg, a następnie na platformach kolejowych do zakładów naprawczych. Transport wagonów wiedeńskiego metra bezpośrednio po sieci kolejowej, w przeciwieństwie do większości systemów metra, jest niemożliwy ze względu na różnice w wymiarach kół jezdnych. Pojazdy typów T i T1 są transportowane przez sieć tramwajową .

#### Tory techniczne
Oprócz torów, po których prowadzona jest normalny ruch liniowy pociągów metra, w systemie wiedeńskiego metra znajdują się tory techniczne wykorzystywane do wyjazdów z i do stacji techniczno-postojowych.
- Tor 0 o długości 1 585,46 m łączący linię U4 (odgałęzienie między stacjami Schottenring i Schwedenplatz) z linią U1 (w okolicy stacji Stephansplatz)[45][47].
- Tor 7 o długości 1040,4 m łączący linię U3 (stacja Landstraße) z linią U4 (stacja Schwedenplatz). Służy on głównie do przejazdów między stacjami techniczno-postojowymi Erdberg i Wasserleitungswiese, jednak w trakcie prac remontowych na stacji Landstraße był także wykorzystywany w ruchu liniowym na linii U4[45][47].
- Tor 10 o długości 2 461,39 m łączący linię U2 (okolice stacji Stadion) ze STP Erdberg. Przebiega on pod parkiem Prater oraz Kanałem Dunajskim. Tor ten jest także wykorzystywany podczas większych wydarzeń na Ernst-Happel-Stadion – pociągi są tam tymczasowo odstawiane, by później móc obsłużyć dużą liczbę osób wracających z imprezy do miasta[45][47].
- Tor 20, który prowadzi ze stacji Schottentor (odgałęzienie od linii U2) pod stacją Schottenring, gdzie włącza się w tor 0. Tor ten był wykorzystywany, gdy linia U2 kończyła swoją trasę na stacji Schottenring[45][47].
- Niewykorzystywane połączenia pomiędzy linią U6 a linią U4 (na stacji Längenfeldgasse) oraz między linią U6 a Wiener Lokalbahn w okolicach stacji Tscherttegasse[45][47].
- Stacja techniczno-postojowa Michelbeuern ma połączenie z siecią tramwajową (linia 42), dzięki czemu pociągi metra T i T1 mogą być transportowane przez sieć tramwajową[45][47].
- Na stacji techniczno-postojowej Erdberg znajduje się tor techniczny łączący sieć metra z siecią kolejową ÖBB, co pozwala na transport wagonów metra na platformach kolejowych[45][47].

### Bilety
W wiedeńskim metrze obowiązują bilety Wiener Linien, takie same jak na inne środki transportu publicznego w mieście. Są to zarówno bilety jednorazowe, jak i czasowe. System metra w Wiedniu jest tzw. „systemem otwartym”. Co prawda przy wejściach na stacje metra znajdują się bramki, jednak znajdują się tam jedynie kasowniki biletów, a nie ma bramek obrotowych. Przy wejściu do metra konieczne jest skasowanie biletu w kasowniku. W metrze odbywają się kontrole przez pracowników Wiener Linien. Częściowo są one zapowiedziane wcześniej na stronie Wiener Linien, a częściowo są niezapowiedziane.

### Bezpieczeństwo

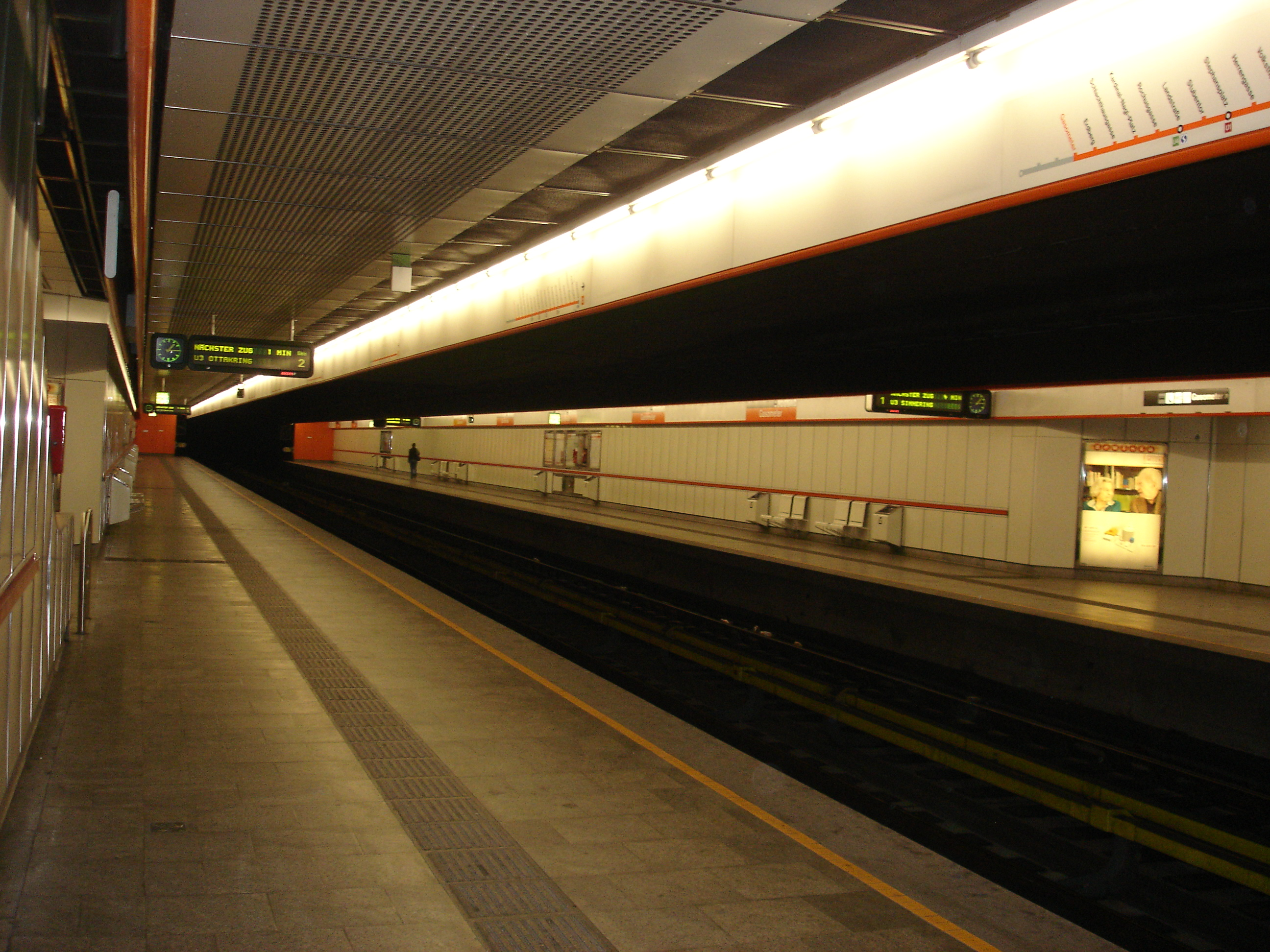
Podświetlana tablica wzdłuż krawędzi peronu oddzialająca wizualnie jasną „bezpieczną” strefę od niebezpiecznej „ciemnej”

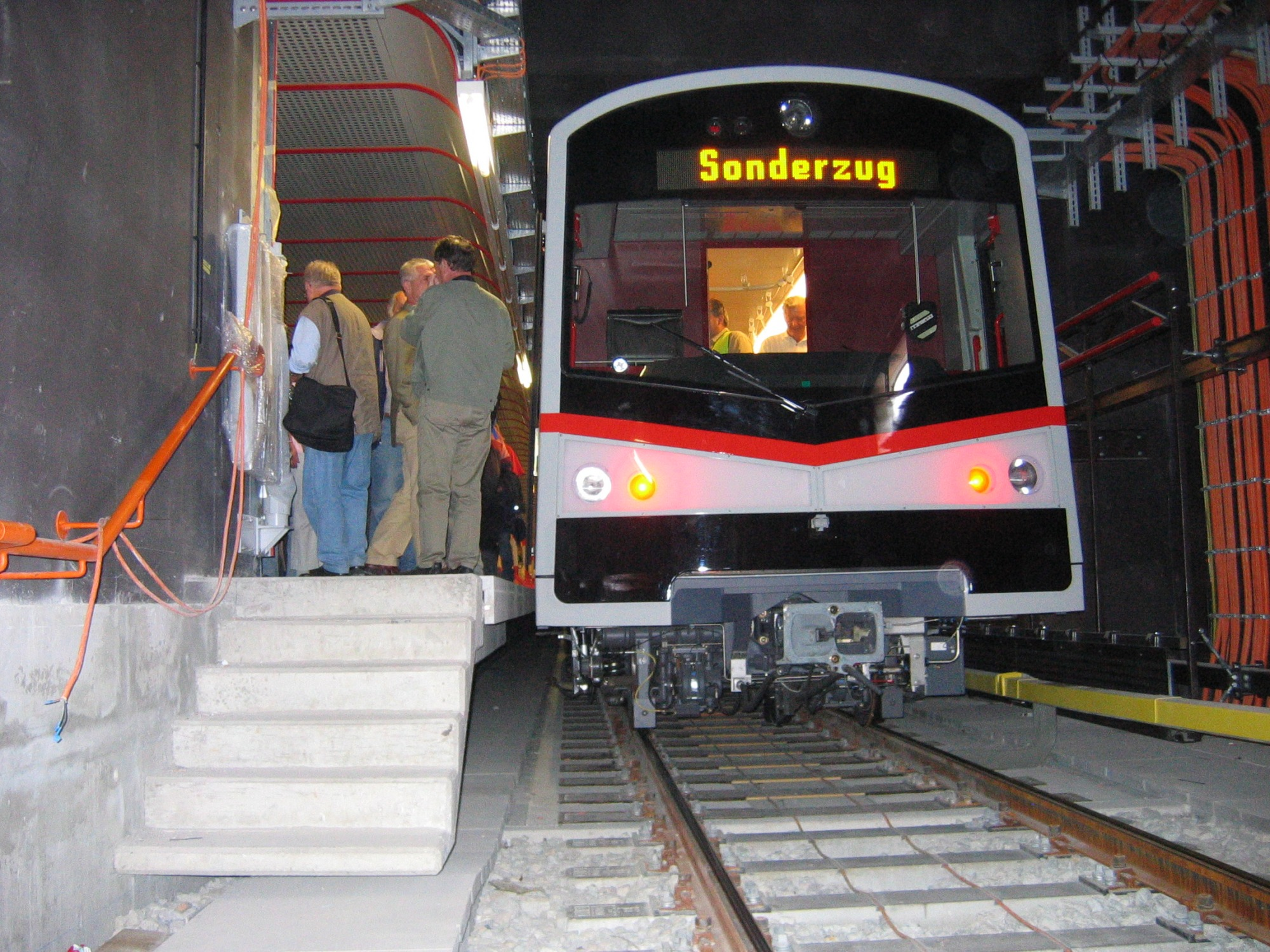
Pociąg typu V na stacji Leopoldau, widoczna wnęka bezpieczeństwa pod krawędzią peronu

Metro w Wiedniu jest wyposażone w szereg systemów bezpieczeństwa. Wszystkie pociągi są wyposażone w sygnały dźwiękowe i świetlne otwierania i zamykania drzwi do wagonu. W drzwiach znajdują się także czujniki zapobiegające przytrzaśnięciu. Na każdej stacji znajdują się przyciski bezpieczeństwa, dzięki którym w krytycznej sytuacji awaryjnie zatrzymane zostają wszystkie pociągi w obrębie stacji, a składy dojeżdżające do stacji zatrzymują się w tunelu przed wjazdem w jej obręb. Dodatkowo pod podłogą peronów na stacjach linii U1 i U4 znajdują się przestrzenie dla osób, które znalazły się na torach przed nadjeżdżającym pociągiem.
Na głównych stacjach znajdują się pomieszczenia dla pracowników ochrony, którzy na bieżąco nadzorują pasażerów i w razie sytuacji krytycznej, mogą odpowiednio zareagować. W 2011 r. było 37 stacji zabezpieczonych w ten sposób. Stopniowo jednak rezygnuje się z takiej formy ochrony na rzecz centrali ochrony na stacji zarządzania ruchem Erdberg. Przeprowadzane są także patrole przez ochronę metra.
Wszystkie stacje oraz tunele metra są wyposażone w systemy detekcji i automatycznego gaszenia pożaru. W takim przypadku wykorzystywane są wyjścia ewakuacyjne ze stacji. Ponadto na odcinkach, gdzie odległość w tunelu między stacjami jest większa niż 600 m, znajdują się wyjścia ewakuacyjne.
W celu zapewnienia tzw. bezpieczeństwa subiektywnego, wszystkie przestrzenie, takie jak np. windy, wąskie przejścia itp., są przeszklone i dobrze oświetlone. Zastosowano także wystrój wnętrz w białej kolorystyce. Istnieje także kontrast na peronach – jasne przestrzenie to miejsca, po których można bezpiecznie chodzić, w odróżnieniu od niebezpiecznych przestrzeni przy samych torach, gdzie dominuje ciemna kolorystyka. Ważną rolę pełni również jasna podświetlana tablica pod sufitem ciągnąca się wzdłuż krawędzi peronu. Oddziela ona wyraźnie peron od torów.

#### Monitoring

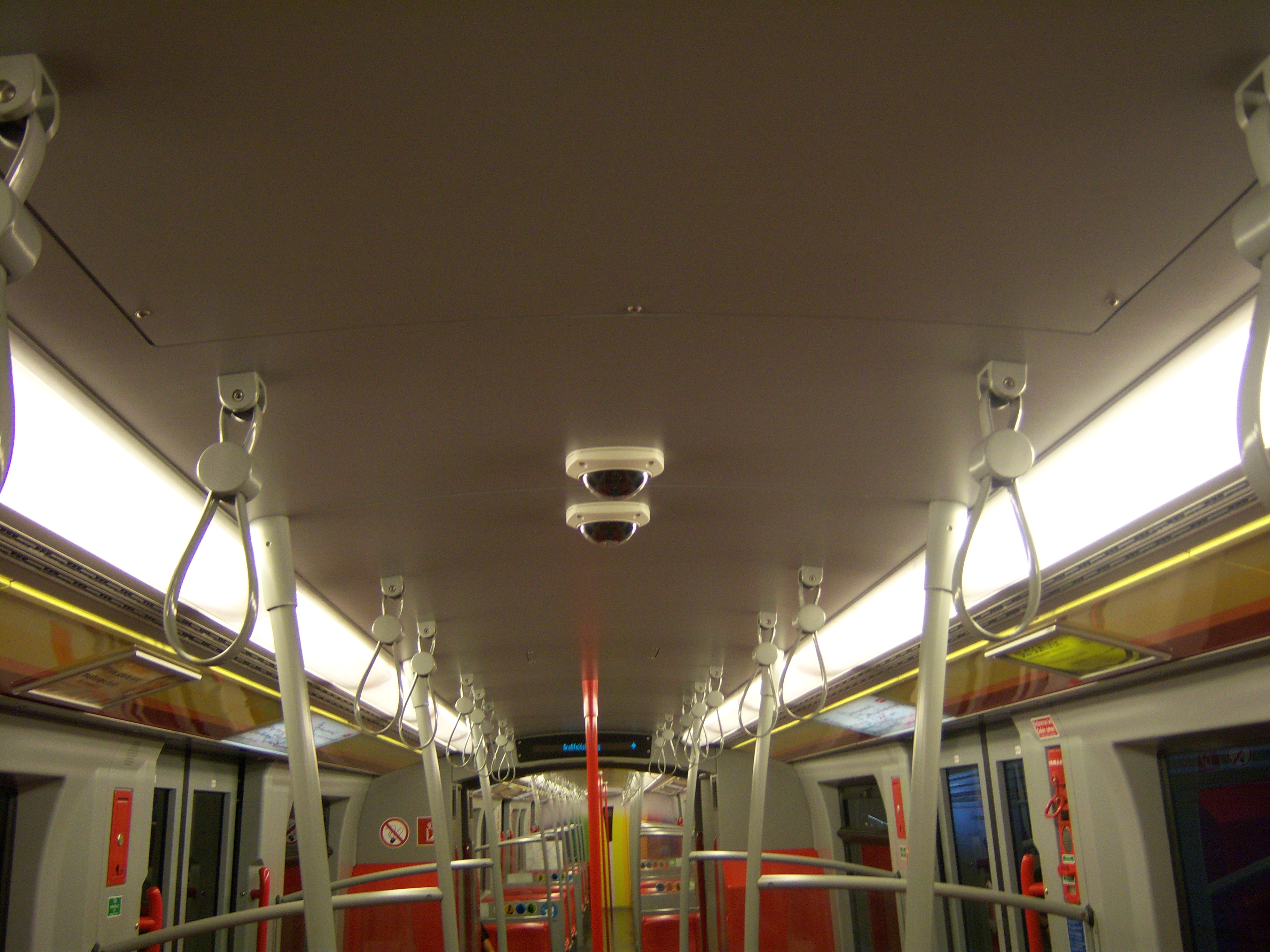
Monitoring w wagonie typu V

Już od początku użytkowania metra w Wiedniu wszystkie stacje są monitorowane. Początkowo obraz był jedynie przekazywany na żywo do stacji ochrony, a nagrywanie następowało tylko po włączeniu takiej funkcji przez pracownika. Obecnie nagrania z większości (około 80%) kamer są przechowywane przez 48 godzin, a w przypadku zarejestrowania czynów niedozwolonych, takich jak np. kradzieże, akty wandalizmu, stwarzanie zagrożenia dla bezpieczeństwa pasażerów itp. – archiwizowane na wniosek policji. Wiener Linien nie może jednak przechowywać nagrań dłużej niż 48 godzin bez stosownego wniosku. W 2015 roku zarejestrowano około czterech tysięcy tego typu przypadków. W przypadku pozostałych 20% kamer nagrania są na żywo przekazywane do centrali ochrony. Liczba stacji z takim system monitoringu jest stale zmniejszana. Łącznie na wszystkich stacjach metra w Wiedniu znajduje się około 2300 kamer.
Monitorowanych jest także większość pociągów metra. Pierwszy raz takie rozwiązanie zastosowano w składach typów V i T1, lecz pozostałe pociągi są stopniowo wyposażane w kamery. W 2018 r. 85% składów wiedeńskiego metra było monitorowanych. Zamontowano w nich łącznie 3560 kamer.

### System sterowania ruchem LZB
Z wyjątkiem linii U6, cała sieć metra jest od momentu oddania do eksploatacji wyposażona w system sterowania ruchem Linienzugbeinflussung LZB 503/513 firmy Siemens Mobility. System odpowiada w normalnej eksploatacji za sterowanie ruchem wszystkich pociągów. Obowiązki maszynisty ograniczają się jedynie do otwierania i zamykania drzwi, kontroli przejazdu oraz polecenia odjazdu ze stacji. Sygnały na semaforach zezwalające na wyjazd ze stacji są niemal zupełnie niewykorzystywane na rzecz systemu, który przekazuje sygnały z centrali bezpośrednio do komputera pokładowego w pociągu. Semafory są wykorzystywane jedynie w razie awarii systemu LZB. Pozwalają one na odjazd ze stacji pociągu w ręcznym trybie sterowania i przejazd do następnej z maksymalną prędkością 15 km/h.
Na obydwu końcowych stacjach linii U4 (Hütteldorf oraz Heiligenstadt), a także na stacji końcowej linii U2 Aspernstraße wszystkie pociągi automatycznie przejeżdżają z peronu przyjazdu na peron odjazdu. Maszynista po dojechaniu do stacji docelowej włącza tryb manewrowy i pociąg automatyczne wykonuje manewry na peron, z którego odjeżdża.

### Liczba przewiezionych pasażerów
| Rok  | Liczba pasażerów metra w mln | % z całego transportu miejskiego w Wiedniu | Źródło |
| ---- | ---------------------------- | ------------------------------------------ | ------ |
| 2013 | 428,8                        | 47,6%                                      | [ 59 ] |
| 2014 | 439,8                        | 47,1%                                      | [ 60 ] |
| 2015 | 440,0                        | 46,8%                                      | [ 61 ] |
| 2016 | 440,1                        | 46,1%                                      | [ 62 ] |
| 2017 | 453,6                        | 47,1%                                      | [ 63 ] |
| 2018 | 463,1                        | 47,9%                                      | [ 64 ] |
| 2019 | 459,8                        | 47,9%                                      | [ 30 ] |
| 2020 | 265,1                        | 46,2%                                      | [ 65 ] |
| 2021 | 271,9                        | 45,6%                                      | [ 65 ] |

## System informacji pasażerskiej

### Informacja pasażerska na stacjach
Na wszystkich stacjach wzdłuż krawędzi peronów znajdują się tablice informujące o linii, kierunku i szacowanym czasie przyjazdu pociągu. Oprócz tego na peronach oraz w wybranych miejscach we wnętrzach stacji umieszczone są schematy sieci metra. Na największych stacjach są ponadto punkty informacyjne Wiener Linien wraz z punktami sprzedaży biletów. Na największych stacjach umieszczono także ekrany z treściami reklamowymi oraz informacjami m.in. o utrudnieniach, czy też zmianach w kursowaniu komunikacji miejskiej w Wiedniu (tzw. infoscreen).

### Symbole metra

#### Symbole uniwersalne

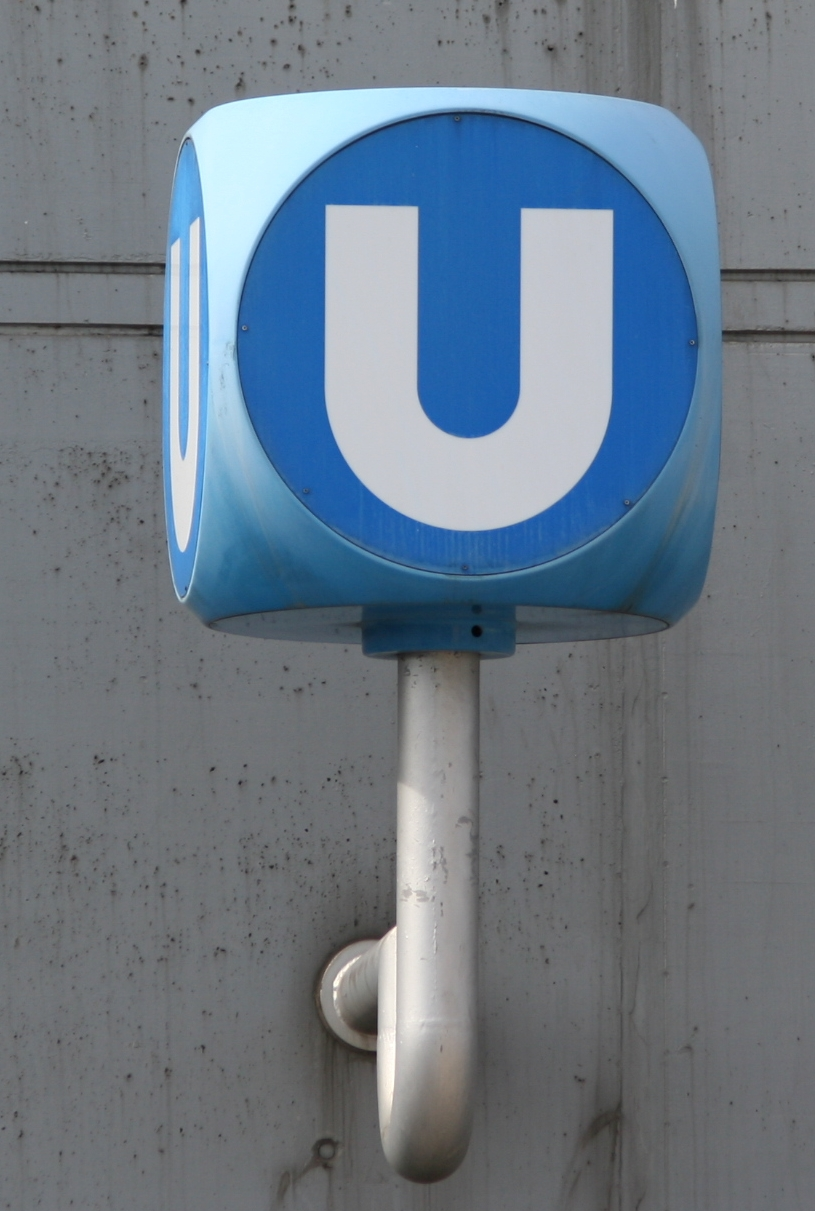
Sześcienne logo przy wejściu do stacji metra

Na powierzchni wszystkie wejścia do stacji metra są oznaczone za pomocą tzw. „U-Bahn-Würfel” (niem. Sześcian metra), tzn. przestrzennego loga w kształcie sześcianu. Został on zaprojektowany przez grupę projektową metra we współpracy z profesjonalnymi projektantami wzornictwa przemysłowego. Pozostałe tablice informacyjne są utrzymane w czarno-białej kolorystyce – białe tablice oznaczają wejścia do metra, natomiast czarne – wyjście ze stacji na powierzchnię. Jedynymi odstępstwami od tej reguły są niektóre stacje na liniach U4 i U6, gdzie ze względu na ich historyczny charakter tablice są stylizowane na historyczne.

#### Oznaczenia poszczególnych linii

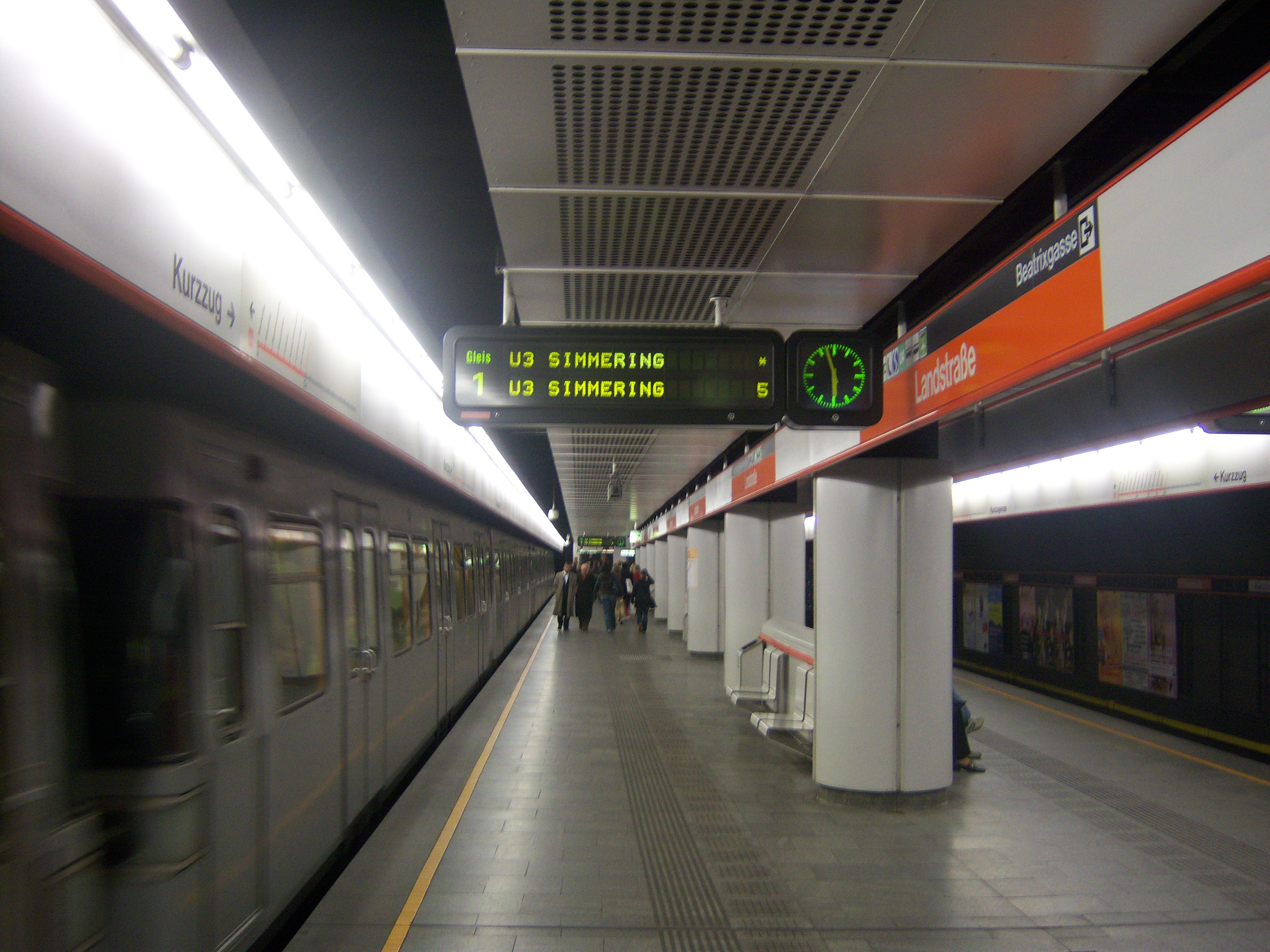
Tablice informacyjne na linii U3 z widocznym pomarańczowym kolorem linii

Każda linia metra ma swój numer identyfikacyjny, kolor, który pojawia się nie tylko w systemie informacji pasażerskiej, ale także jest wkomponowany m.in. w wystrój wnętrz stacji. Taki system ułatwia orientację, zwłaszcza na stacjach, na których krzyżuje się więcej niż jedna linia. Oprócz koloru, wszystkie stacje danej linii mają wnętrza urządzone w podobny, nawiązujący do siebie sposób.

### Komunikaty głosowe
W ramach systemu informacji pasażerskiej wykorzystywane są także głosowe zapowiedzi stacji. Przed każdą stacją po sygnale dźwiękowym następuje zapowiedź najbliższej stacji, tzn. „nazwa stacji; możliwe przesiadki; strona, po której otwierają się drzwi”. W przypadku głównych stacji zapowiadane są także główne obiekty infrastrukturalne w pobliżu, a zapowiedź jest czytana również w języku angielskim. Na stacjach są także wykorzystywane standardowe zapowiedzi uruchamiane przez pracowników ochrony upominające pasażerów np. o zakazie palenia, zakazie zaśmiecania stacji, czy też o zakazie zbliżania się do krawędzi peronu.
Komunikaty są czytane przez austriacką aktorkę Angelę Schneider. W 2012 roku zastąpiła ona głos Franza Kaidy, byłego szefa ochrony wiedeńskiego metra.

## Tabor metra

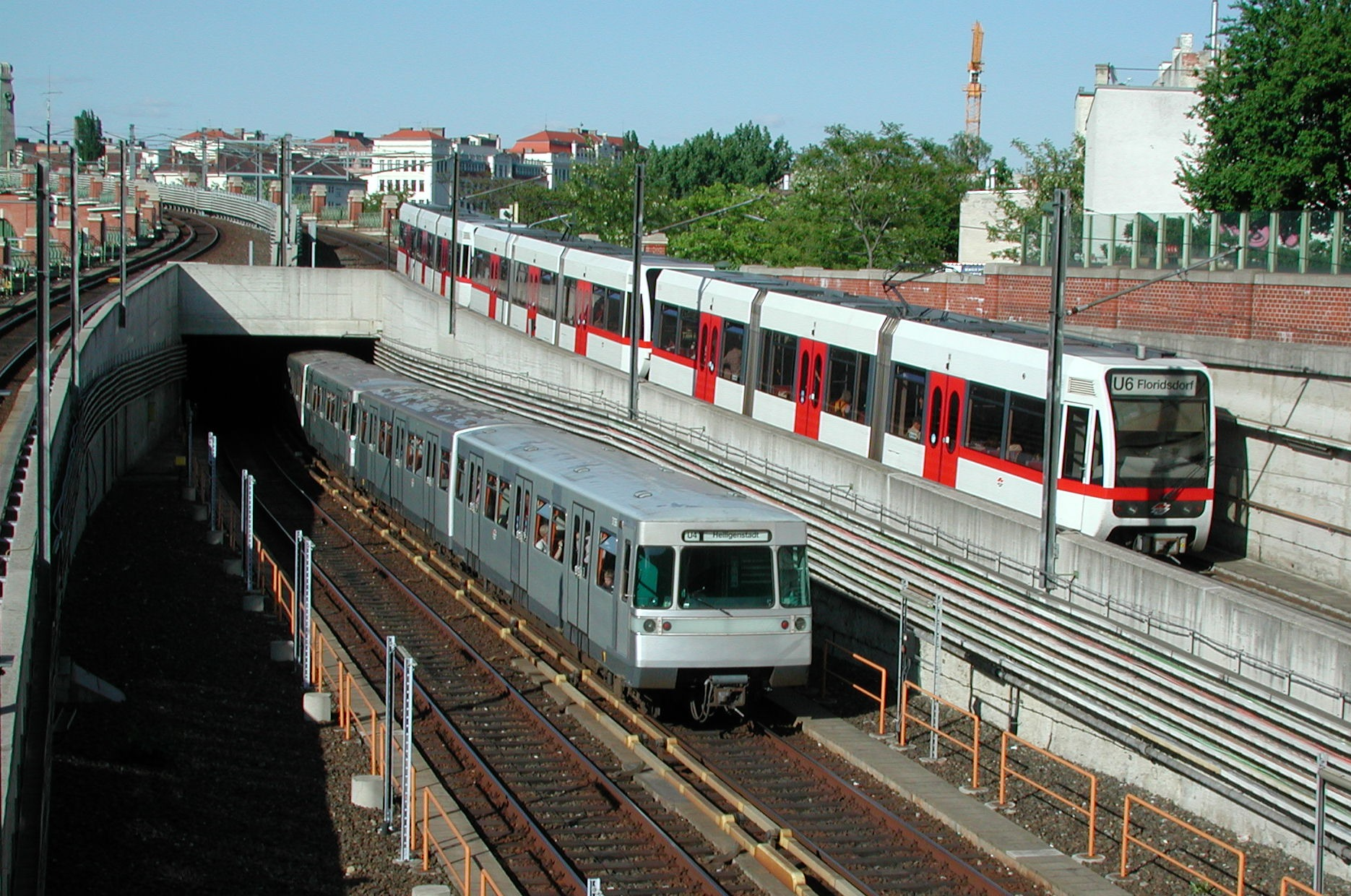
Pociągi zasilane przez trzecią szynę (linia U4) oraz z trakcji napowietrznej (linia U6) w pobliżu stacji Längenfeldgasse

W wiedeńskim metrze eksploatuje się i eksploatowało łącznie osiem różnych typów pojazdów, z czego pięć nadal znajduje się w ruchu. W sieci metra wykorzystywane jest napięcie 750 V. Na liniach od U1 do U4 zasilanie pociągów odbywa się poprzez tzw. trzecią szynę. Na linii U6 wykorzystywana jest napowietrzna linia trakcyjna. Energię elektryczną do obsługi sieci metra dostarcza spółka Wien Energie AG. Do obsługi linii od U1 do U4 wykorzystywane są pociągi typów Ux i V, natomiast na linii U6 spotkać można składy z rodziny Tx:
| Typ | Liczba sztuk | Wprowadzenie do eksploatacji | Miejsca siedzące | Miejsca stojące | Klimatyzacja | Uwaga                                                  |
| --- | ------------ | ---------------------------- | ---------------- | --------------- | ------------ | ------------------------------------------------------ |
| E6  | ?            | 1979                         | 48               | 108             | Nie          | wyłączone z eksploatacji liniowej                      |
| c6  | ?            | 1979                         | 48               | 108             | Nie          | wyłączone z eksploatacji liniowej                      |
| U   | 135          | 1972                         | 49               | 91              | Nie          | wyłączone z eksploatacji liniowej                      |
| U11 | 117          | 1987                         | 49               | 91              | Nie          |                                                        |
| U2  | 74           | 2000                         | 49               | 91              | Nie          |                                                        |
| V   | 62           | 2006                         | 260              | 618             | Tak          |                                                        |
| X   | 34 (45)      | 2023                         | ?                | ?               | Tak          | prawo opcji zakłada możliwość zakupu kolejnych 11 szt. |
| T   | 78           | 1993                         | 58               | 136             | Nie          |                                                        |
| T1  | 66           | 2008                         | 57               | 136             | Tak          |                                                        |

### Tabor na liniach U1–U4

#### Typ U, U1i U2
Pierwsze wagony typu U wyprodukowane przez zakłady Simmering-Graz-Pauker (SGP) zostały dostarczone w 1972 r. Są to najmniejsze jednostki eksploatowane w wiedeńskim metrze. Mają 36,8 metrów długości i 2,8 m szerokości, a każdy pociąg jest złożony z trzech podwójnych wagonów. Do 2008 r. w okresie poza godzinami szczytu komunikacyjnego w eksploatacji były także pociągi złożone z dwóch wagonów wykorzystywane na linii U2. Pod względem konstrukcji wiedeńskie pociągi typu U są zbliżone do tych eksploatowanych w Monachium i Norymberdze (typ A). Do 1982 roku dostarczono w sumie 135 podwójnych wagonów typu U, obecnie pozostało ich jedynie 8.
Od 1987 r. SGP produkowała zmodyfikowane wagony metra typu U1 (później oznaczane jako U11). Są to składy drugiej generacji, jednak mają wiele cech wspólnych z pociągami typu U. Wprowadzono szereg zmian technicznych w konstrukcji, m.in. chłodzone cieczą trójfazowe silniki elektryczne, hamulce z układem odzyskiwania energii hamowania i zmodernizowane systemy podnoszące bezpieczeństwo. W latach 2000–2010 wagony typu U były sukcesywnie modernizowane w celu przedłużenia ich okresu eksploatacji o kolejne 20 lat. Zmodernizowane składy otrzymują oznaczenie U2 i obsługują linie U2 i U3.
We wnętrzu każdego wagonu znajduje się 49 miejsc siedzących i 91 miejsc stojących, zatem w składzie z trzech dwuwagonowych pociągów znajdują 294 miejsca siedzące i 546 miejsc stojących. W 2006 r. przeprowadzono modernizację wnętrza pociągów, wprowadzono m.in. plastikowe siedzenia w miejsce miękkich, wprowadzono też oświetlenie LED i monitoring. Maksymalna prędkość pojazdów tego typu wynosi 80 km/h.

#### Typ V
Pod koniec lat 90. XX w. konsorcjum firm Siemens, ELIN i Adtranz opracowało nowy pociąg dla wiedeńskiego metra – Typ V. Jest to jeden pociąg składający się z sześciu wagonów między którymi możliwe jest przejście – dwóch czołowych wagonów sterujących i czterech napędowych wagonów środkowych. Odpowiada to długości trzech podwójnych wagonów rodziny Ux, dzięki czemu pociągi typu V nie kursują w trakcji wielokrotnej. Pierwszy prototyp dotarł do Wiednia w grudniu 2000 r., a pierwsza transza 25 zestawów składów dotarła w 2002 r. Pod koniec 2007 r. kolejnych 15 pociągów tego typu trafiło do wiedeńskiego metra. Ostatnie 20 sztuk dotarło w 2009 r.
W odróżnieniu od prototypu, seryjne pociągi zostały dostosowane do wnętrza nowego standardu – zamontowano czerwone plastikowe siedzenia zamiast oryginalnych miękkich oraz szare zamiast białych ścian bocznych. Pojazdy typu V z drugiej i trzeciej transzy mają również poręcze malowane na żółto, a nie na szaro, nowsze wewnętrzne wyświetlacze systemu informacji pasażerskiej i lampki sygnalizacyjne nad drzwiami. Z przodu i z tyłu pociągu znajduje się przestrzeń dla wózków dziecięcych i dla niepełnosprawnych z czterema składanymi siedzeniami. Składy typu V są pierwszymi w wiedeńskim metrze pociągami wyposażonymi w klimatyzację i monitoring przestrzeni pasażerskiej. Każdy skład typu V ma 260 miejsc siedzących i 618 stojących. Maksymalna prędkość wynosi 80 km/h. Za zewnętrzny design pociągów, który nawiązuje do poprzednich składów typu U, a jednocześnie jest nowocześniejszy i bardziej ergonomiczny, odpowiedzialne było studio projektowe Porsche Design.
Pociągi zostały wyposażone w najnowsze systemy bezpieczeństwa, m.in. czujniki temperatury oraz czujniki dymu.

#### Typ X
Jesienią 2017 r. podpisano umowę na dostarczenie 34 z opcją na kolejne 11 sztuk nowych pociągów dla wiedeńskiego metra. Są to pociągi najnowszej generacji typu X. Nowa konstrukcja ma długość 111 m i szerokość 2,85 m i jednorazowo może zabrać 928 pasażerów. W stosunku do poprzedników zwiększony został udział przestrzeni dla pasażerów stojących na rzecz mniejszej liczby miejsc siedzących. Większą przestrzeń przeznaczono także dla pasażerów na wózkach inwalidzkich lub z wózkami dziecięcymi.
Pociągi z tej serii przeznaczone są przede wszystkim do obsługi linii U1–U4 w trybie ręcznym lub półautomatycznym (z ograniczonym udziałem maszynisty w sterowaniu pociągiem). W przyszłości, od 2026 r., pociągi te obsłużą także nową linię U5, na której jazda będzie odbywała się w sposób w pełni autonomiczny. Z przodu pojazdu umieszczono dużą szybę, dzięki której pasażerowie przez kabinę maszynisty mogą patrzeć na tunel przed pociągiem.
Wartość kontraktu z Siemensem wynosi 550 mln euro i obejmuje również serwis przez okres 24 lat. Wagony zostaną wykonane w zakładach Siemens w Wiedniu. Liniową eksploatację pierwszego składu rozpoczęto w 2023 roku.

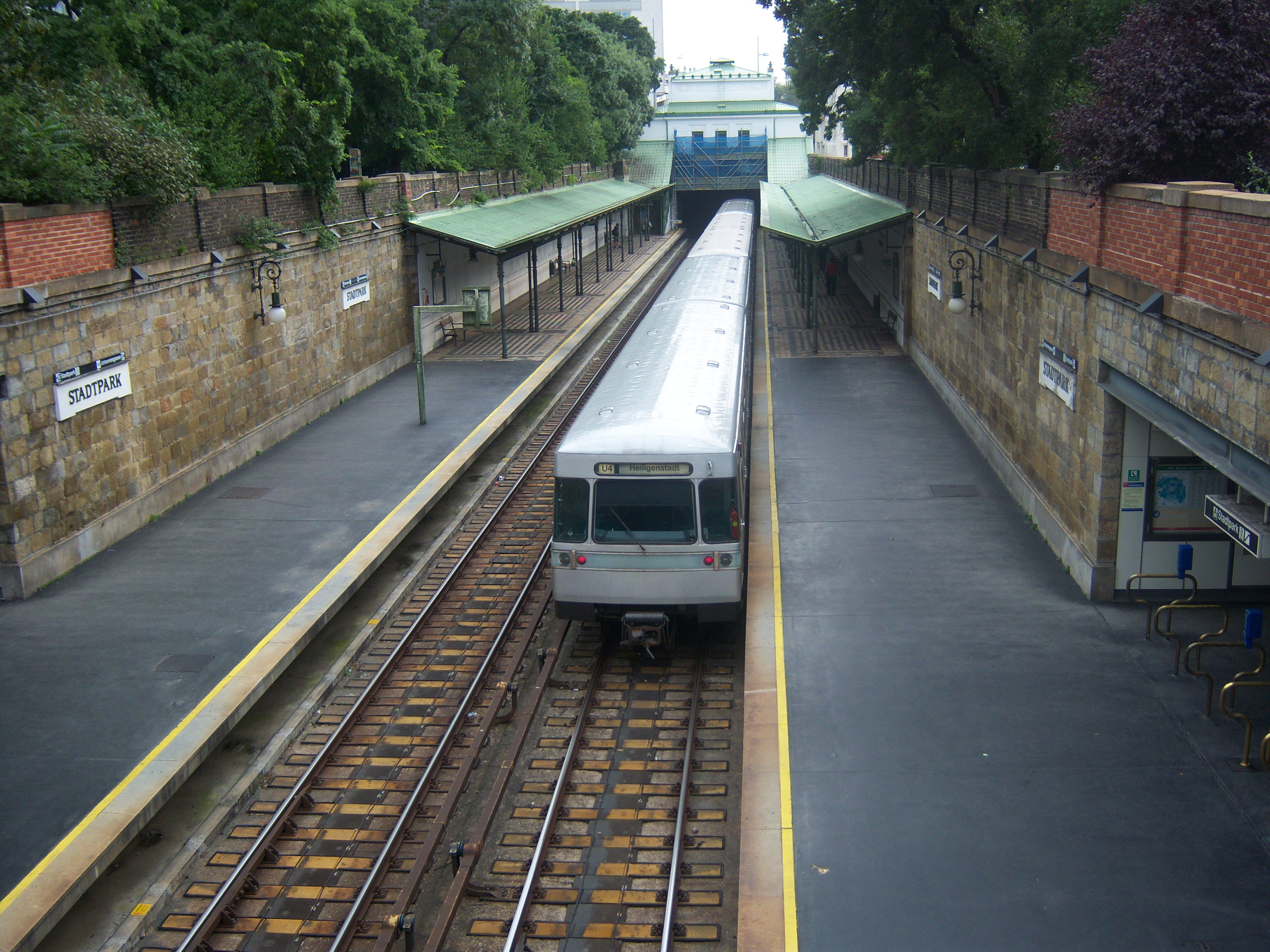
Pociąg typu U na stacji Stadtpark
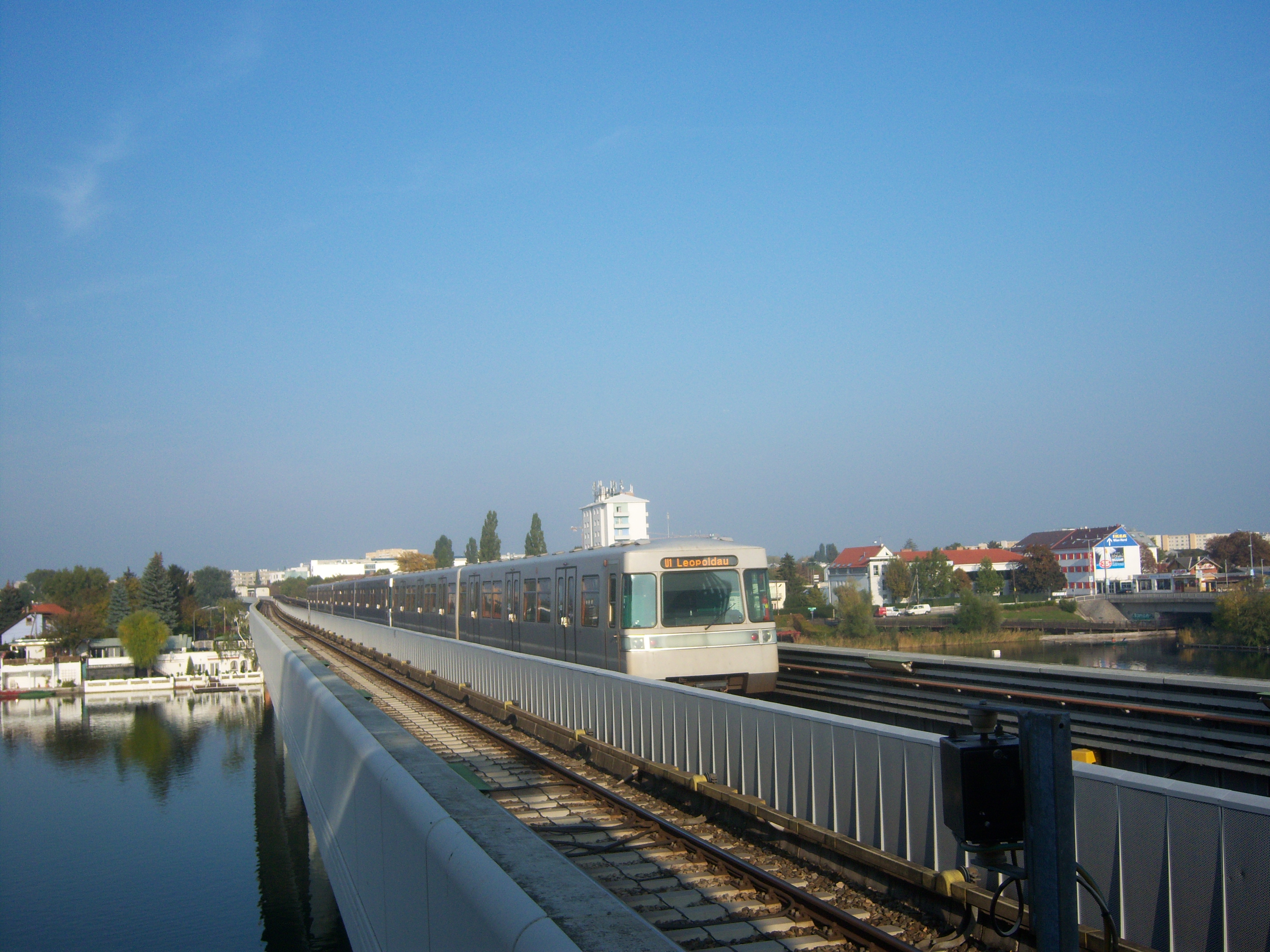
Pociąg typu U1 na moście nad Starym Dunajem
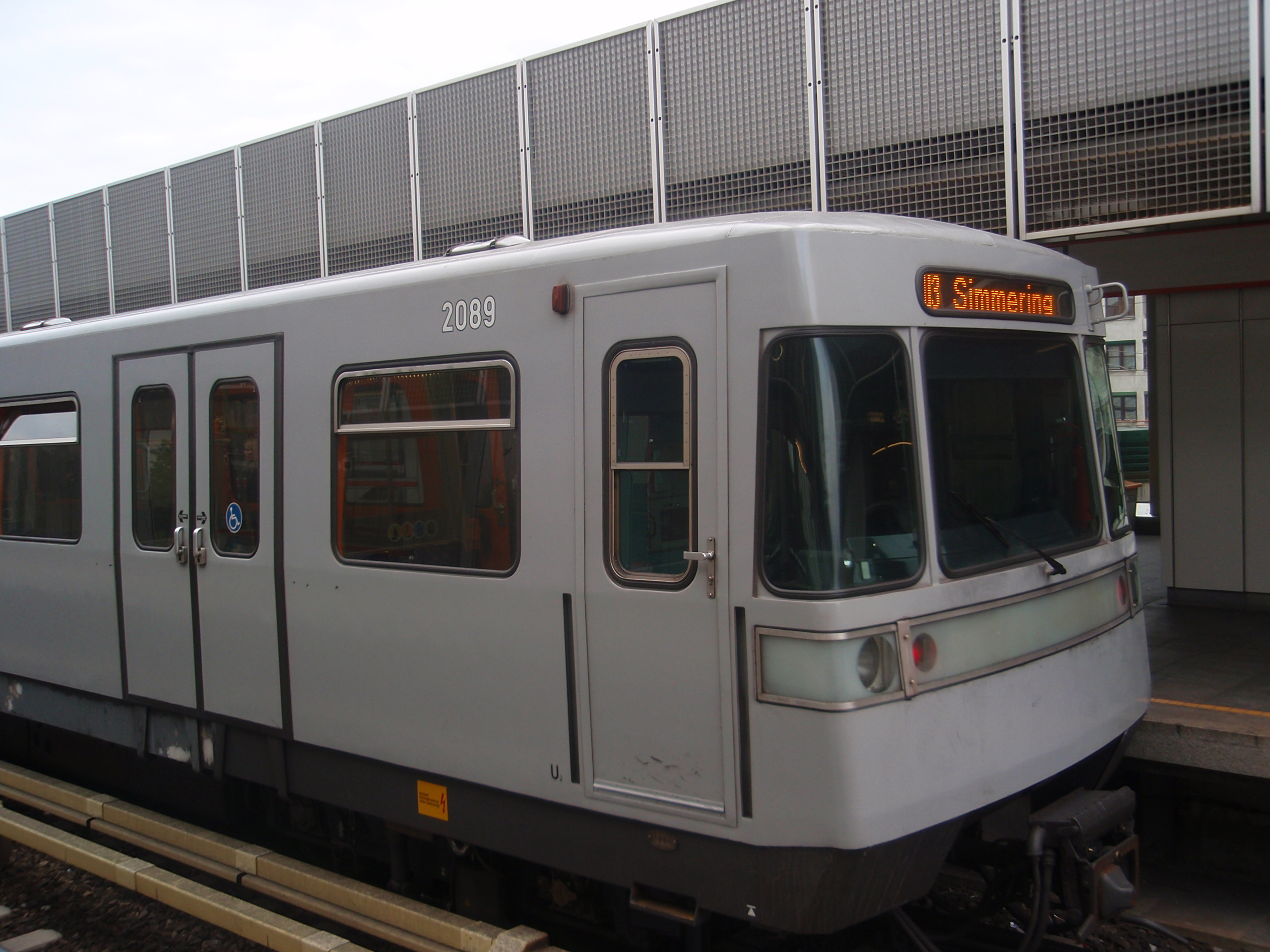
Pociąg typu U2 na stacji Ottakring
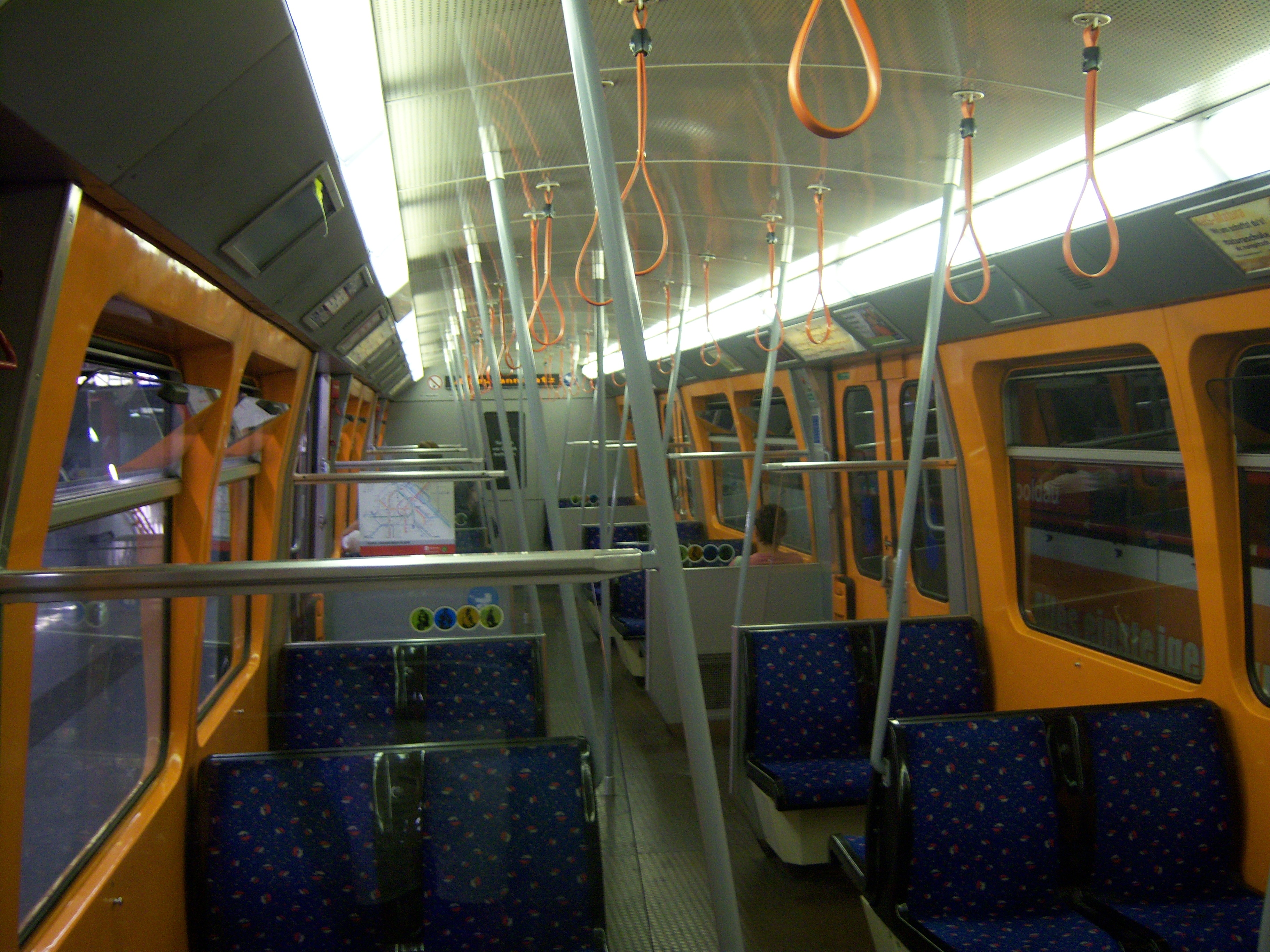
Wnętrze pociągów U przed modernizacją
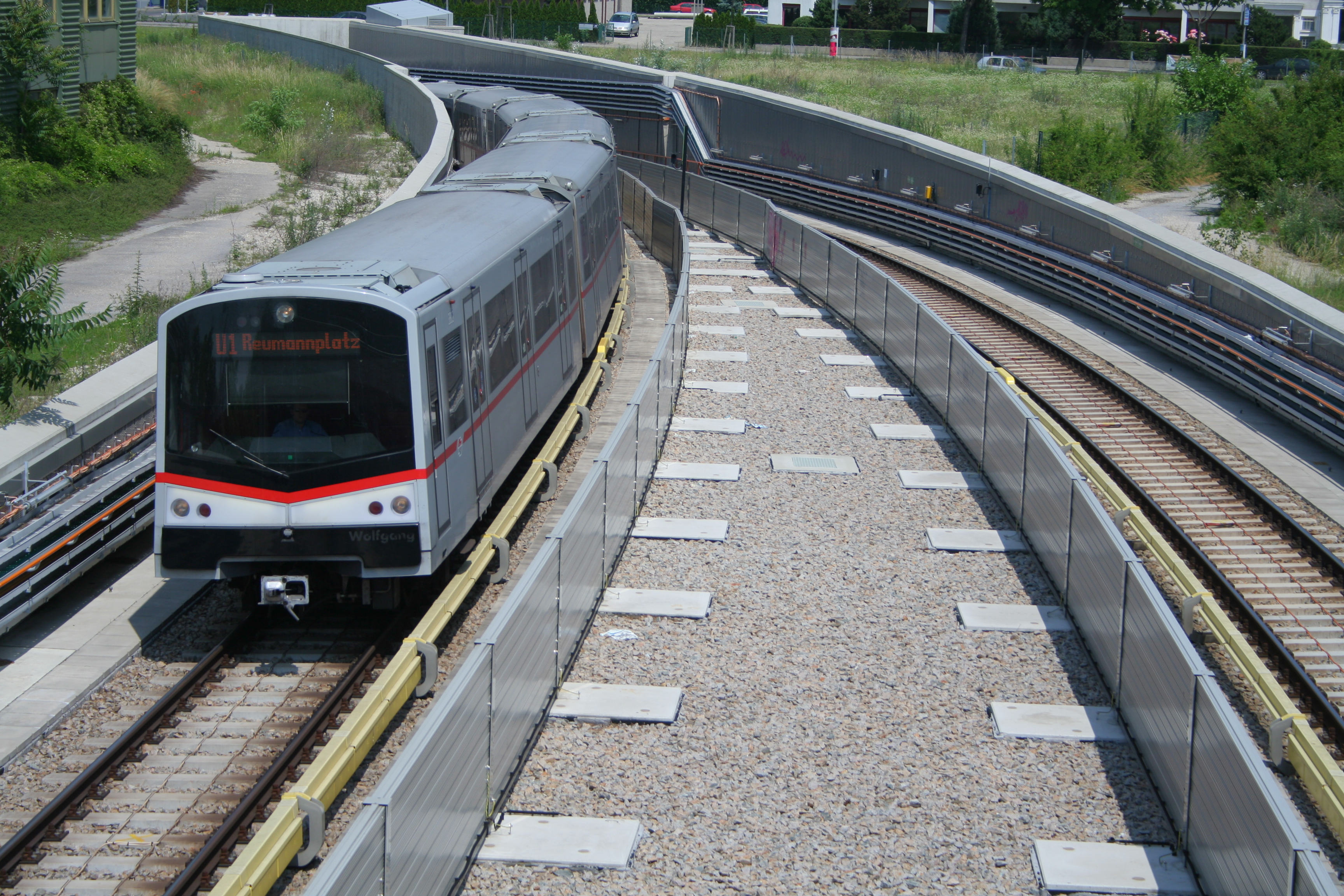
Typ V w okolicach stacji Aderklaaer Straße
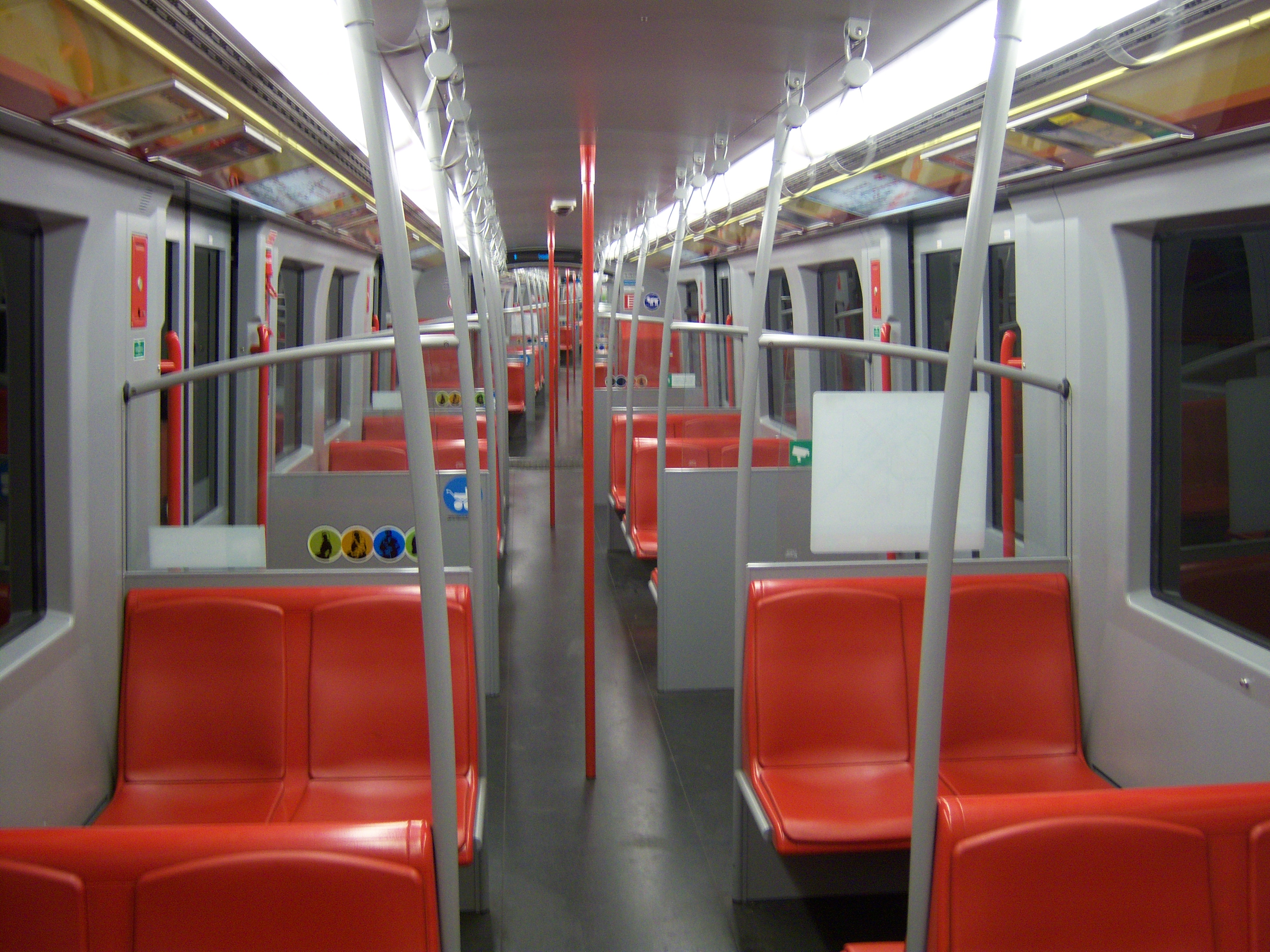
Wnętrze pociągu V z pierwszej transzy
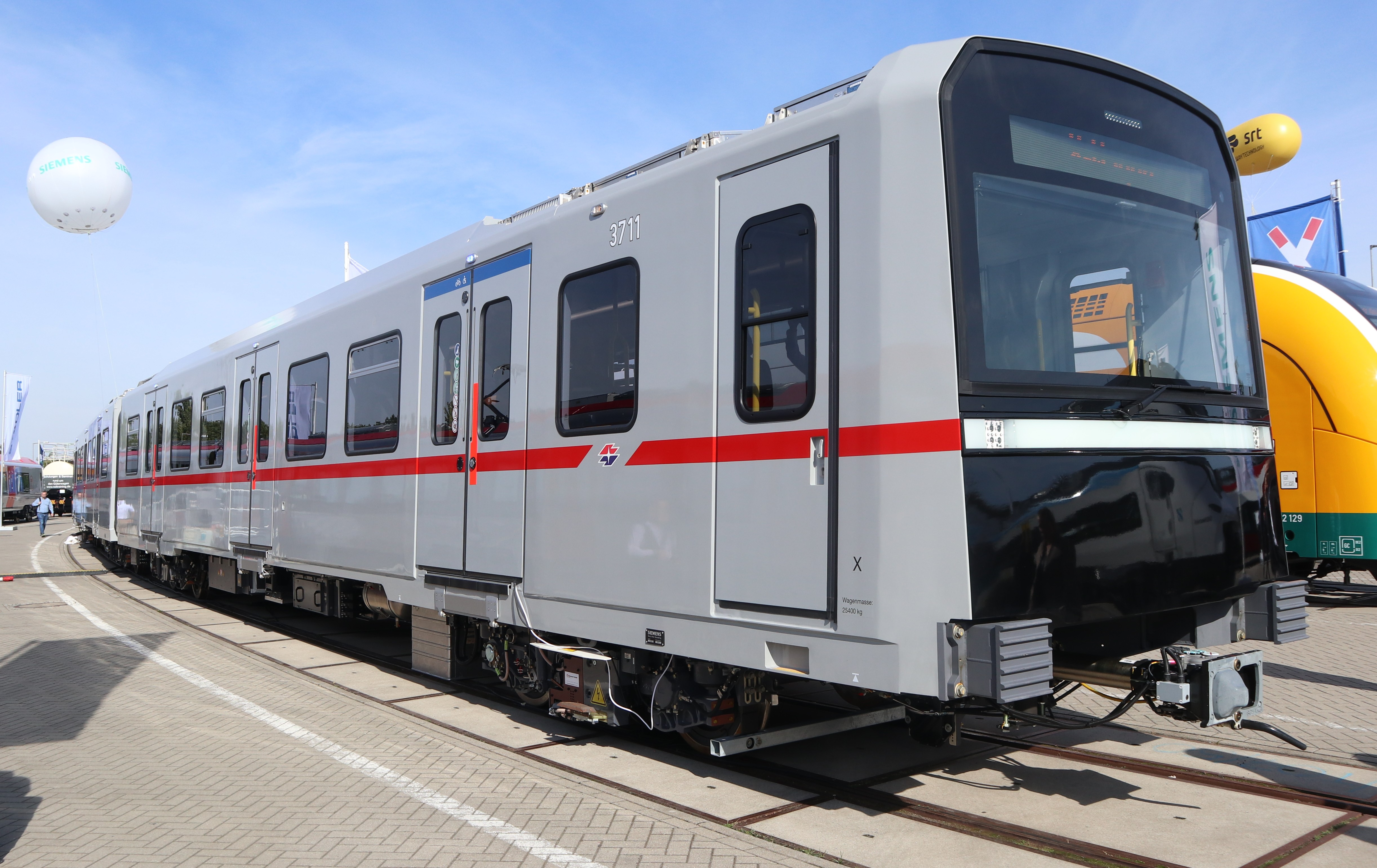
Pociąg typu X podczas prezentacji

### Tabor na linii U6
Pociągi metra na linii U6 są zasilane za pomocą napowietrznej sieci trakcyjnej, ze względu na nieco odmienny charakter linii U6 – w większości nie przebiega ona w tunelach, lecz na powierzchni. Z tego względu jest ona obsługiwana przez inny tabor niż linie U1–U4, bardziej zbliżony konstrukcyjnie do tramwajów niż pociągów metra .

#### Typy T i T1
W 1993 r. przedsiębiorstwo Bombardier Transportation opracowało nowy typ pociągów do obsługi linii U6 wiedeńskiego metra, który nazwano T. Konstrukcja składów opiera się na tramwajach z rodziny Bombardier Flexity Swift. Każdy pociąg składa się z trzech wagonów – dwóch sterowniczych i jednego środkowego. Każdy skład jest złożony z czterech pociągów (tj. dwunastu wagonów), dawniej poza godzinami szczytu eksploatowano także składy z trzech pociągów.
Dawniej pociągi T łączono w składy ze starszymi, wysokopodłogowymi wagonami E6/c6. W 2008 r. do eksploatacji weszły nowsze pociągi typu T1, które całkowicie zastąpiły wysokopodłogowe starsze pojazdy. Zamontowano w nich monitoring, klimatyzację oraz nowocześniejsze wyświetlacze systemu informacji pasażerskiej. Od tego czasu łączone są pociągi typów T oraz T1. Cały skład z czterech pociągów ma 232 miejsca siedzące i 544 stojące.
Pod koniec 2009 r. zakończono akcję modernizacji starszych pociągów typu T i przystosowano je do stanu z nowszych pociągów T1.

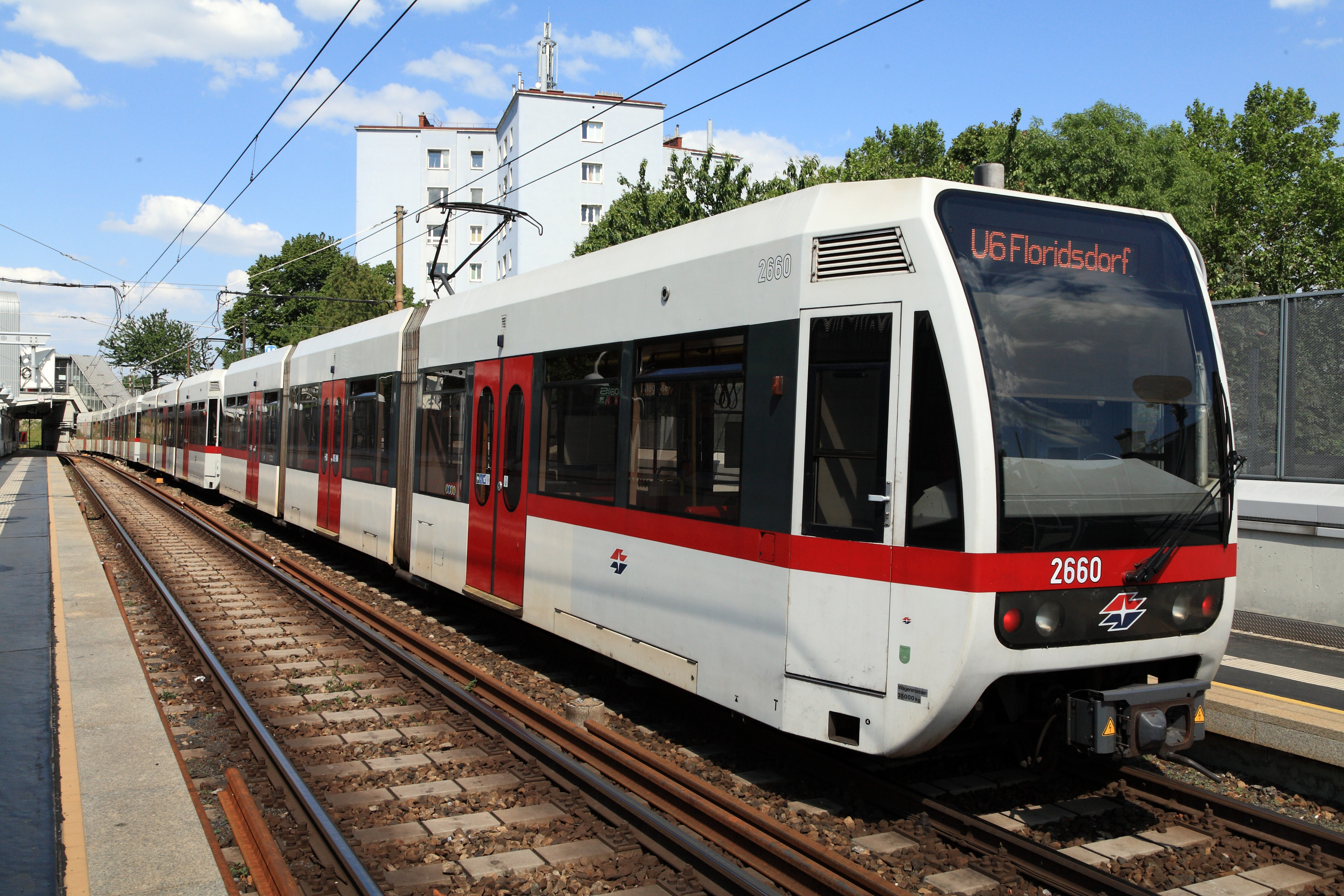
Pociąg metra typu „T”
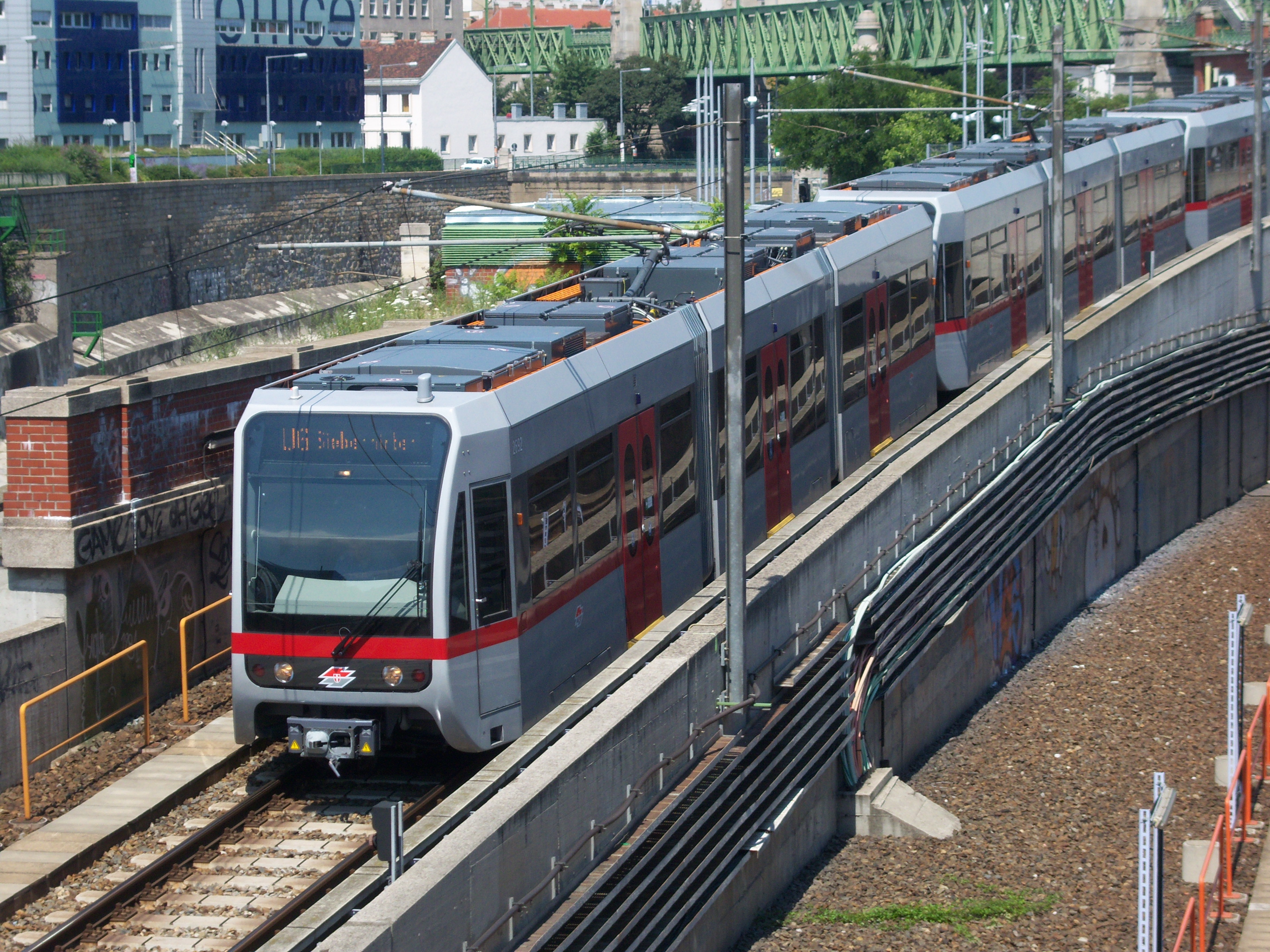
Typ „T1” w pobliżu stacji Längenfeldgasse
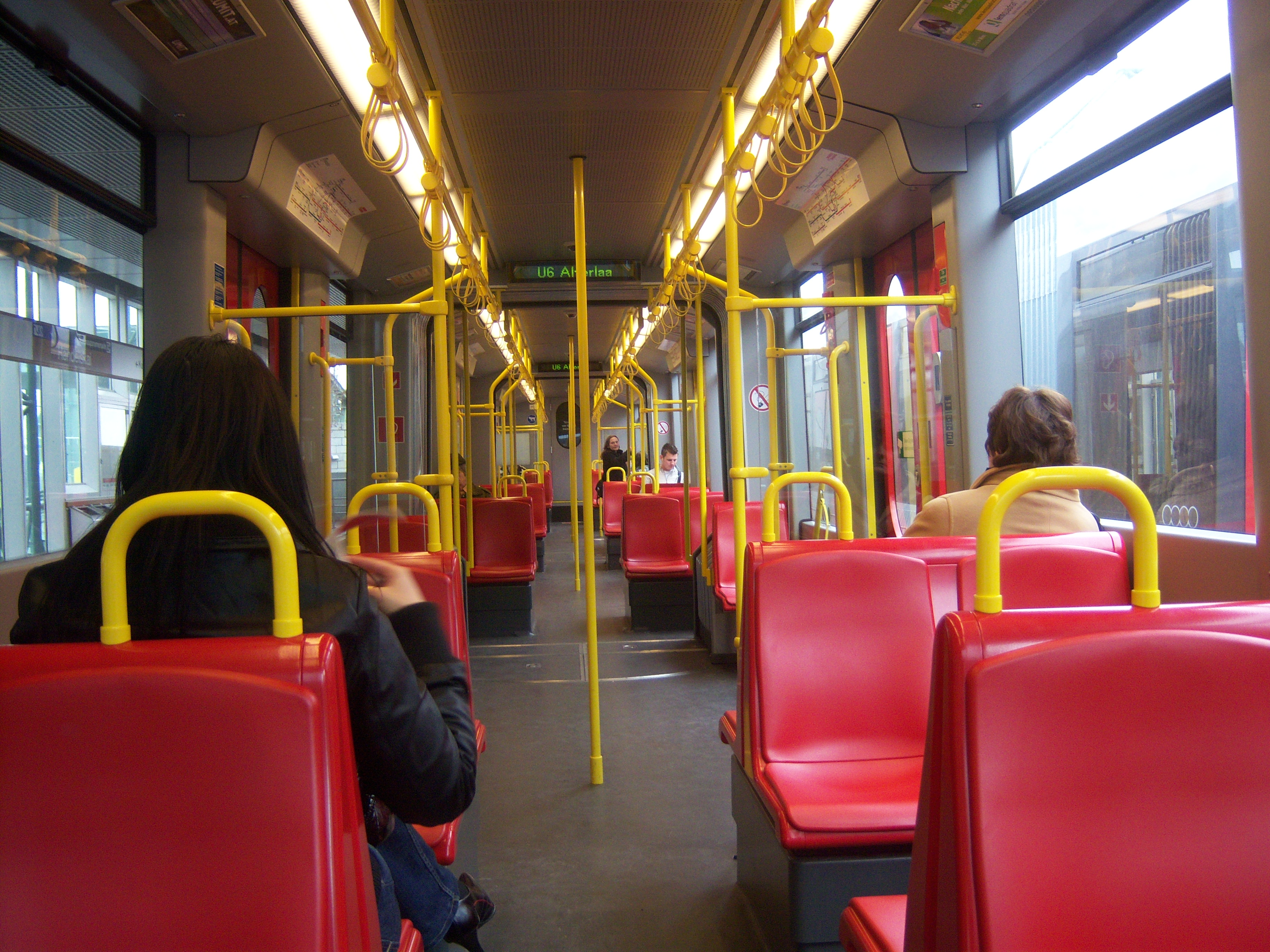
Wnętrze pociągu T1

### Tabor specjalny
Niektóre pociągi metra wycofane już z eksploatacji znajdują się nadal na stanie Wiener Linien jako tabor specjalny. Są one wykorzystywane jako pojazdy techniczne do konserwacji torowiska. Wśród taboru specjalnego znajduje się także specjalny skład służący do czyszczenia torowisk. Jego prędkość maksymalna wynosi 40 km/h. Każdy odcinek jest sprzątany co ok. dwa tygodnie, a najbardziej uczęszczane trasy – co tydzień. Utrzymanie czystości w tunelach metra jest szczególnie ważne ze względu na ryzyko pożarowe, które jest spowodowane zasilaniem pociągów metra z trzeciej szyny.

### Tabor wyłączony z eksploatacji

#### Typ E6/c6
Do obsługi linii U6 początkowo zostały skierowane pojazdy produkowane od 1979 r. przez konsorcjum Lohner – Rotax na licencji tzw. tramwaju „Typ Mannheim” produkowanego przez Duwag. Zostały one oznaczone E6 (wagon silnikowy) oraz c6 (wagon doczepny). Każdy skład był złożony z czterech dwuczłonowych wagonów. Łącznie skład miał 192 miejsca siedzące i 432 miejsca stojące. W latach 90. zostały one częściowo zastąpione przez wagony typu T, a w każdym pociągu znajdował się jeden wagon T i dwa lub trzy wagony E6/c6. W 2008 r., wraz z zakupem pociągów T1 wszystkie wagony E6/c6 zostały wycofane z eksploatacji. Większość została odsprzedana jako tramwaje do Utrechtu oraz Krakowa. MPK Kraków podjęło decyzję o przebudowie tych pojazdów na jednokierunkowe i częściowo niskopodłogowe. W ten sposób w 2010 r. zaprezentowano pierwszy tramwaj Rotax/MPK EU8N, który powstał w zakładach naprawczych MPK w Krakowie.

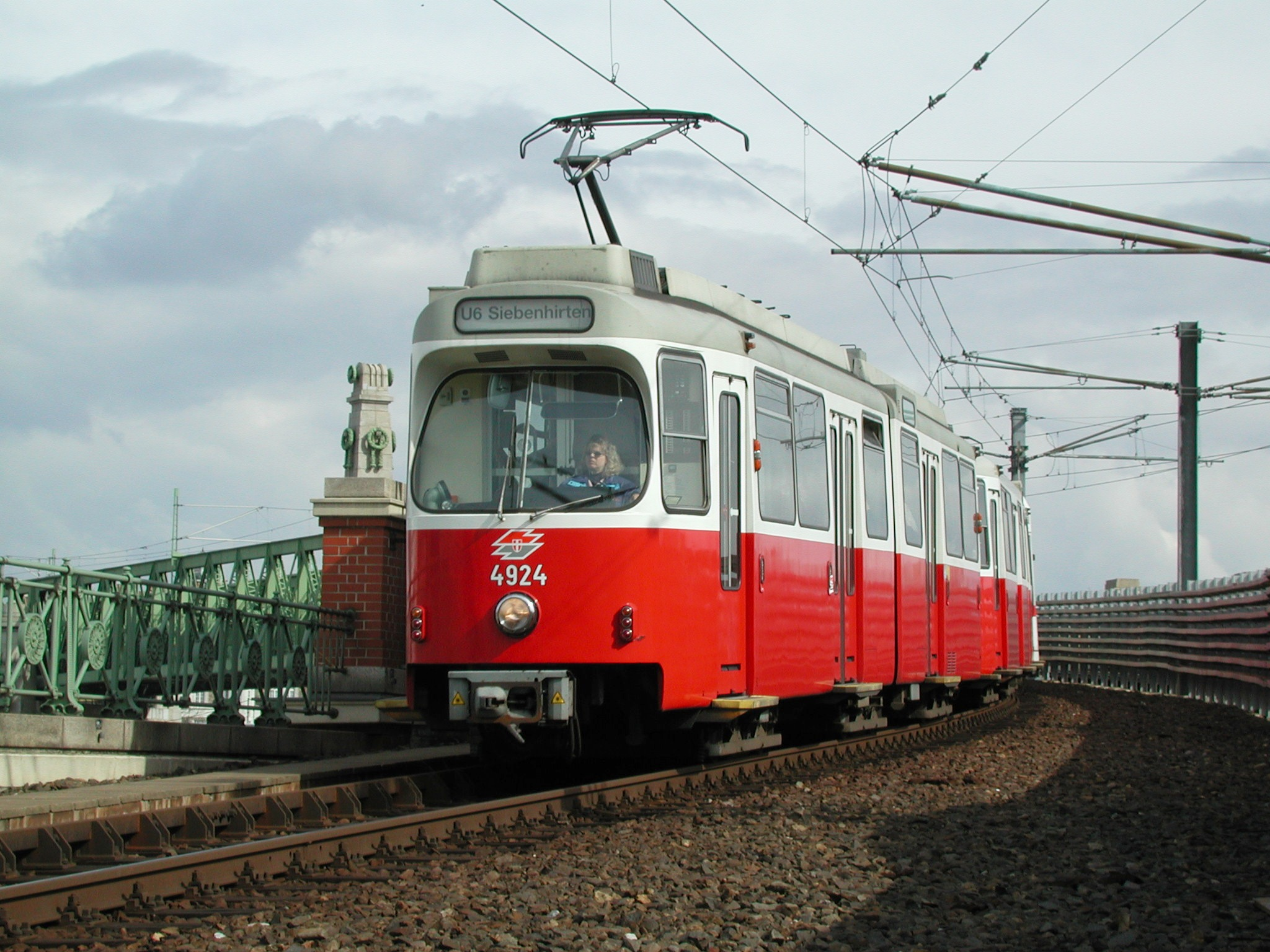
Wagony typów E6 oraz c6 na linii U6 w pobliżu stacji Längenfeldgasse
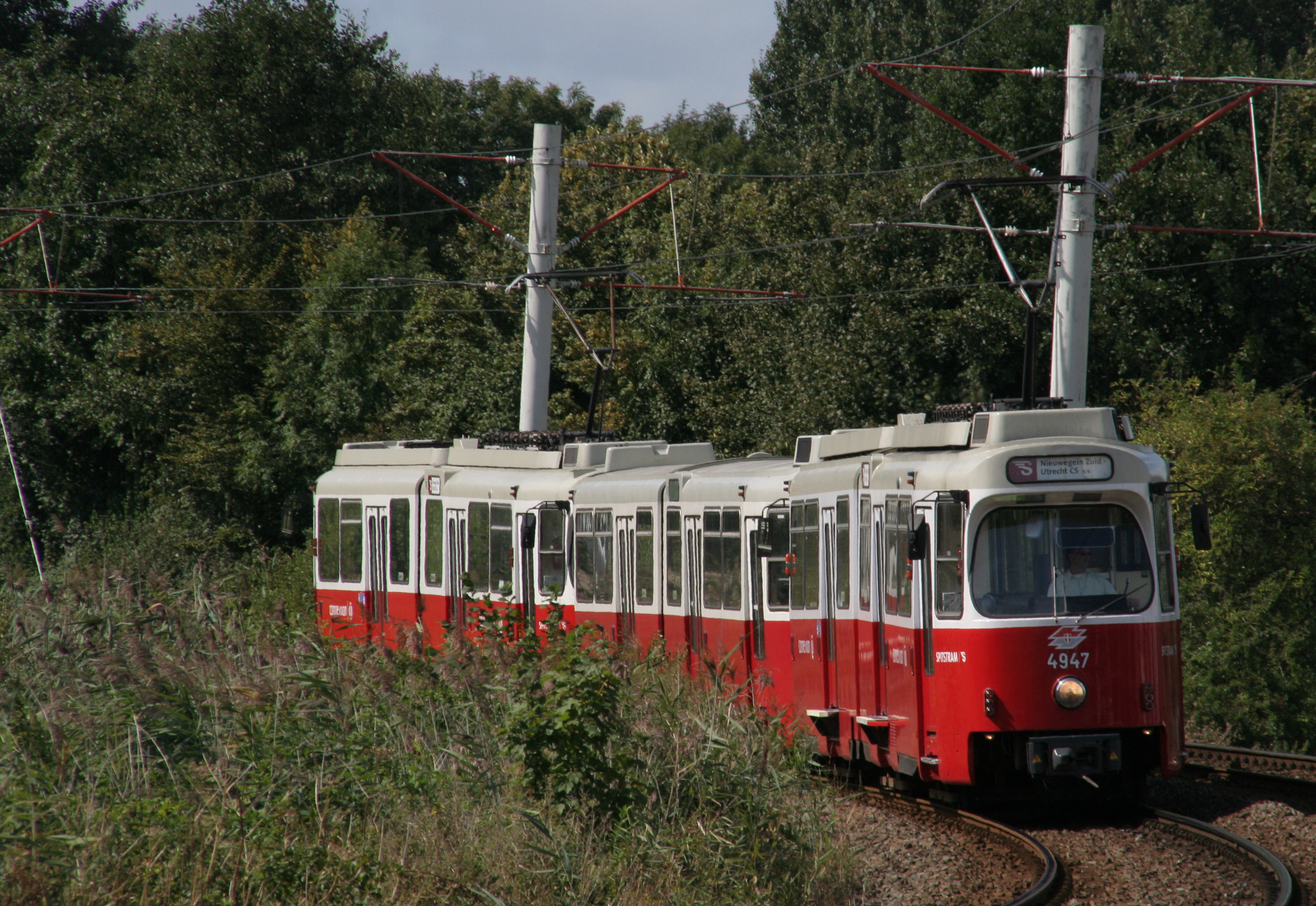
Wagon E6 w składzie z c6 w Utrechcie
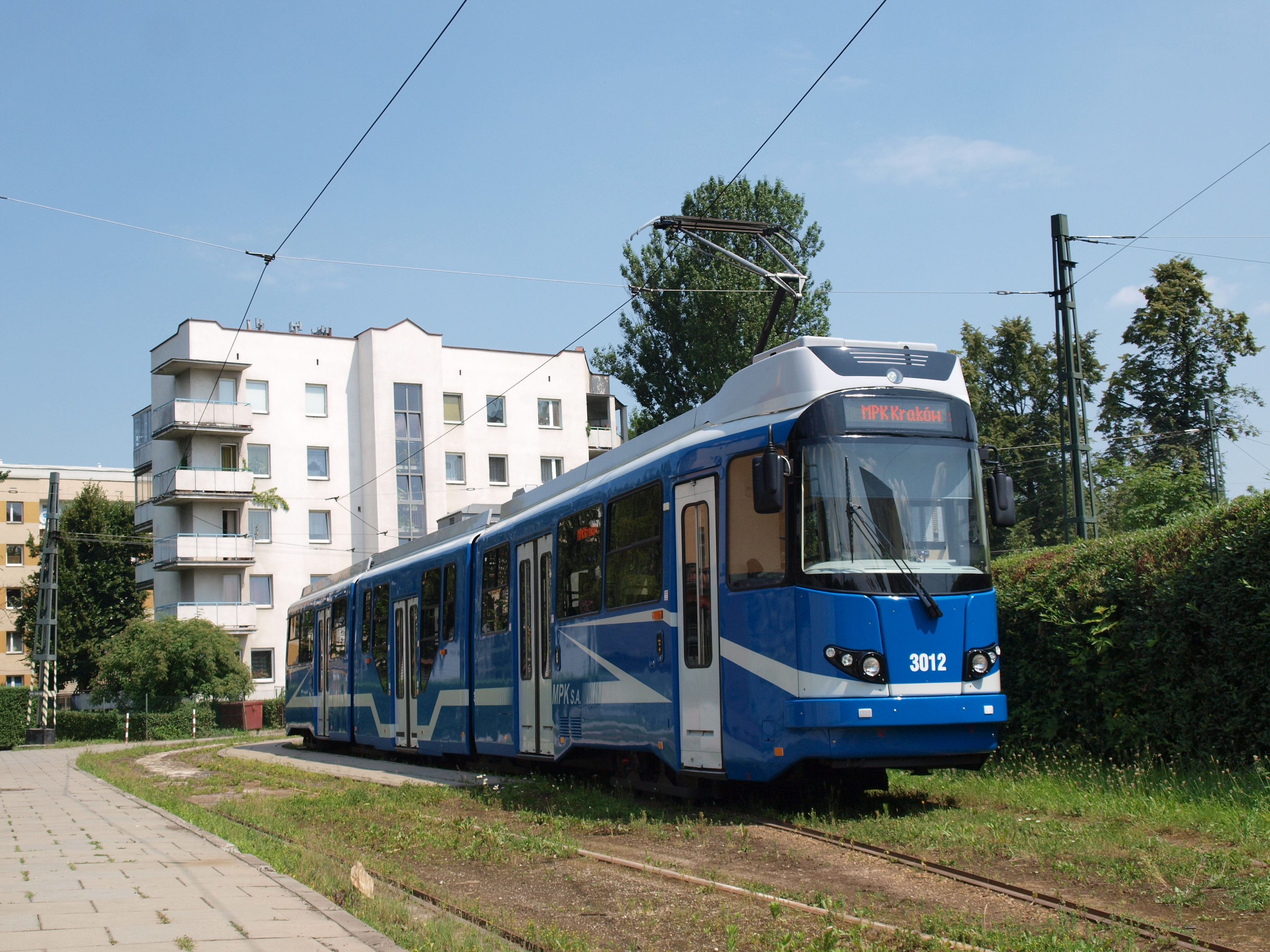
Pociąg metra E6 przebudowany na tramwaj Rotax/MPK EU8N w Krakowie